# Winston Churchill
Vous lisez un « article de qualité » labellisé en 2013.
Pour les articles homonymes, voir Churchill et Winston Churchill (homonymie).
Winston Churchill (/ˈwɪnstən ˈtʃɜːtʃɪl/) est un homme d'État et écrivain britannique, né le 30 novembre 1874 à Woodstock et mort le 24 janvier 1965 à Londres. Membre du Parti conservateur malgré un intermède au Parti libéral, il est Premier ministre du Royaume-Uni de mai 1940 à juillet 1945 puis d’octobre 1951 à avril 1955 ; il joue un rôle décisif dans la victoire des Alliés lors de la Seconde Guerre mondiale.
Fils de l’homme politique Randolph Churchill et de Jennie Jerome, il appartient à la famille aristocratique des Spencer. Engagé dans l’armée, il combat en Inde, au Soudan et durant la seconde guerre des Boers. Il est ensuite correspondant de guerre, puis sert brièvement, pendant la Première Guerre mondiale, sur le front de l'Ouest, comme commandant du 6e bataillon des Royal Scots Fusiliers.
Député pendant une soixantaine d’années, il occupe des responsabilités ministérielles pendant près de trente ans. Dans le gouvernement libéral d'Asquith, il est ministre du Commerce, secrétaire du Home Office et Premier Lord de l'Amirauté : il participe alors aux premières lois sociales et s’attaque à l’influence de la Chambre des lords, mais la défaite à la bataille des Dardanelles provoque son éviction. Blanchi de toute responsabilité dans cet échec par une commission d'enquête parlementaire, il est rappelé comme ministre de l'Armement, secrétaire d'État à la Guerre et secrétaire d'État de l'Air par Lloyd George.
Devenu chancelier de l'Échiquier, il laisse un bilan mitigé, l'économie n’étant pas son domaine de prédilection, à la différence de la politique étrangère et des affaires militaires. Alors que ses prises de position détonnent, notamment lors de l’abdication d'Édouard VIII, il n’est guère apprécié par les dirigeants du Parti conservateur et connaît une  traversée du désert. Il se distingue alors du reste de la classe politique par une opposition vigoureuse à l'Allemagne nazie. Il faut attendre le déclenchement de la Seconde Guerre mondiale pour qu’il revienne au gouvernement, comme Premier Lord de l'Amirauté.
Après la démission de Chamberlain, il devient Premier ministre, les conservateurs l’ayant choisi plus par défaut que par adhésion. Refusant de capituler alors que le Royaume-Uni est  la dernière nation européenne à résister à la percée nazie, il organise les forces armées britanniques et les conduit finalement à la victoire contre les  puissances de l'Axe. Ses discours mobilisateurs (« Du sang, du labeur, des larmes et de la sueur », « Nous nous battrons sur les plages », « C'était là leur heure de gloire », « Jamais tant de gens n'ont dû autant à si peu », « Ce n'est pas la fin. Ni même le commencement de la fin. Mais c'est, peut-être, la fin du commencement.») marquent son peuple et les forces alliées. À l’approche de la fin du conflit, il plaide auprès du président américain, Franklin D. Roosevelt, pour qu'il reconnaisse la France libre de Charles de Gaulle, puis obtient à la France une place au Conseil de sécurité des Nations unies ainsi qu’une zone d'occupation en Allemagne.
Bien qu'auréolé par son action lors de la Seconde Guerre mondiale, il perd de façon inattendue les élections législatives de 1945. Devenu chef de l'opposition et bénéficiant toujours d'un prestige très important, il reste particulièrement actif sur les dossiers de politique étrangère et dénonce dès 1946 le rideau de fer. Les élections de 1951 lui permettent de retrouver la tête du gouvernement. Son second mandat est marqué par le déclin de l'Empire britannique, auquel il tente vainement de s'opposer par une conduite inflexible et des actions militaires. À la suite de la mort soudaine de George VI en 1952, il assiste à l'avènement d’Élisabeth II, dont il est le premier chef de gouvernement.
En 1955, à plus de 80 ans, il démissionne de ses fonctions de Premier ministre, son fidèle allié Anthony Eden lui succédant. Malade, il reste député jusqu'en 1964. Sa mort l'année suivante conduit à l’organisation d'obsèques nationales qui rassemblent un nombre inédit d’hommes d'État du monde entier.
Les talents d'écriture de Winston Churchill (il a notamment rédigé ses Mémoires sur la Seconde Guerre mondiale et A History of the English-Speaking Peoples) sont couronnés à la fin de sa vie par un prix Nobel de littérature. Il est également un artiste peintre reconnu.
Bien longtemps après sa mort, Churchill conserve une place importante dans l'imaginaire politique britannique et reste reconnu comme l'un des hommes politiques les plus importants du XXe siècle, en raison de sa ténacité face au nazisme, de ses talents d'orateur et de ses célèbres bons mots. Tout en incarnant les valeurs d'humour, de flegme et de résilience que l'imaginaire collectif associe aux Britanniques, il est parfois critiqué pour son opposition à la décolonisation et son attitude jugée complaisante vis-à-vis de certaines dictatures.

## Famille et jeunes années

### Ancêtres

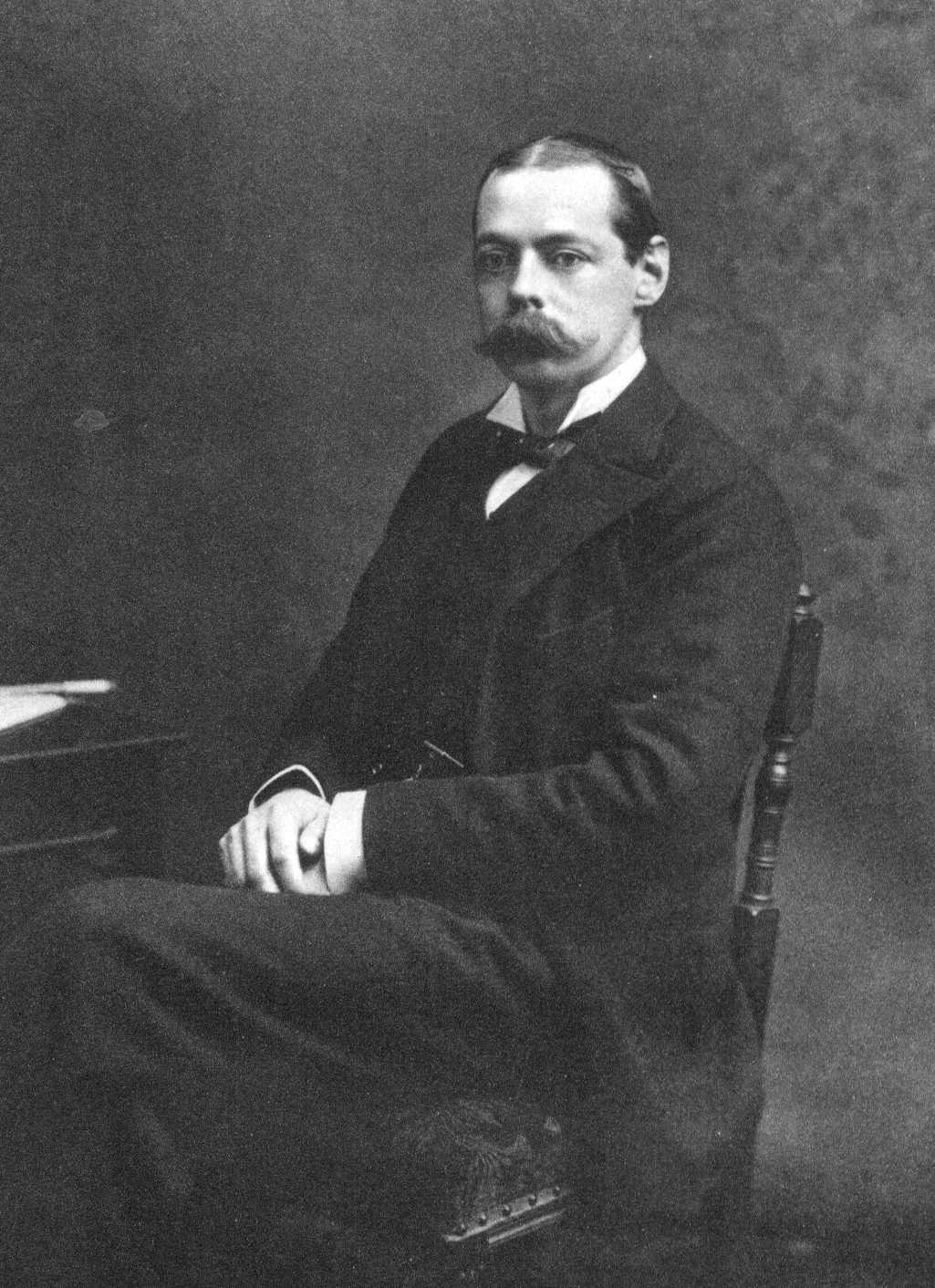
Le père de Winston Churchill, Lord Randolph Churchill

Armoiries de la famille Churchill.

Membre de la famille Spencer, renommée pour la participation de plusieurs de ses membres à la vie politique britannique, Winston Leonard Spencer-Churchill utilise, tout comme son père, le seul nom de Churchill dans la vie publique. Son ancêtre George Spencer a changé son nom de famille pour Spencer-Churchill lorsqu'il est devenu duc de Marlborough, en 1817, pour souligner son lien de parenté avec John Churchill, le premier duc de Marlborough. Son père, Randolph, est le fils cadet du 7e duc de la lignée. En vertu du droit d'aînesse, il n'est pas l'héritier du château familial, le palais de Blenheim, et ses enfants ne peuvent pas porter le titre de Lord. En 1874, lorsque Randolph Churchill épouse Jennie Jerome, fille du millionnaire américain Leonard Jerome, c'est un homme politique prometteur. Sa carrière est cependant brève, car il meurt prématurément à 45 ans, laissant sa famille démunie.
Par ses ascendants, Winston Churchill a des liens privilégiés avec la France, ce qui explique qu'à l'instar de sa mère, il soit francophile et parle très tôt le français mais, comme il le reconnaissait lui-même, avec une très mauvaise prononciation. Jennie Jerome, la mère de Winston Churchill, est une Américaine francophile et francophone, aimant les mondanités et ayant vécu à Paris de 1867 à 1873 où elle a approché la cour impériale du neveu de Napoléon Ier et connu l'opulence des derniers feux du Second Empire. Durant son séjour parisien en compagnie de sa mère, Clarissa, elle y acquiert une excellente culture française — ainsi que le surnom de « Jeannette ». On compte dans la généalogie de Winston Churchill des ascendants français à la fois du côté de son père et de sa mère : son grand-père maternel est issu d'une famille huguenote française immigrée aux États-Unis ; du côté paternel, d'après l'historien français François Bédarida, l'un des ancêtres des Churchill serait le fils d'un certain Othon de Leon, châtelain de Gisors, qui aurait pris les armes sous Guillaume le Conquérant et se serait, par la suite, établi en Angleterre après la bataille d'Hastings à laquelle il aurait participé. Charles Spencer, 9e comte Spencer et frère de Diana, la princesse de Galles, affirme de son côté dans son livre The Spencer Family que le plus lointain ancêtre attesté de tous les Spencer serait Robert Despenser — ou « de Spencer » — qui aurait servi comme régisseur d'outre-Manche au premier roi de la Maison de Normandie en 1066. Les Spencer autrefois alias Despenser seraient donc des nobles enracinés au sol anglais depuis près de 1 000 ans au milieu desquels est issue la lignée churchillienne. Sa mère compte parmi ses ancêtres une Iroquoise, selon les dires de certains membres de sa famille, ce qui expliquerait éventuellement ses cheveux noirs et son teint, et un lieutenant de Washington.

### Naissance
Jennie Jerome, la mère de Winston Leonard Spencer-Churchill accouche au bout de sept mois et demi de grossesse dans la nuit du 29 au 30 novembre 1874, à 1 h 30,. On sauve les apparences en déclarant le nouveau-né prématuré, mis au monde par sa mère non pas selon la légende dans les vestiaires , mais dans une chambre proche de la salle de bal du palais de Blenheim, celui-là même où il rencontrera plus tard sa future épouse, ce qui est à l'origine de cet aphorisme resté fameux : « C'est à Blenheim que j'ai pris les deux décisions les plus importantes de ma vie, celle de naître et celle de me marier. Je n'ai regretté aucune des deux ! » Randolph et Jennie ont un second enfant en 1880, John Strange, dont la fille Clarissa épousera Anthony Eden. Une rumeur court après cette naissance quant à la paternité de ce frère cadet, les parents étant séparés depuis quelque temps lors de sa venue au monde. La mère ayant la réputation d'être très frivole, on soupçonne ce deuxième enfant d'être le fils de John Strange Jocelyn, 5e comte de Roden.

### Enfance jusqu'à sept ans

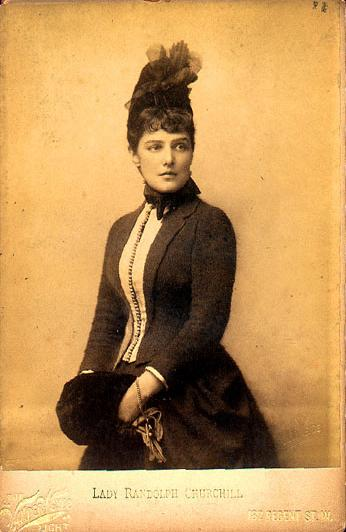
La mère de Winston, Lady Randolph Churchill.

Comme il est d'usage dans les familles nobles de l'époque, Winston est confié à une nourrice, Elizabeth Anne Everest, qui sera ensuite celle de son frère. Ses parents ne le voient que rarement et ont des rapports distants, bien qu'aimants. Son père étant occupé par sa carrière politique, et sa mère par ses mondanités, cela renforce l'isolement du jeune Winston. Ce manque de contact avec ses parents le rapproche de sa nourrice qu'il prend l'habitude d'appeler « Woomany », et dont il garde jusqu'à la fin de sa vie un portrait dans son bureau. Il passe ses deux premières années au château familial de Marlborough. En janvier 1877, son père accompagne son grand-père à Dublin, où il vient d'être nommé vice-roi d'Irlande ; Winston le suit, y passe près de trois ans avant que ses parents ne reviennent à Londres, dans la maison familiale de St James Place en mars 1880. Il y apprend à lire, car il ne fréquente pas l'école jusqu'à l'âge de sept ans, mais suit des cours chez lui avec l'aide de sa nourrice.

### Scolarité de sept à dix-huit ans

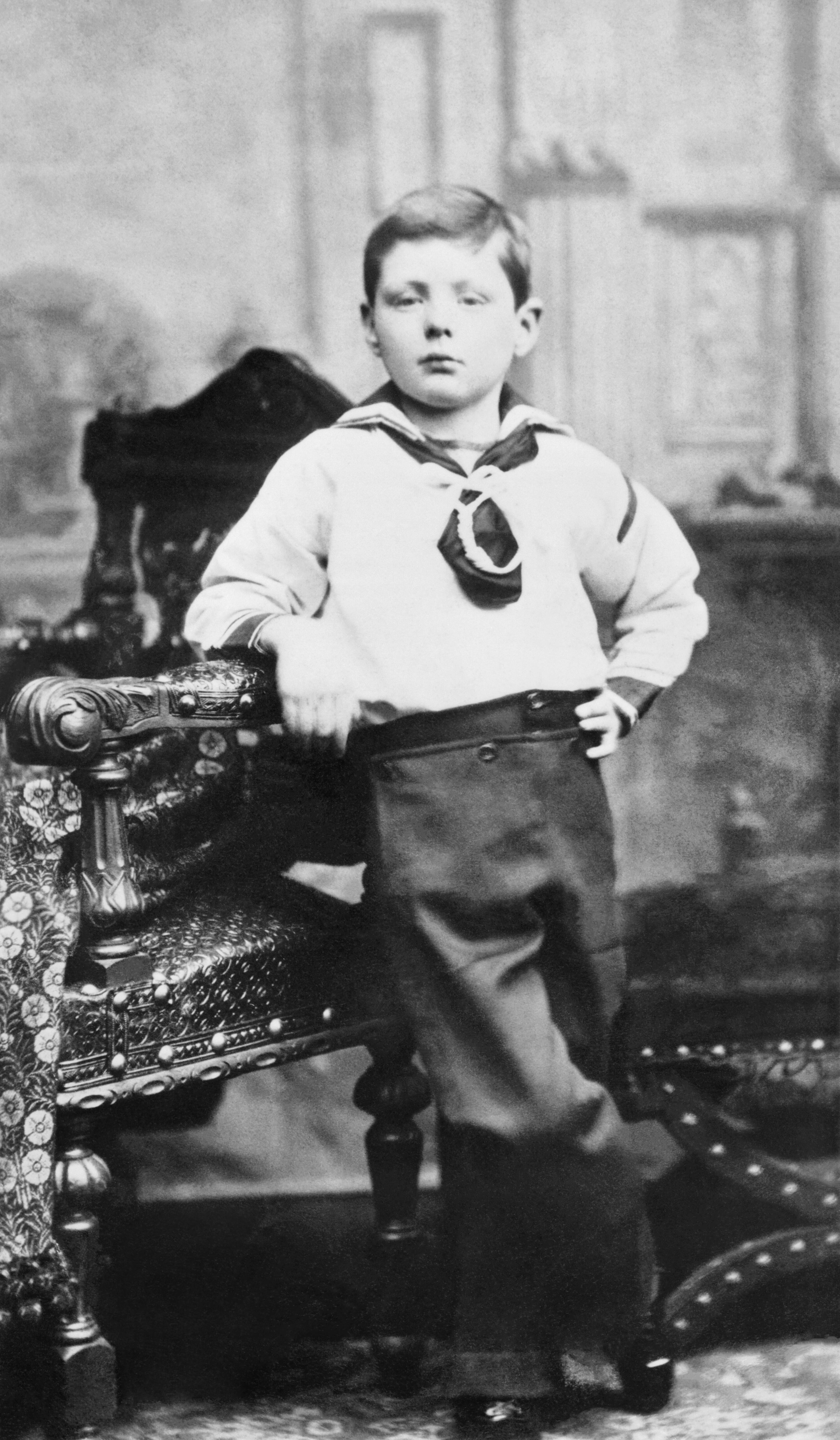
Churchill à l'âge de 7 ans, en 1881.

Churchill entre à l'école à l'âge de 7 ans. Il est placé en octobre 1881 dans la prestigieuse St. George's School d'Ascot. Il a très peu d'argent de poche et vit très difficilement cette première séparation d'avec sa famille. Sa mère, alors connue sous le nom de Lady Randolph, ne lui rend visite que très rarement, malgré les lettres dans lesquelles Winston la supplie de venir ou de lui permettre de retourner à la maison. Il a une relation distante avec son père avec lequel il note qu'il n'a presque jamais de conversation. Ce manque d'affection l'endurcit ; il en est conscient et est persuadé que ce qu'il perd étant jeune le servira étant vieux. Le régime dur et discipliné de cette école lui déplaît toutefois et ne lui réussit pas : « très franc mais fait des bêtises » est la première appréciation que laissent les professeurs. Plus tard sa nourrice Elizabeth Anne Everest s'aperçoit que des blessures ont été infligées à Winston, et elle alerte les parents qui le changent d'école. À 9 ans, en septembre 1884, il est placé dans un pensionnat moins strict, celui des Demoiselles Thomson de Brighton où il demeure jusqu'en 1888 sans subir de mauvais traitements. Son père décide de lui faire faire une carrière militaire, car ses résultats scolaires ne sont pas assez bons pour envisager une carrière politique ou même ecclésiastique. Lui-même a fait ses classes à Eton, la meilleure école du pays, mais Winston doit se contenter de Harrow School, la grande rivale, moins cotée. Il y entre le 17 avril 1888 à l'âge de 13 ans et y reste jusqu'à ses 18 ans. Dans les semaines suivant son arrivée, il rejoint le Harrow Rifle Corps. Il obtient des notes élevées en anglais et en histoire et obtient un titre de champion d'escrime de l'école. À 18 ans, il prépare son entrée à l'Académie royale militaire de Sandhurst, mais le concours du Royal Military College est extrêmement difficile. Churchill échoue deux fois de suite. Lors de sa troisième tentative, il doit absolument réussir, sinon il devra se réorienter. Winston fait valoir à ses parents que la scolarité à Harrow n'est pas adaptée pour Sandhurst puisque seuls 1 % des reçus de Sandhurst en sont issus. Ses parents soucieux de sa réussite lui paient alors des cours dans un institut privé spécialisé : le Captain James Establishment, ce qui lui réussit : il est admis à l'Académie militaire de Sandhurst le 28 juin 1893. C'est un grand jour dans la vie du jeune Churchill, même s'il n'est reçu que 92e sur 102.
Churchill se décrit comme affligé d'un « défaut d'élocution ». Après avoir travaillé de longues années à le surmonter, il a finalement déclaré : « mon défaut n'est pas une entrave ». On présente souvent aux stagiaires orthophonistes des cassettes vidéo montrant les manies de Churchill pendant ses discours, et la Stuttering Foundation of America présente sa photo sur sa page d'accueil comme l'un de ses modèles de bègues ayant réussi. Si des écrits contemporains des années 1920, 1930 et 1940 confirment ce diagnostic de bégaiement, le Churchill Centre, cependant, réfute catégoriquement l'allégation selon laquelle Churchill ait été affecté de ce trouble : il aurait eu un bredouillement, voire un zézaiement et une certaine difficulté à prononcer la lettre « S », tout comme son père.

### Famille

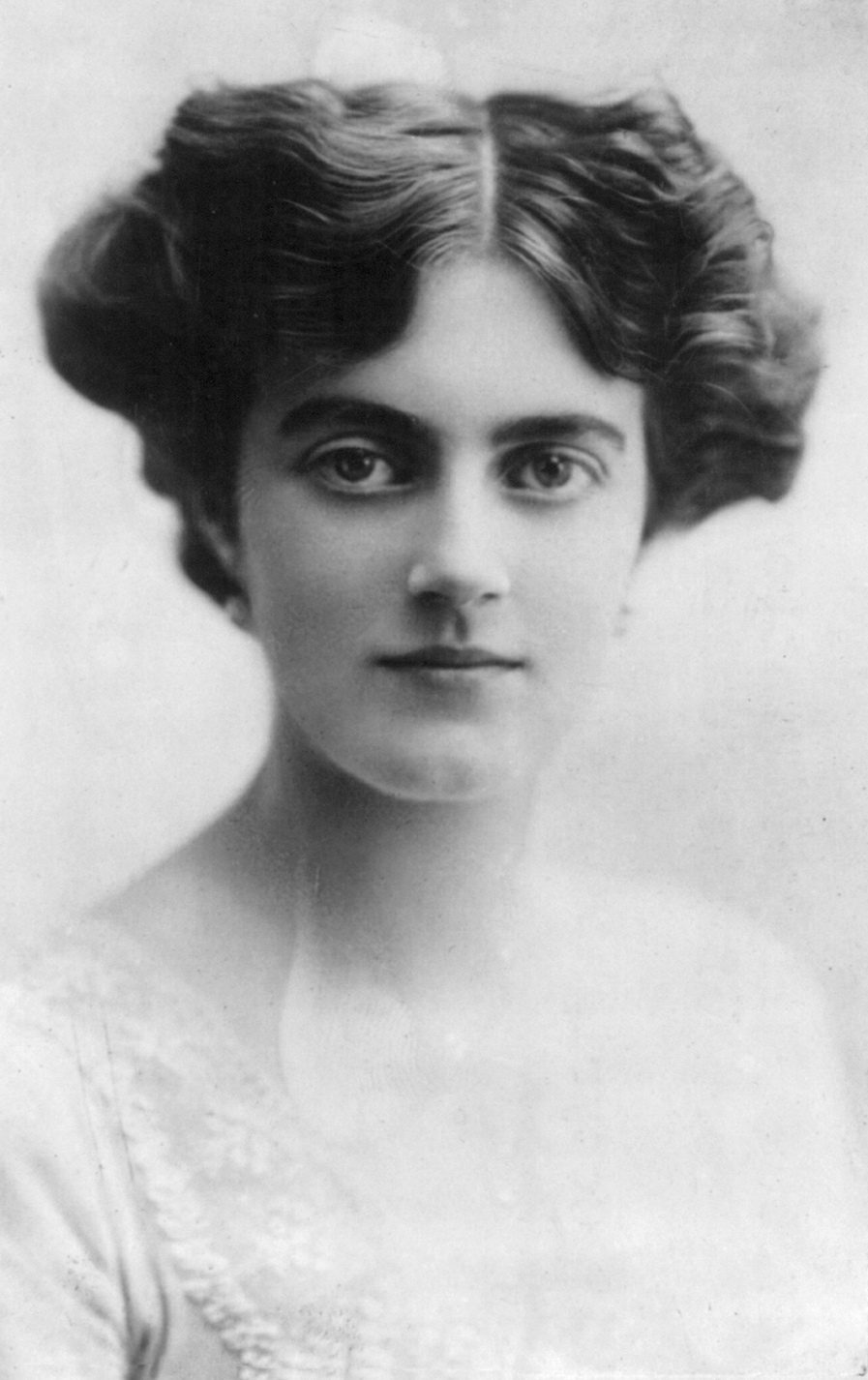
Son épouse, Clementine, en 1915.

Churchill se marie relativement tard, à presque 34 ans. Jusqu'à sa rencontre avec sa femme, il estime qu'il n'a « pas le droit de folâtrer dans les plaisantes vallées des distractions » car son bien est son ambition : « Et si je n'y arrivais pas ! Quelle chose affreuse ! J'en aurais le cœur brisé, car je n'ai que l'ambition à quoi me raccrocher ». Il n'est pas réellement à l'aise avec les femmes — hors celles de sa famille — et pense que les Américaines (sa mère est américaine) « tyrannisent leur mari ». Pour Violet Bonham Carter, « son attitude à leur égard était fondamentalement romantique […] il les parait de toutes les vertus cardinales ». Pour son biographe William Manchester, il fait partie du « genre de phallocrates qui font une cible de choix pour les féministes ». De fait, les suffragettes, notamment Emmeline Pankhurst, perturbent assez régulièrement ses meetings électoraux.
Churchill rencontre sa future épouse, Clementine Hozier, en 1904, lors d'un bal chez le comte de Crewe et sa femme Margaret Primrose. En 1908, ils sont de nouveau réunis lors d'un dîner offert par Lady St. Helier. Churchill et Clementine sont placés côte à côte et entament bientôt une histoire d'amour qui durera toute leur vie. Il lui demande sa main au cours d'une « house party » au palais de Blenheim le 10 août 1908 dans le « temple de Diane », la maison d'été du palais. Ils sont mariés le 12 septembre 1908 en l'église St. Margaret de Westminster, par l'évêque de St. Asaph. En mars 1909, le couple emménage dans une maison au 33 Eccleston Square, dans le quartier de Pimlico. Clementine Churchill est libérale au sens anglo-saxon du terme. Elle est un peu jalouse de Violet Bonham Carter — fille du Premier ministre Herbert Henry Asquith — qui est, après elle, l'autre grande amie de Churchill. Elle reste néanmoins plus pondérée que son mari et pour François Bédarida « a un bien meilleur jugement que lui aussi bien sur les hommes que sur les situations ». Si les femmes qui lui sont proches sont politiquement libérales, en revanche, entre lui et la députée conservatrice Nancy Astor, l'inimitié est aussi forte que réciproque. Lors d'une réception donnée par sa cousine par alliance Consuelo Vanderbilt où il est arrivé à l'improviste se produit une anecdote demeurée célèbre bien que l'on sache désormais qu'elle est apocryphe. À Nancy Astor lui disant : « Si vous étiez mon mari, j'empoisonnerais votre café ! », Churchill aurait répondu : « Et si vous étiez ma femme, je le boirais ».

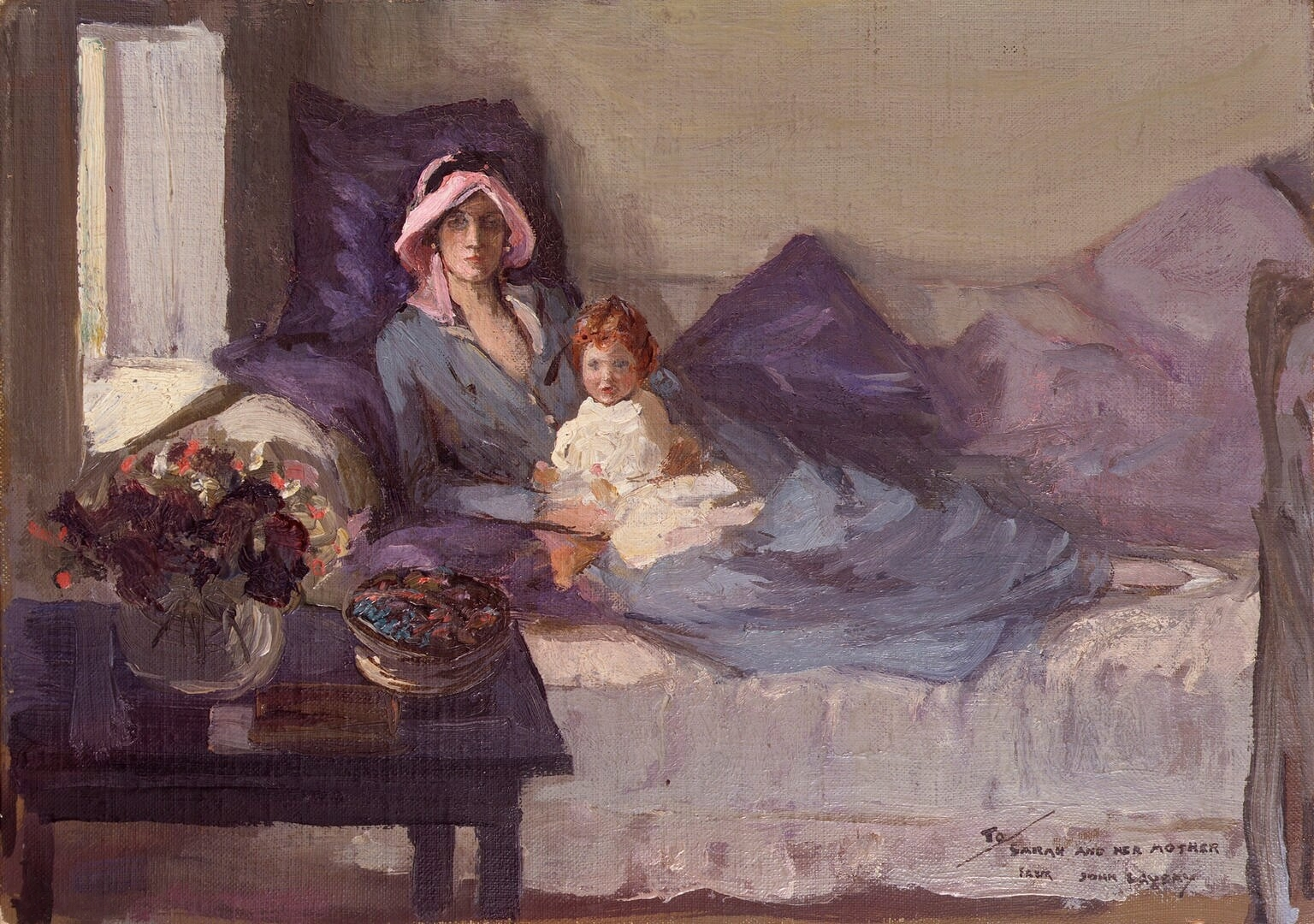
Portrait de Clementine Churchill avec sa fille Sarah. Ce prénom lui fut attribué en hommage à Sarah Churchill, épouse du 1er duc de Marlborough.

Leur premier enfant, Diana, naît le 11 juillet 1909 à Londres. Après la grossesse, Clementine déménage dans le Sussex afin de se reposer, tandis que Diana reste à Londres avec sa nourrice. Le 28 mai 1911, leur deuxième enfant, Randolph, naît au 33 Eccleston Square. Un troisième enfant, Sarah, naît le 7 octobre 1914 à Admiralty House. Clementine est anxieuse, car Winston est alors à Anvers, envoyé par le Conseil des ministres pour « renforcer la résistance de la ville assiégée » après l'annonce de l'intention belge de capituler. Clementine donne naissance à son quatrième enfant, Frances Marigold Churchill, le 15 novembre 1918, quatre jours après la fin de la Première Guerre mondiale. Celle-ci ne vit que deux ans et demi : au début du mois d'août, les enfants Churchill sont confiés à Mlle Rose, une gouvernante française, dans le comté de Kent pendant que Clementine est à Eaton Hall pour jouer au tennis avec Hugh Grosvenor, 2e duc de Westminster, et sa famille. Marigold attrape un rhume, d'abord sans gravité, mais qui évolue en septicémie. La maladie emporte Marigold le 23 août 1921. Elle est enterrée dans le cimetière de Kensal Green trois jours plus tard. Le 15 septembre 1922 naît Mary, le dernier de leurs enfants. Après quelques jours, les Churchill achètent Chartwell, qui devient la maison de Winston jusqu'à sa mort en 1965,. Les enfants, à l'exception de Mary, ne leur apportent que peu de satisfaction.

## Soldat et correspondant de guerre

### Sous-lieutenant correspondant de guerre
À l'Académie royale militaire de Sandhurst, Churchill reçoit son premier commandement dans le 4th Queen's Own Hussars en tant que sous-lieutenant le 20 février 1895. Il juge que sa solde de sous-lieutenant, de 300 livres sterling par an, est insuffisante pour avoir un style de vie équivalent à celui des autres officiers du régiment. Il estime avoir besoin de 500 £, soit l'équivalent d'environ 34 000 £ en 2013. Sa mère lui fournit une rente de 400 £ par an, mais il dépense plus qu'il ne gagne. Selon le biographe Roy Jenkins, c'est une des raisons pour lesquelles il devient correspondant de guerre. Il n'a pas l'intention de suivre une carrière classique en recherchant les promotions, mais bien d'être impliqué dans l'action. À cette fin, il utilise l'influence de sa mère et de sa famille dans la haute société pour avoir un poste dans les campagnes en cours. Ses écrits de correspondant de guerre pour plusieurs journaux de Londres attirent l'attention du public, et lui valent d'importants revenus supplémentaires. Ils constituent la base de ses livres sur ces campagnes. Toutefois, comme ses écrits montrent à la fois son ambition et des critiques de l'armée, ils lui attirent une certaine hostilité et une réputation de « chasseur de médailles » et de « coureur de publicité ». Malgré le fait que ce comportement soit mal vu par ses supérieurs, François Kersaudy estime qu'il était « pratiquement impossible de sanctionner un Churchill, héros de guerre de surcroît, et dont la mère se trouve être la maîtresse du prince de Galles (le futur Édouard VII) ». Pour W. Manchester, « il n'éprouvait aucun intérêt pour la carrière militaire, et avait l'intention de se servir de son passage dans l'armée pour favoriser ses desseins politiques ».

### 1895, année marquante

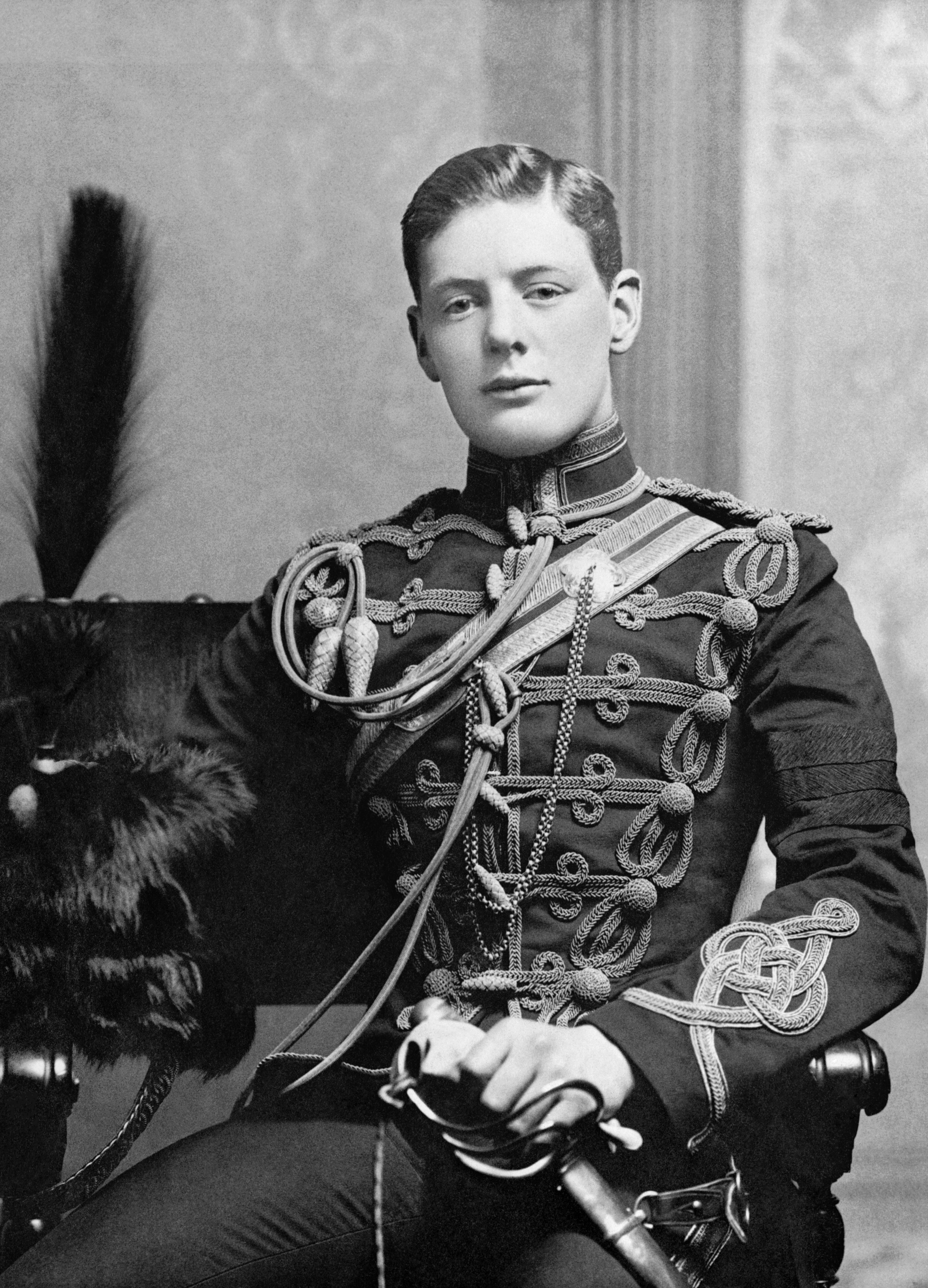
Winston Churchill sous-lieutenant du Queen's Own Hussars en 1895.

Trois événements importants pour Churchill surviennent lors de l'année 1895 : les décès de son père et de Mrs Everest, sa nourrice, ainsi que son baptême du feu à Cuba.

#### Mort de Randolph Churchill
Souffrant peut-être de syphilis (incurable à cette époque), depuis au moins 1885 — mais cela n'a jamais été vraiment élucidé —, le père de Winston décède le 24 janvier 1895 à l'âge de 45 ans. Sa mort affecte bien sûr Winston car elle le prive d'un soutien important pour sa future carrière, mais cela marque également pour lui le début de la liberté : son père n'impose plus ses choix et Winston peut donc faire ce qu'il veut. De plus, de nombreux ancêtres (mâles) du jeune Winston étant décédés à peu près à cet âge, il croit pendant longtemps que ses jours sont alors comptés. Aussi, lorsqu'il passe le cap des cinquante ans, il en conçoit une immense joie, car il a en quelque sorte le sentiment que tout lui est permis. Le jeune Winston vouait une immense admiration à son père Randolph alors même que ce dernier prenait son fils pour un attardé. Pourtant, lorsque plus tard Winston accède à de hautes fonctions gouvernementales, c'est à son père qu'il pense avec émotion.

#### Mort de Mrs Elizabeth Everest
En juillet, un message l'informe que sa nourrice, Mrs Elizabeth Everest, est mourante. Il retourne alors en Angleterre et reste auprès d'elle pendant une semaine, jusqu'à sa mort le 3 juillet 1895, à 62 ans. Il écrit dans son journal : « Elle était mon amie préférée ». Dans My Early Life, il ajoute : « Elle a été ma plus chère et ma plus intime amie pendant les vingt ans que j'ai vécus ». Après avoir été la nourrice dévouée de Winston et de son frère, elle est congédiée brutalement et meurt dans la misère. Churchill organise ses obsèques tandis que Lady Randolph ne se déplace même pas pour l'enterrement. Il s'en souviendra lors de la loi de 1908 sur la retraite à 70 ans.

#### Baptême du feu à Cuba
Le 20 février 1895, Winston sort diplômé de Sandhurst et à une place honorable : il est vingtième sur cent trente. Il est placé à sa demande dans le 4th Queen's Own Hussars du colonel Brabazon au camp d'Aldershot, car il sait que ce corps va partir pour les Indes en 1896, et il espère y faire l'expérience du combat. Le jeune Winston, qui estime que les succès militaires sur le terrain sont un gage de succès politique, est impatient d'aller au combat. Disposant de temps libre avant de rejoindre son affectation, il est envoyé avec son ami Reginald Barne, par le journal le Daily Graphic à Cuba où les Espagnols sont confrontés à une insurrection. Pour ce faire, il a obtenu l'aval du commandement britannique et du directeur du service du renseignement militaire. Le trajet aller est pour lui son premier grand voyage car il n'a jusqu'alors visité que la France et la Suisse. La première étape est New York, occasion pour lui de fouler le sol américain pour la première fois et de rendre visite à sa famille maternelle et ses amis. Pendant son séjour, il demeure chez William Bourke Cockran, alors l'amant de sa mère. Bourke est un homme politique américain établi, membre de la Chambre des représentants. Il influence fortement Churchill dans son approche des discours et de la politique, et fait naître en lui un sentiment de tendresse envers l'Amérique. Arrivé à Cuba comme journaliste pour couvrir la guerre d'indépendance cubaine, il suit les troupes du colonel Valdez et à son vingt-et-unième anniversaire il s'offre un baptême du feu. Il apprécie Cuba : il la décrit comme une « …grande, riche, belle île… ». Il y prend goût aux habanos, ces cigares cubains qu'il fume jusqu'à la fin de sa vie.

### Officier aux Indes
Au début du mois d'octobre 1896, Churchill est transféré à Bombay, en Inde britannique. Considéré comme l'un des meilleurs joueurs de polo de son régiment, il mène son équipe à la victoire lors de nombreux tournois prestigieux.
Aux environs de Bangalore où il est affecté en 1896 avec les 4th Queen's Own Hussars, il dispose de temps libre qu'il met à profit pour lire. Il lit d'abord des livres d'histoire : Histoire de la décadence et de la chute de l'Empire romain d'Edward Gibbon et l'Histoire de Thomas Babington Macaulay – des auteurs assez peu conservateurs; des philosophes grecs : Platon, notamment La République, ainsi que les écrits politiques d'Aristote. Parmi les auteurs français, il lit Les Provinciales de Blaise Pascal et les Mémoires de Saint-Simon. Il lit aussi La Richesse des Nations d'Adam Smith, les ouvrages de Schopenhauer, Malthus et bien d'autres. Il en tire une très profonde culture historique qui le servira toute sa vie. Il est notamment fortement impressionné par le darwinisme. Il devient alors, selon ses propres termes, « un matérialiste jusqu'au bout des doigts », et défend avec ferveur sa conception d'un monde où la vie humaine est une lutte pour l'existence, avec pour résultat la survie des plus forts. Cette vision a sans doute été influencée par le livre Martyrdom of Man de William Winwood Reade, un classique de l'athéisme victorien, présentant la vision d'un univers sans Dieu dans lequel l'humanité est destinée à progresser par le biais du conflit entre les races les plus avancées et les plus rétrogrades. Churchill exprime cette philosophie de vie et de l'histoire dans son premier et unique roman, Savrola. Toutefois, cet agnosticisme est peu affiché et il participe parfois à des services religieux. Il a également eu une action importante en faveur du christianisme anglican dans le Commonwealth, notamment à Bangalore où l'Église anglicane a joué un rôle de premier plan à ses côtés dans les cantonments.
Au cours de cette période, il déclare que les Pachtounes devaient reconnaître « la supériorité de la race [britannique] » et que les rebelles devaient « être tués sans pitié ». Il écrivit comment lui et ses camarades « systématiquement, village par village, détruisaient les maisons, remplissaient les puits, abattaient les tours, abattaient les grands arbres ombragés, brûlaient les récoltes et brisaient les réservoirs en catastrophe punitive. Chaque membre de la tribu capturé a été transpercé ou abattu sur-le-champ. »

### Premiers combats au Malakand

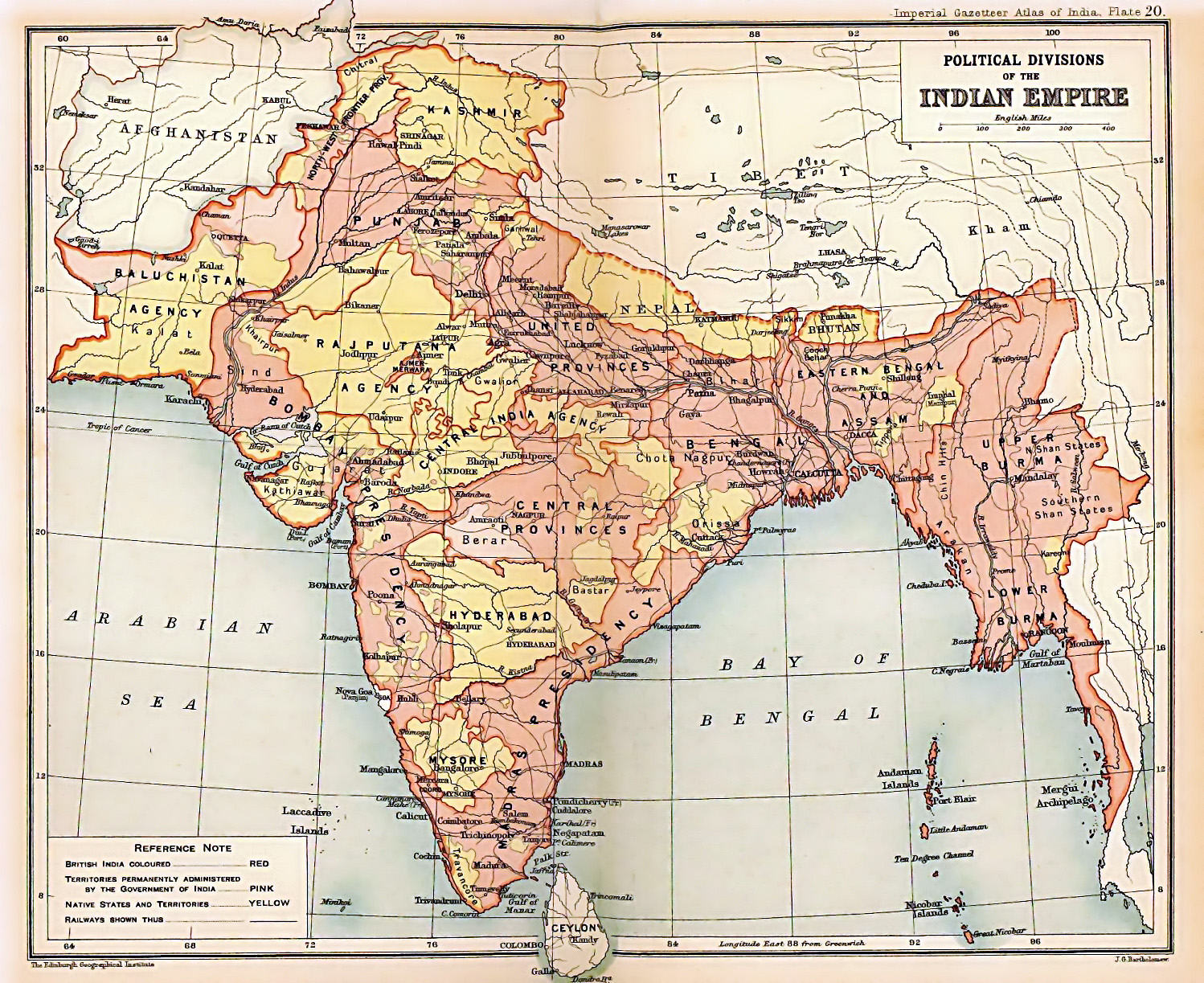
Carte des possessions coloniales britanniques en Inde en 1909. Le Malakand est sur la frontière du nord-ouest à la limite de la zone du Grand Jeu.

En 1897, Churchill part à nouveau à la fois pour des reportages et, si possible, pour combattre durant la guerre gréco-turque : le conflit est terminé avant qu'il ne soit arrivé. Lors d'une permission en Angleterre, il apprend que trois brigades de la British Army vont se battre contre une tribu de pachtounes, et demande à son supérieur hiérarchique l'autorisation de rejoindre ces unités. Placé sous les ordres du général Jeffery, commandant de la deuxième brigade opérant au Malakand, dans l'actuel Pakistan, il est envoyé avec quinze éclaireurs reconnaître la vallée des Mamund, où, rencontrant une tribu ennemie, ils descendent de leurs montures et ouvrent le feu. Après une heure d'échange de tirs, des renforts du 35e sikhs arrivent et les tirs cessent peu à peu ; la brigade et les sikhs reprennent leur avance. Puis des centaines d'hommes de la tribu leur tendent une embuscade, les forçant à battre en retraite. Quatre hommes, qui transportent un officier blessé, doivent l'abandonner devant l'âpreté du combat. L'homme laissé à terre est tailladé à mort sous les yeux de Churchill. Il écrit à propos de l'événement : « j'ai oublié tout le reste, à l'exception de la volonté de tuer cet homme ». Les troupes sikhs se réduisent en nombre, et le commandant suppléant ordonne à Churchill de mettre le reste des hommes en sécurité. Churchill demande une confirmation écrite pour ne pas être accusé d'abandon de poste devant l'ennemi et, ayant reçu la note demandée, il escalade la colline puis alerte une des autres brigades, encore au contact de l'ennemi. Les combats dans la zone durent deux semaines avant que les morts ne puissent être récupérés. Churchill écrit dans son journal : « que cela en valait la peine je ne peux pas dire »,. Son compte rendu de la bataille est l'un de ses premiers récits publiés, pour lequel il reçoit cinq livres sterling par colonne dans le Daily Telegraph. Un compte rendu du siège du Malakand est publié en décembre 1900 sous le titre de The Story of the Malakand Field Force et lui rapporte 600 livres sterling. Au cours de cette campagne, il écrit également des articles pour le journal The Pioneer. Alors que jusque-là il n'a presque toujours reçu que des reproches, tant de ses parents que de ses enseignants, il se voit décerner pour la première fois des éloges publics et privés. Le prince de Galles, ami de sa mère et futur Édouard VII, lui écrit : « je ne puis résister à l'envie de vous écrire quelques lignes pour vous féliciter du succès de votre livre ».

### De la campagne du Soudan au premier échec politique à Oldham
Churchill est transféré en Égypte en 1898, où il visite Louxor, avant de rejoindre un détachement du 21st Lancers servant au Soudan sous le commandement du général Herbert Kitchener. Durant son service, il rencontre deux officiers avec lesquels il est amené à travailler plus tard, au cours de la Première Guerre mondiale : Douglas Haig, alors capitaine et David Beatty, alors lieutenant d'une canonnière. Au Soudan, il participe à ce qui est décrit comme la dernière véritable charge de cavalerie britannique, à la bataille d'Omdurman, en septembre 1898 ; son épaule droite douloureuse (il se l'était démise deux ans plus tôt, à son arrivée en Inde, en octobre 1896) l'empêchant encore de tenir un sabre, il y combat armé d'un pistolet semi-automatique Mauser C96. Il travaille également comme correspondant de guerre pour le Morning Post. En octobre, rentré en Grande-Bretagne, il commence son ouvrage en deux volumes The River War, un livre sur la reconquête du Soudan publié l'année suivante.
Churchill démissionne de l'armée britannique le 3 mai 1899 pour se présenter au Parlement comme candidat conservateur à Oldham, lors de l'élection partielle de la même année, mais il perd en n'étant que troisième pour deux sièges à pourvoir,.

### Guerre des Boers et notoriété

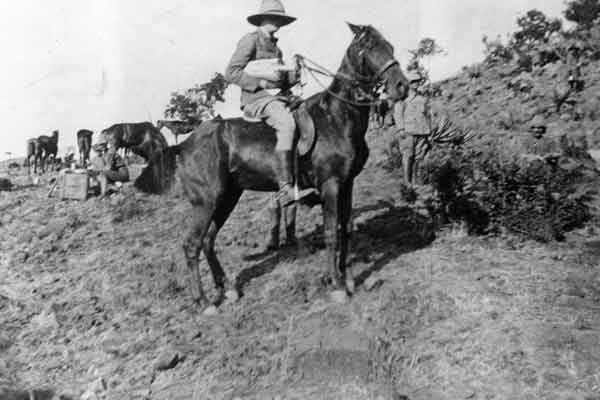
Winston Churchill pendant la seconde guerre des Boers.

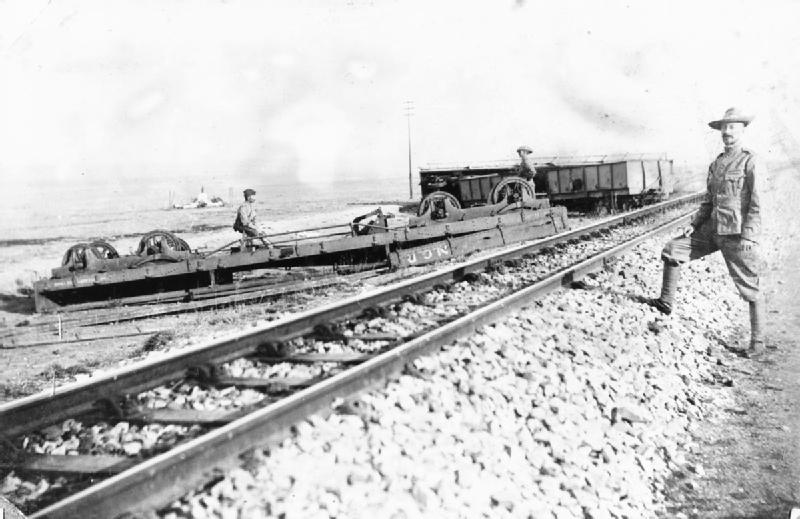
Restes du train blindé à bord duquel il a été capturé le 15 novembre 1899.

Après l'échec électoral d'Oldham, Churchill cherche une autre occasion de faire progresser sa carrière. Le 12 octobre 1899, la seconde guerre des Boers entre la Grande-Bretagne et les républiques boers éclate. Il obtient une commission pour agir en tant que correspondant de guerre pour le Morning Post avec un salaire de 250 £ par mois. Il a hâte de naviguer sur le même bateau que le nouveau commandant britannique, Redvers Buller. Après quelques semaines dans les zones exposées, il accompagne une expédition d'éclaireurs dans un train blindé, au cours de laquelle il est capturé le 15 novembre par les hommes du raid dirigé par Piet Joubert et Louis Botha sur la colonie du Natal, et envoyé dans un camp de prisonniers de guerre à Pretoria. Son attitude pendant l'embuscade du train fait évoquer une éventuelle obtention de la Croix de Victoria, plus haute distinction de la Grande-Bretagne décernée pour bravoure face à l'ennemi, mais cela ne se produit pas. Cette même attitude lui vaut plus tard d'être emprisonné, alors qu'il n'est que civil. Les dirigeants boers se félicitent d'avoir ainsi pu s'emparer d'un Lord. Dans London to Ladysmith via Pretoria, un recueil de ses rapports écrits tout au long de cette guerre, il décrit l'expérience :

« J'avais eu, durant les quatre dernières années, l'avantage, si c'est un avantage, de plusieurs expériences étranges et variées, desquelles l'étudiant des réalités pourrait tirer profit et enseignement. Mais rien n'était aussi saisissant que cela : attendre et lutter dans ces boîtes en fer résonnantes, déchirées, avec les explosions répétées des obus et de l'artillerie, le bruit des projectiles frappant les wagons, le sifflement alors qu'ils passaient dans l'air, le grognement et le halètement du moteur — pauvre chose torturée, martelée par au moins douze obus, dont chacun, en pénétrant dans la chaudière, aurait pu mettre fin à tout cela − l'attente de la destruction apparemment proche, la prise de conscience de l'impuissance, et les alternances d'espoir et désespoir − tout cela en soixante-dix minutes montre en main, avec seulement dix centimètres d'un blindage de fer tordu pour faire la différence entre le danger, la captivité et la honte, d'un côté − la sécurité, la liberté et le triomphe, de l'autre. »

Il demande à plusieurs reprises sa libération à Piet Joubert en arguant de son statut civil. Finalement, il s'échappe du camp de prisonniers quelques heures avant que sa libération ne lui soit accordée, et parcourt près de 480 km jusqu'à la ville portugaise de Lourenço Marques dans la baie de Delagoa. Quittant Pretoria vers l'est, il est un temps caché dans une mine des environs de l'actuelle Witbank par un responsable de mines anglais ; il gagne ensuite Lourenço Marques dissimulé dans un train emportant des balles de laine. Son évasion lui vaut un moment l'attention du public et en fait un quasi-héros national en Grande-Bretagne, d'autant qu'au lieu de rentrer chez lui, il rejoint l'armée du général Buller qui après avoir secouru les Britanniques encerclés à Ladysmith prend Pretoria. Cette fois-ci, bien que toujours correspondant de guerre, Churchill reçoit un commandement dans le South African Light Horse. Il s'illustre notamment à la bataille de Spion Kop et, avec son cousin Charles Spencer-Churchill dans la libération du camp de prisonniers de Prétoria.
En juin 1900, après s'être une dernière fois fait remarquer à la bataille de Diamond Hill, Churchill retourne en Angleterre à bord du RMS Dunottar Castle, le même navire qui l'a emmené en Afrique du Sud, huit mois plus tôt. Il publie London to Ladysmith et un deuxième volume sur ses expériences de la guerre des Boers, La Marche de Ian Hamilton. Cette fois, il est élu en 1900 à Oldham, lors des élections générales, à la Chambre des Communes, et entreprend une tournée de conférences en Grande-Bretagne, suivie par des tournées aux États-Unis et au Canada. Ses revenus dépassent désormais 5 000 £ annuels.
Ayant quitté l'armée régulière en 1900, Churchill rejoint l'Imperial Yeomanry en janvier 1902 en tant que capitaine des Queen's Own Oxfordshire Hussars. En avril 1905, il est promu major et nommé au commandement de l'escadron Henley du Queen's Own Oxfordshire Hussars. C'est également à cette époque qu'il rencontre pour la première fois sa future femme, lors du bal donné à Salisbury Hall, auquel sa mère la lui présente.

## Entrée en politique
« La politique est presque aussi excitante que la guerre, et tout aussi dangereuse – [à la] guerre vous pouvez être tué une fois seulement, en politique plusieurs. »

— Winston Churchill, 1906

### Jeune conservateur contestataire au Parlement

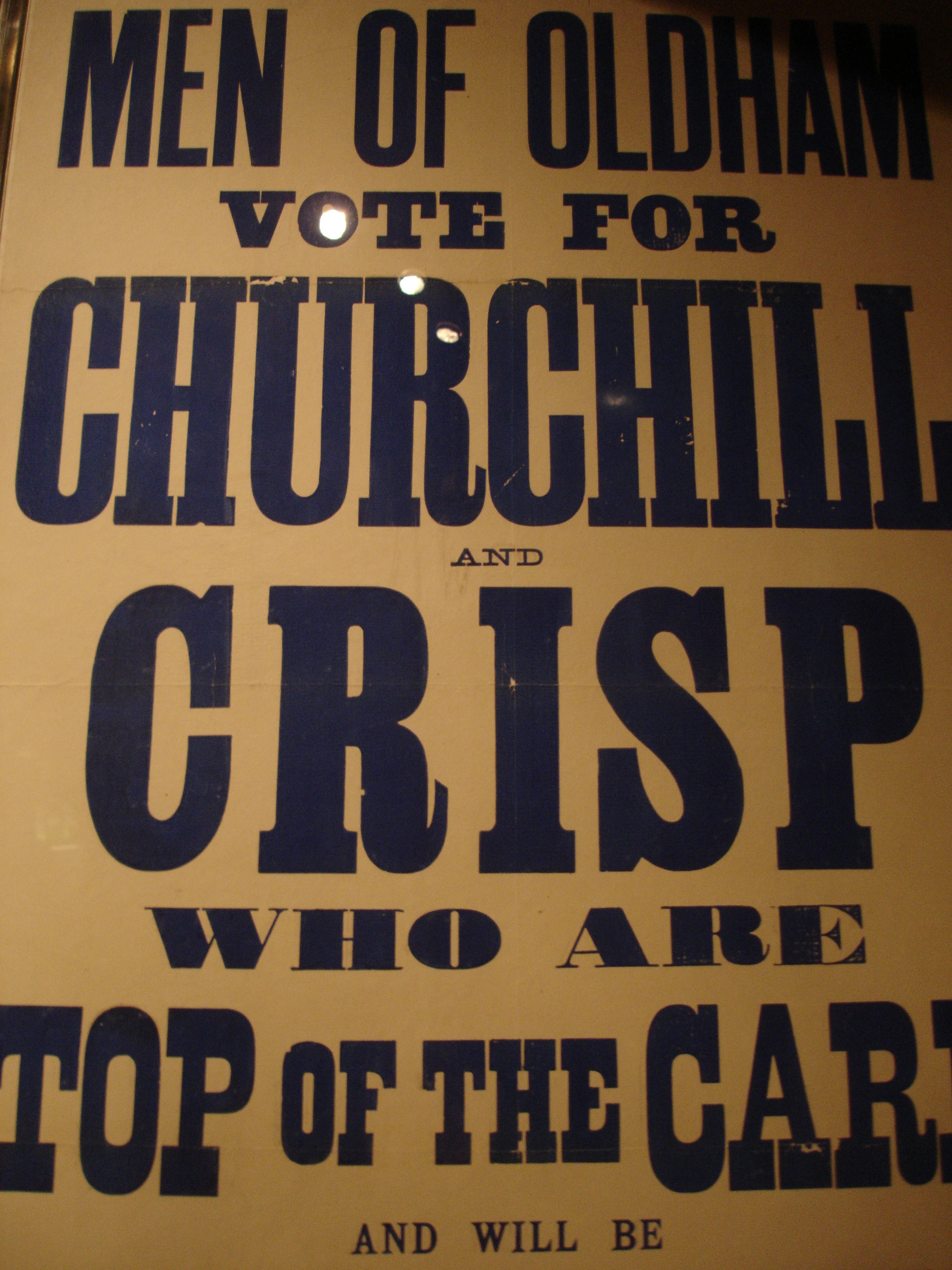
Affiche de campagne de Churchill pour les élections de 1899 à Oldham.

Après son échec initial à devenir Member of Parliament en 1899, Churchill se représente pour le siège d'Oldham aux élections générales de 1900. Soutenu par sa notoriété familiale et son statut de héros de la guerre des Boers, il remporte le siège. Il entame alors une tournée en Grande-Bretagne, aux États-Unis et au Canada où il participe à des conférences, qui lui rapportent 10 000 £. Au Parlement, il s'associe à une faction du Parti conservateur dirigée par Lord Hugh Cecil, les Hughligans, qui sont opposés au leadership de Balfour. Au cours de sa première session parlementaire, il s'oppose aux dépenses militaires du gouvernement et à la proposition de Joseph Chamberlain d'augmenter les droits de douane pour protéger l'industrie britannique. À cette même époque, il lit une étude de Rowentree sur la pauvreté en Angleterre qui le touche beaucoup. De 1903 à 1905, il s'attache également à écrire Lord Randolph Churchill, une biographie de son père en deux volumes, publiée en 1906, qui reçoit de nombreuses critiques élogieuses.
De 1903 à 1905, le pays traverse une phase où les conservateurs, autour de Joseph Chamberlain, préconisent une politique protectionniste basée sur la préférence impériale et se heurtent à l'opposition des libéraux. Churchill se fait un des champions du libre-échange et en mars 1904, attaque une loi protectionniste sur le sucre. Son discours est remarqué par le chef du parti libéral Henry Campbell-Bannerman qui lui envoie une invitation qu'il accepte. Pour Roy Jenkins, ce choix de Churchill est un peu paradoxal. En effet l'homme qui l'invite est alors considéré comme un « Little Englander », ou anti-impérialiste, quand il y a alors au parti libéral des « liberal imperialists » tels Asquith, Grey ou Haldane, dont on pourrait le croire plus proche. Quoi qu'il en soit, il décide, à la Pentecôte 1904, de quitter son parti afin de rejoindre les bancs du Parti libéral, restant député d'Oldham jusqu'à la fin du mandat.
En décembre 1905, les libéraux renversent le gouvernement et Henry Campbell-Bannerman devient Premier ministre. Il nomme Churchill sous-secrétaire d'État aux Colonies, avec pour mission de s'occuper principalement de l'Afrique du Sud après la guerre des Boers. À ce poste, il doit défendre Alfred Milner accusé d'avoir admis des Chinois en Afrique du Sud sans base légale. Pour le défendre, il dit de celui qui sera membre du Cabinet de guerre de 1916 à 1918, un moment où cet honneur est formellement refusé à Churchill, qu'il est un homme du passé.

### Passage au Parti libéral, réforme sociale et bras de fer avec l'aristocratie
Rejeté par les conservateurs d'Oldham, notamment en raison de son soutien au libre-échange, Churchill est invité à se présenter pour les libéraux dans la circonscription de Manchester Nord-Ouest. Il remporte le siège aux élections générales de 1906 avec une majorité de 1 214 voix, et représente la circonscription pendant deux ans, jusqu'en 1908. Lorsque Herbert Henry Asquith devient la même année Premier ministre à la place de Campbell-Bannerman, Churchill est promu au Cabinet en tant que ministre du Commerce. Il doit en partie ce poste à un article sur les réformes sociales intitulé « Un domaine inexploré en politique » rédigé après des rencontres avec Beatrice Webb, membre influente de la Fabian Society, ainsi qu'avec William Beveridge. Il puise aussi son inspiration dans les idées de Lloyd George et dans l'expérience sociale allemande. Comme le veut la loi à l'époque, il est obligé de solliciter un nouveau mandat lors d'une élection partielle ; Churchill perd son siège, mais redevient rapidement député de la circonscription de Dundee.
Comme ministre du Commerce, il se joint au nouveau Chancelier Lloyd George, notamment pour s'opposer au Premier Lord de l'Amirauté Reginald McKenna, et à son programme coûteux de construction de vaisseaux de guerre dreadnought, mais aussi pour soutenir les réformes libérales. En 1908, il présente le projet de loi qui impose pour la première fois un salaire minimum en Grande-Bretagne. En 1909, il crée les bourses de l'emploi pour aider les chômeurs à trouver du travail. Il participe aussi à la rédaction de la première loi sur les pensions de chômage, et du National Insurance Act de 1911, fondement de la sécurité sociale au Royaume-Uni. Pour Élie Halévy, Churchill et Lloyd George veulent que le parti libéral adopte ce programme pour empêcher les travaillistes de gagner du terrain sur la gauche.

En 1904.

Ce programme se heurte à une vive opposition de l'aristocratie car le People's Budget de 1909 comporte une augmentation des droits de succession. Si cette réforme (qui ne touche que ceux qui gagnent plus de 3 000 £ par an) ne concerne que 11 500 Britanniques, ce sont précisément ceux qui gouvernent ; aussi la Chambre des lords y met son veto. Churchill est alors attaqué par les milieux conservateurs qui se répandent en propos hostiles, tant envers lui qu'envers sa famille qui n'aurait « jamais donné naissance à un gentleman ». Pour résoudre la crise, le Premier ministre demande la dissolution du Parlement. Les libéraux réélus sont majoritaires avec le soutien du parti travailliste et d'un parti irlandais. La Chambre des lords sous la pression de Lloyd George adopte durant l'été 1911 une loi qui limite ses pouvoirs.

### Ministre de l'Intérieur
Churchill est réélu en 1909 et fait part de son désir de briguer soit le poste de Premier Lord de l'Amirauté soit celui de ministre de l'Intérieur. Les libéraux le nomment à l'Intérieur en raison de son image de fermeté. C'est un poste à haut risque pour lui, car s'il est maintenant détesté par les conservateurs, la gauche du parti libéral ne l'aime pas plus. Pour les uns, c'est un traître à l'aristocratie, et pour les autres, c'est un aristocrate qui fait semblant d'être social. Churchill voit son action à ce poste mise à mal en trois occasions : le conflit minier cambrien, le siège de Sidney Street et les premières actions des suffragettes.
En 1910, un certain nombre de mineurs de charbon dans la vallée de Rhondda commencent la manifestation connue sous le nom d'« émeute de Tonypandy ». Le chef de police de Glamorgan demande que des troupes soient envoyées afin d'aider la police à réprimer les émeutes. Churchill, apprenant que celles-ci sont déjà en route, leur permet d'aller jusqu'à Swindon et Cardiff, mais interdit leur déploiement. Un mineur est tué et plusieurs centaines sont blessés dans les affrontements qui s'ensuivent. Le 9 novembre, le Times critique cette décision. En dépit de cela, la rumeur dans les milieux ouvriers et travaillistes persiste que Churchill a ordonné aux troupes d'attaquer : sa réputation au Pays de Galles et dans les milieux travaillistes y est alors définitivement ternie. En somme, pour la gauche il a été trop dur et pour la droite trop mou. Lui estime qu'il a fait son travail.

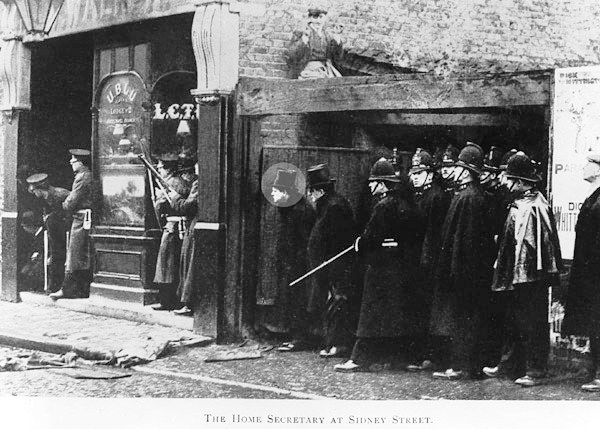
Winston Churchill (mis en évidence) à Sidney Street le 3 janvier 1911.

Au début du mois de janvier 1911, Churchill fait une apparition controversée pendant le siège de Sidney Street, une opération ayant pour but d'arrêter les auteurs d'un braquage, des révolutionnaires armés et retranchés, semblables à ceux de la bande à Bonnot, à Londres. Il y a une certaine incertitude quant à savoir s'il y a donné des ordres opérationnels. Sa présence, photographiée, attire beaucoup de critiques. Après enquête, Arthur Balfour fait remarquer : « lui [Churchill] et un photographe risquaient tous les deux leurs précieuses vies. Je comprends ce que faisait le photographe, mais qu'y faisait le très honorable gentleman ? ». Un biographe, Roy Jenkins, suggère qu'il y est tout simplement allé parce que « il n'a pas pu résister à l'envie d'aller voir par lui-même » et qu'il n'a pas donné d'ordre. En réalité, derrière la mise en cause de son comportement se cache un problème plus politique. En effet, l'affaire a lieu dans le quartier de Whitechapel où résident de nombreux réfugiés politiques. Joseph Staline y vécut par exemple en juin 1907. Les libéraux ont refusé en 1905 de restreindre cette forme d'immigration et les hommes cernés sont membres d'un gang dirigé par un réfugié letton, ce qui vaut à Churchill d'être, là encore, critiqué tant par la droite qui le trouve trop laxiste que par la gauche.
La solution que propose Churchill à la question des suffragettes est un référendum, mais cette idée n'obtient pas l'approbation de Herbert Henry Asquith, et le droit de vote des femmes reste en suspens jusqu'à la fin de la Première Guerre mondiale.
Toujours en 1911, il fait interdire les combats de boxe « interraciaux » pour éviter que les boxeurs « blancs » ne perdent contre des « noirs ».
Tous ces événements mènent le Premier ministre à le nommer First Lord of the Admiralty en français : « Premier Lord de l'Amirauté » où il a besoin d'un homme capable de s'imposer face à l'état-major de la Marine.

### Premier Lord de l'Amirauté

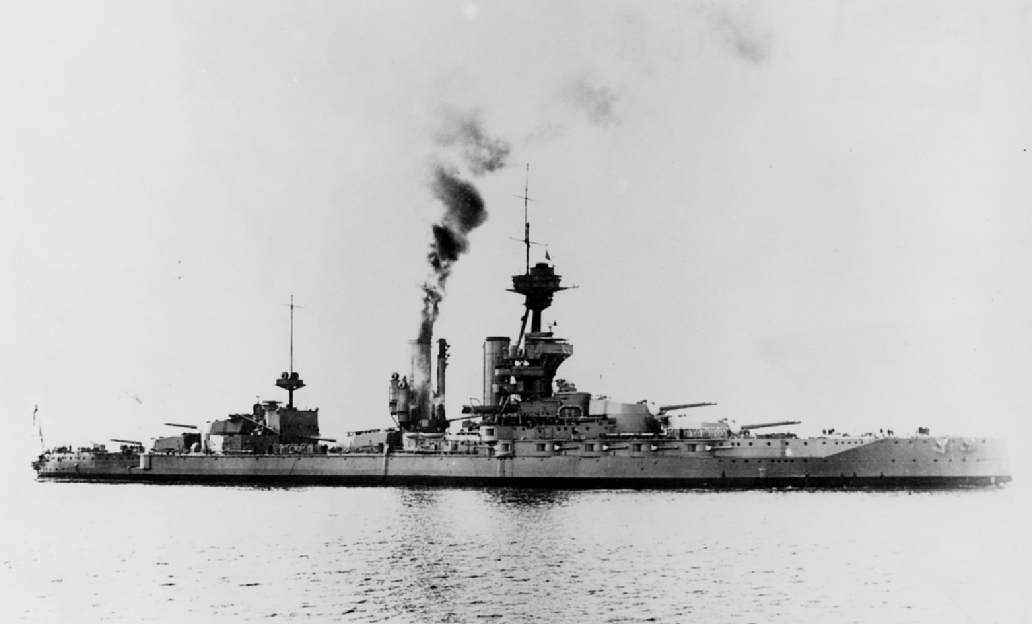
Le de la, lancé en 1912.

#### Premier Lord et préparation de la guerre
Le 24 octobre 1911, Churchill est nommé Premier Lord de l'Amirauté. Son premier geste est de prendre pour conseiller l'ancien amiral John Arbuthnot Fisher, le concepteur des dreadnoughts, qui le pousse à accélérer le passage de la propulsion au charbon à celle au fioul sur les bâtiments de la Royal Navy. Pour assurer l'approvisionnement en pétrole, le gouvernement britannique devient l'actionnaire principal de l'Anglo-Persian Oil Company. Fisher lui transmet aussi ses idées concernant la nécessité d'avoir des canons avec des calibres de plus en plus gros, donnant naissance à la première classe de super-dreadnoughts de la marine britannique, la classe Queen Elizabeth. Sur le plan social, il veille à l'amélioration des conditions de vie des marins non officiers. Il s'occupe ensuite de trouver un successeur au First Sea Lord, Arthur Wilson, qui s'oppose à la création d'un état-major de guerre naval — c'est surtout pour cela que Churchill a été nommé à ce poste. Il nomme à la place de Wilson Francis Bridgeman, et comme Second Lord de la Mer, le prince Louis Alexandre de Battenberg. Fin 1913, il propose à l'Allemagne des « vacances navales », c'est-à-dire une trêve dans la construction de bateaux de guerre. Devant le refus de l'Empereur Guillaume II, il présente un projet de budget pour la marine de 50 millions de livres sterling. Pour lui, « la marine anglaise est une nécessité » pour les Britanniques alors que pour les Allemands, c'est un luxe. Les dépenses consacrées à la marine provoquent une polémique avec les libéraux, particulièrement avec Lloyd George alors chancelier de l'Échiquier. Après tractation, Churchill obtient satisfaction et peut lancer de nouveaux cuirassés. Il favorise également le développement de l'aviation navale, et prend lui-même des leçons pour être pilote.
Churchill reste attaqué à la fois par les conservateurs et par des membres de son propre parti. Aussi, quand le Premier ministre Herbert Henry Asquith propose la Home Rule, c'est-à-dire un projet, sinon d'indépendance, du moins de large autonomie de l'Irlande en 1912, il le soutient sans réserve. D'une part parce qu'il faut selon lui satisfaire les députés irlandais qui ont permis la victoire des libéraux dans le bras de fer concernant la Chambre des lords, et d'autre part parce qu'il s'est déclaré favorable au projet dès 1910. Comme Asquith a désigné Churchill comme son principal porte-parole sur le sujet, l'essentiel de la polémique avec les conservateurs et les protestants d'Ulster repose sur ses épaules, ce qui renforce le ressentiment des milieux conservateurs et de leur chef Andrew Bonar Law à son égard.
En juillet 1914, Churchill empêche les Ottomans de prendre possession de deux bateaux qu'ils ont pourtant payés, les poussant ainsi à se ranger du côté des Allemands. À cette même période, Churchill reçoit Albert Ballin, président de la Hamburg America Line et chef du lobby maritime allemand, qui s'inquiète de l'aggravation de la crise et l'implore « presque les larmes aux yeux de ne pas faire la guerre ». Le 1er août, il prévient le Premier ministre Asquith qu'il va rappeler 40 000 réservistes. Le chancelier de l'Échiquier Lloyd George s'y oppose violemment, considérant cette décision comme une provocation contre l'Allemagne. Cependant, avec l'accord tacite d'Asquith, Churchill passe outre : tout d'abord, il ordonne le déplacement de la Home Fleet de la Manche vers la Mer du Nord, pour éviter un raid préventif de la marine allemande et pour dissuader le Kaiser de rentrer en guerre, de plus, tous deux savent qu'Andrew Bonar Law, le leader conservateur, est partisan de l'intervention aux côtés de la France. Aussi, quand le Cabinet se réunit de nouveau, les opposants à l'intervention se soumettent ou démissionnent ; cependant, John Simon change d'avis et reste au gouvernement. Cette mobilisation préventive a grandement facilité l'envoi d'un ultimatum à l'Allemagne par Edward Grey, le Secrétaire d'État des Affaires étrangères, qui exige l'évacuation de la Belgique par l'armée allemande, qui vient alors de l'attaquer.

#### Débuts de la guerre

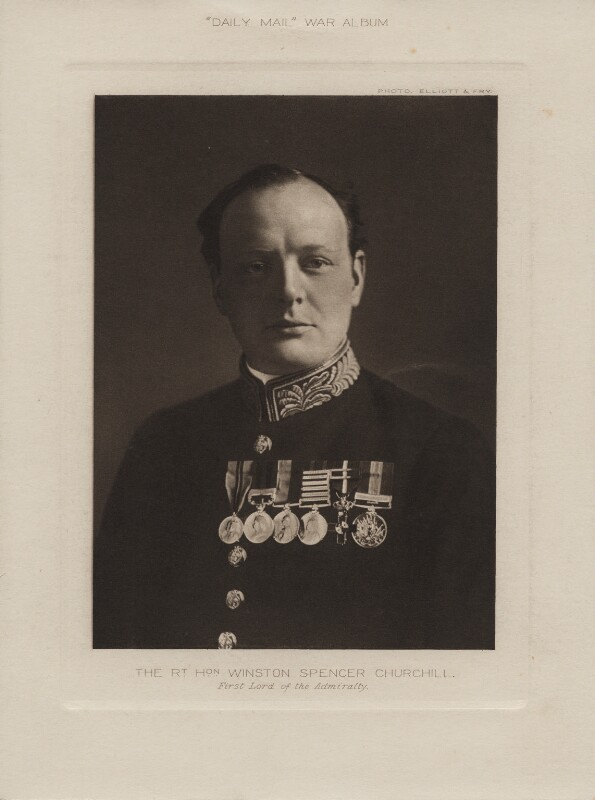
Winston Churchill en Premier Lord de l'Amirauté.

Si Winston Churchill est l'un des seuls ministres à s'être réjoui du début du conflit, il doit très vite déchanter. Deux sous-marins allemands coulent chacun trois croiseurs britanniques, au large de la Hollande (les HMS Aboukir, Hogue, Cressy), ainsi que dans la base navale de Scapa Flow (HMS Hawke, Audacious et Formidable). Churchill ayant fait sortir la flotte de cette base pour ne pas l'exposer, trois croiseurs allemands bombardent des ports britanniques. Enfin, une escadre allemande sillonne l'océan Pacifique et coule de nombreux bateaux de commerce. Lorsqu'une escadre britannique composée de vieux navires, commandée par l'amiral Christopher Cradock veut les arrêter, elle est envoyée par le fond lors de la bataille de Coronel, l'Amirauté ayant refusé d'envoyer des renforts. Churchill doit faire face à une opinion publique hostile. Le premier Lord naval Louis Alexandre de Battenberg ayant des origines allemandes, le public s'en prend à lui : Churchill et Asquith doivent l'inciter à présenter sa démission. Pour le remplacer, Churchill, malgré les réticences du roi George V, qui a longtemps servi dans la marine, choisit son conseiller à l'Amirauté John Arbuthnot Fisher.
Le 5 octobre 1914, Churchill, qui aime l'action, se rend dans la place forte d'Anvers où l'armée belge soutient un siège ponctué de plusieurs sorties contre une importante armée allemande. Le roi Albert Ier et le gouvernement belge souhaitent évacuer tandis que Churchill préfère qu'ils continuent à résister. Churchill, en sus de la brigade des Royal Marines qui se trouve sur place, envoie les 1re et 2e Naval Brigades. Mais malgré l'appui de canons de l'artillerie de marine britannique montés par les Belges sur des wagons plats, les trois lignes de défense de la ville succombent et Anvers est évacuée par l'armée belge le 10 octobre. Parmi les victimes du siège, il y a 500 Britanniques. À l'époque, on accuse Churchill d'avoir gaspillé des ressources. Mais il est plus que probable que ses actions ont prolongé la résistance d'Anvers d'une semaine (la Belgique ayant proposé de renoncer à Anvers le 3 octobre) et permis de sauver Calais et Dunkerque. En effet, l'armée belge a pu se regrouper avec les forces franco-britanniques dans la région de l'Yser, et participer des 17 au 30 octobre à la bataille de l'Yser qui permet aux Alliés de stopper la course à la mer de l'armée allemande bien au-delà de ces deux ports.
Au tournant de 1914-1915, les choses s'améliorent. La Royal Navy commence à renouer avec le succès : elle coule l'escadre allemande qui a ravagé le Pacifique lors de la bataille des Falklands ainsi qu'un croiseur lourd en mer du Nord lors de la bataille du Dogger Bank. Ces succès sont en partie dus à la constitution par Churchill d'une cellule de décryptage des codes secrets, la Room 40.

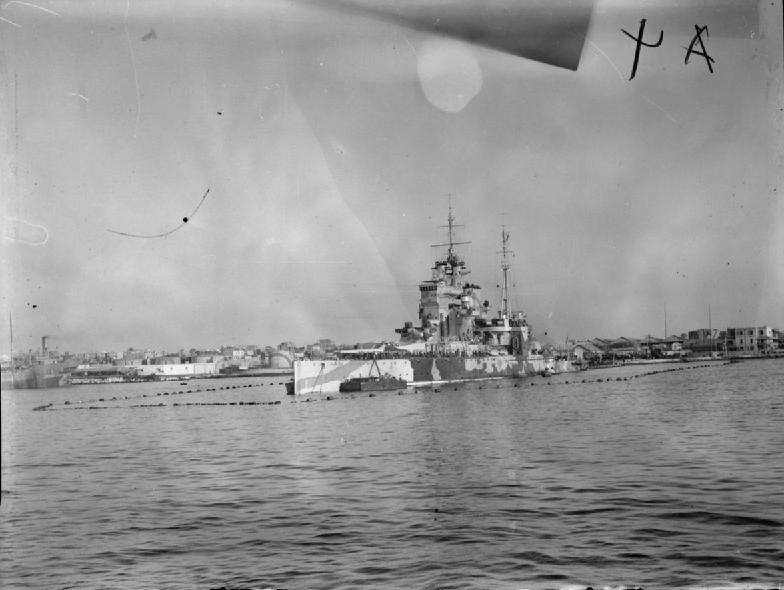
Le HMS Queen Elizabeth à Alexandrie. La, armée de canons de 15 pouces, a été lancé à l'initiative de Churchill.

La fascination de Churchill pour les innovations, en termes de matériel de guerre, était extrême, mais elle ne le fut jamais autant que pour la mise au point du char d'assaut. L'idée d'un char d'assaut a déjà été avancée par Herbert George Wells en 1903. Wells parlait à l'époque d'un cuirassé terrestre, sorte de blockhaus mouvant de 2,5 à 3 mètres de long, capable de franchir des tranchées. Churchill fait en sorte qu'elle devienne une réalité, grâce notamment à des fonds de recherche navale. L'Amirauté nomme ce projet : « la folie de Winston ». Par la suite, il dirige le Landship Committee, chargé de créer le premier corps de chars d'assaut, ce qui est considéré comme un détournement de fonds même si, une décennie plus tard, le développement du char de combat est porté à son actif. Le projet commence, au début de 1915, sous la direction d'Eustace Tennyson d'Eyncourt, directeur de la construction navale, qui dépend de Churchill. Sans avoir l'autorisation du cabinet de guerre, Churchill donne ordre de construire des prototypes. N'ayant pas la moindre idée de celui qui sera le plus efficace, il lance la construction des deux : une douzaine avec chenilles et une douzaine avec une grosse roue. Dans l'espoir d'attiser l'esprit de compétition, l'Amirauté signe avec deux constructeurs, Foster et Foden, dont chacun a droit à 10 % des marges de profit. Le coût total est de 70 000 livres — 63 millions d'euros aujourd'hui. Pour éviter d'alerter les services secrets allemands de la Deutsches Heer, Churchill ordonne le secret absolu. On baptise donc le programme « Tank à eau pour la Russie », comme si c'était un gigantesque réservoir (en anglais : « tank ») destiné aux champs de bataille, et sur la proposition d'Ernest D. Swinton, à cette époque jeune officier des Royal Engineers, la formule est encore raccourcie jusqu'à devenir tout simplement « Tank » — ce terme rentre dès lors dans l'histoire des véhicules militaires. La première démonstration, avec un engin de fortune, a lieu en 1915, peu après le milieu de l'hiver et n'impressionne guère alors le secrétaire Lord Kitchener et le haut-commandement du War Office. Sans se laisser décourager par la critique et fermement convaincu qu'il faut absolument faire quelque chose pour arrêter l'hécatombe et abréger la guerre, Churchill commande la construction de dix-huit modèles. Enfin, le 14 février, Tennyson d'Eyncourt écrit à Churchill une lettre enthousiaste. Il est désolé que leur affaire ait pris autant de temps. Leur entreprise s'est enlisée, au sens propre et figuré. Leur dernier monstre — qu'on baptise aussitôt Big Willie — a une puissance phénoménale. C'est un engin capable d'éliminer un parapet de un à deux mètres de hauteur avant de franchir une crevasse de près de trois mètres. Il peut tirer sur les côtés de même que devant. Ils écraseront les lignes barbelées, se vante-t-il. Dès février 1916, appelé désormais Mark I, l'Armée de terre britannique en commande une centaine. La fabrication du char d'assaut peut enfin commencer.

#### Dardanelles

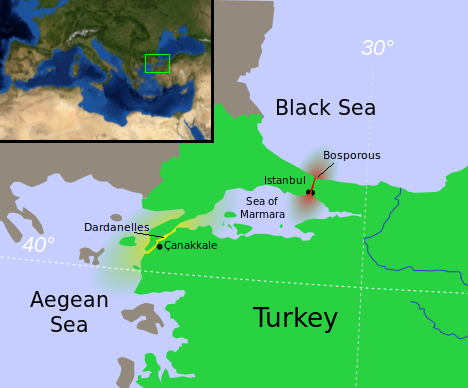
Localisation des Dardanelles, un des points clés de l'accès de la Russie à la Méditerranée.

En novembre 1914, les Français et les Britanniques ont déjà perdu presque un million d'hommes. Aussi, Londres envisage une stratégie de contournement, d'autant que l'Empire ottoman est menaçant tant au sud, du côté du canal de Suez, qu'au nord, contre l'Empire russe dont l'armée est en difficulté. Ce dernier point pousse le ministre de la Guerre Lord Kitchener, un militaire de carrière, à se faire l'avocat d'un projet qui aurait également l'avantage d'entraîner la Grèce et peut-être d'autres pays des Balkans dans la guerre, ainsi que de permettre d'avoir accès au blé russe. Churchill, qui alors ne privilégie pas cette hypothèse, reçoit un message de l'amiral Sackville Carden, commandant l'escadre de Méditerranée, qui considère que les Dardanelles « pourraient être forcées par des opérations d'envergure mettant en œuvre un grand nombre de navires ». À ce moment Winston Churchill se déclare favorable au projet, d'autant que Fisher, le Premier Lord naval, y est favorable. L'opération est adoptée le 15 janvier 1915 en conseil de guerre. Pourtant ensuite, rien ne va se dérouler comme prévu, en particulier parce que les acteurs, notamment Kitchener et le premier Lord naval Fisher, sont partagés : le premier, parce qu'il doit trancher entre les Occidentaux, c'est-à-dire les militaires qui veulent se concentrer sur le front occidental, et les Orientaux, qui veulent ouvrir un front en Asie mineure. Le premier Lord naval quant à lui hésite, après avoir donné son accord, car il a peur de devoir employer trop de bateaux loin de l'Angleterre qu'il estime devoir protéger en priorité. De ce fait, une opération conçue pour être menée rapidement et de façon déterminée, va se perdre dans des méandres administratifs, laissant aux adversaires le soin de préparer leur défense. Enfin, l'amiral Sackville Hamilton Carden, qui a eu l'idée du projet, flanche au moment de passer à l'action et doit être soigné. Churchill a, comme à son habitude, fait tant et si bien pour promouvoir l'opération qu'il passe pour le principal instigateur du projet, et que l'échec va lui être imputé,.
Une commission d'enquête parlementaire exonère ensuite Churchill et conclut à la responsabilité du Premier ministre Asquith, qui n'a pas fait preuve lors des conseils de guerre de la fermeté nécessaire, et à celle de Kitchener. Mais entretemps, Churchill a dû démissionner de l'Amirauté le 11 novembre 1915 : lorsque le Premier ministre Asquith forme une coalition comprenant tous les partis, les conservateurs réclament sa rétrogradation comme condition à leur participation. Ce retrait de la vie politique active le conduit, pour se détendre, à se mettre à la peinture. Churchill se voit attribuer la sinécure de chancelier du duché de Lancastre, poste subalterne du gouvernement.

« Les Dardanelles l'ont hanté pour le restant de ses jours. Il y a toujours cru. Quand il a quitté l'Amirauté, il se croyait fini… »

— Clementine Churchill

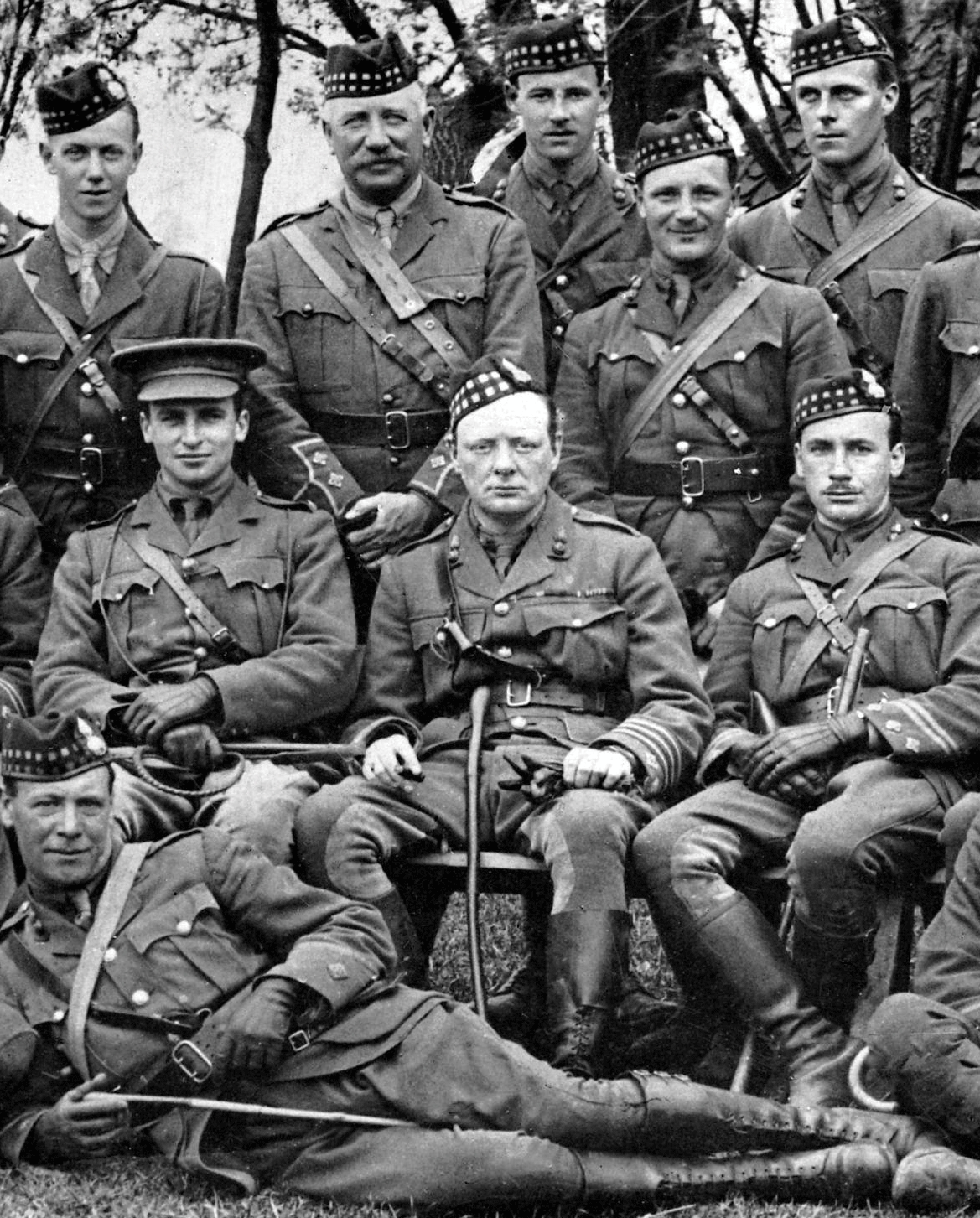
Le lieutenant-colonel Winston Churchill, du 6e bataillon du en, à l'arrière du front à Ploegsteert, en Belgique (1916).

Toutefois, le 15 novembre 1915, il démissionne, ayant le sentiment que son énergie n'est pas utilisée et, tout en restant député, sert pendant plusieurs mois sur le front de l'Ouest en commandant le 6e bataillon du Royal Scots Fusiliers avec le grade de lieutenant-colonel. En mars 1916, il retourne en Angleterre car il s'impatiente en France et souhaite intervenir à nouveau à la Chambre des communes. La correspondance avec son épouse durant cette période de sa vie montre que si le but de sa participation au service actif est la réhabilitation de sa réputation, il est conscient du risque d'être tué. En tant que commandant, il continue à montrer l'audace dont il a fait sa marque dans ses actions militaires précédentes, bien qu'il désapprouve fortement les hécatombes ayant lieu dans de nombreuses batailles du front occidental. Lord Deedes a expliqué, lors d'une réunion de la Royal Historical Society en 2001, pourquoi Churchill s'est rendu sur la ligne de front : « Il était avec les Grenadier Guards, qui étaient à sec [sans alcool] au quartier général du bataillon. Ils aimaient beaucoup le thé et le lait condensé, ce qui n'avait pas beaucoup d'attrait pour Winston, mais l'alcool était autorisé dans la ligne de front, dans les tranchées. Il a donc suggéré au colonel qu'il se devait de voir la guerre de plus près et se rendre là-bas, ce qui fut vivement recommandé par le colonel, qui pensait que c'était une très bonne chose à faire ».

### Ministre de Lloyd George
Le 7 décembre 1916, David Lloyd George devient Premier ministre d'un gouvernement de coalition libéral-conservateur. Winston Churchill espère en faire partie mais se heurte au veto des conservateurs d'Andrew Bonar Law. Malgré cela le Premier ministre, qui comme Churchill se méfie du commandement militaire, finit par le nommer ministre de l'Armement le 17 juillet 1917.

#### Ministre de l'Armement puis de la Guerre

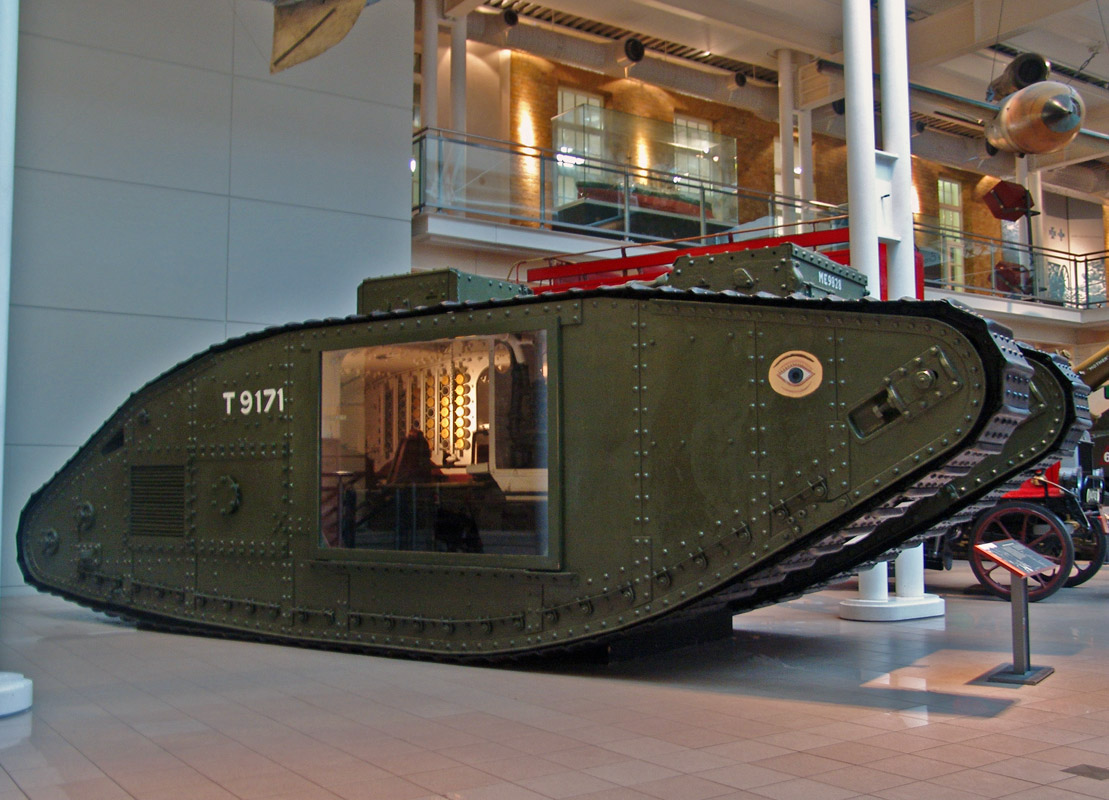
Char d'assaut britannique Mark V.

À ce poste, il veille à l'approvisionnement des armées et continue à plaider pour l'utilisation de chars qui commencent à se montrer efficaces, notamment aux environs de Cambrai en 1918. Pour A. J. P. Taylor, les chars ont été plus importants au niveau psychologique que stratégique car ils ont ébranlé la foi allemande en la victoire.
Comme ministre de la Guerre à partir de janvier 1919, il fait face au mécontentement des soldats qui veulent être rapidement démobilisés. Il est le principal architecte de la Ten Year Rule, ligne de conduite permettant au Trésor de diriger et de contrôler les politiques stratégique, financière et diplomatique en soutenant l'hypothèse qu'« il n'y aurait pas de grande guerre européenne pour les cinq ou dix prochaines années ». Durant les négociations sur le traité de Versailles, il s'efforce de modérer les exigences de Georges Clemenceau — qu'il qualifie de « personnage extraordinaire » dans une lettre à sa femme du 31 mars 1918 — et se désole du peu d'enthousiasme de David Lloyd George pour la Société des Nations.
Sur la question du bolchevisme naissant en Russie, Churchill déclare, dans un article du Sunday Herald du 8 février 1920 : « Depuis les jours de Spartacus-Weishaupt à ceux de Karl Marx, en passant par Trotsky (Russie), Bela Kùn (Hongrie), Rosa Luxemburg (Allemagne) et Emma Goldman (États-Unis), cette conspiration à l'échelle mondiale pour le renversement de la civilisation et pour la reconstitution de la société sur la base de l'arrêt du développement, de la malveillance envieuse, et de l'impossible égalité, a été en croissance constante. […] et maintenant pour finir, cette bande de personnages extraordinaires venus des bas-fonds des grandes villes d'Europe et d'Amérique ont attrapé le peuple russe par les cheveux et sont devenus les maîtres pratiquement incontestés de cet énorme empire ».
Dans le même article, il ajoute : « Il n'y a pas de raison d'exagérer la part jouée dans la création du Bolchevisme et l'apport réel à la Révolution Russe par ces Juifs internationaux et pour la plupart, athées. Elle est certainement très grande ; elle dépasse probablement en importance toutes les autres. À l'exception notable de Lénine, la majorité des personnages dirigeants sont des Juifs. Plus encore, l'inspiration principale et le pouvoir dirigeant viennent des dirigeants juifs. Ainsi Tchitchérin, un pur Russe, est éclipsé par son subordonné nominal Litvinov, et l'influence de Russes comme Boukharine ou Lunacharsky ne peut pas être comparée avec le pouvoir de Trotsky, ou de Zinoviev, le dictateur de la Citadelle Rouge (Petrograd), ou de Krassine ou de Radek - tous des Juifs. Dans les institutions des Soviets la prédominance des Juifs est encore plus stupéfiante. Et la part la plus marquante, sinon la principale, dans le système de terrorisme appliqué par les Commissions Extraordinaires pour Combattre la Contre-Révolution [Tchéka] a été prise par les Juifs, et en quelques cas notables par des Juives ».
Ainsi, violemment opposé au bolchevisme, il veut faire adopter par le cabinet de guerre une politique agressive contre la Russie. Néanmoins David Lloyd George n'y est pas favorable et le modère. Les libéraux et les travaillistes du Labour s'y opposent aussi et le Daily Express estime que le pays a « suffisamment toléré la mégalomanie de M. Winston Churchill ». Par ailleurs, le gouvernement veut reprendre le commerce avec la Russie et l'activisme de Churchill est perçu comme gênant.
Pendant la lutte pour l'indépendance de l'Irlande entre 1918 et 1923, Churchill fut l'un des rares responsables britanniques en faveur du bombardement aérien des manifestants irlandais, suggérant d'utiliser des bombes incendiaires pour les disperser.

#### Secrétaire d'État aux Colonies

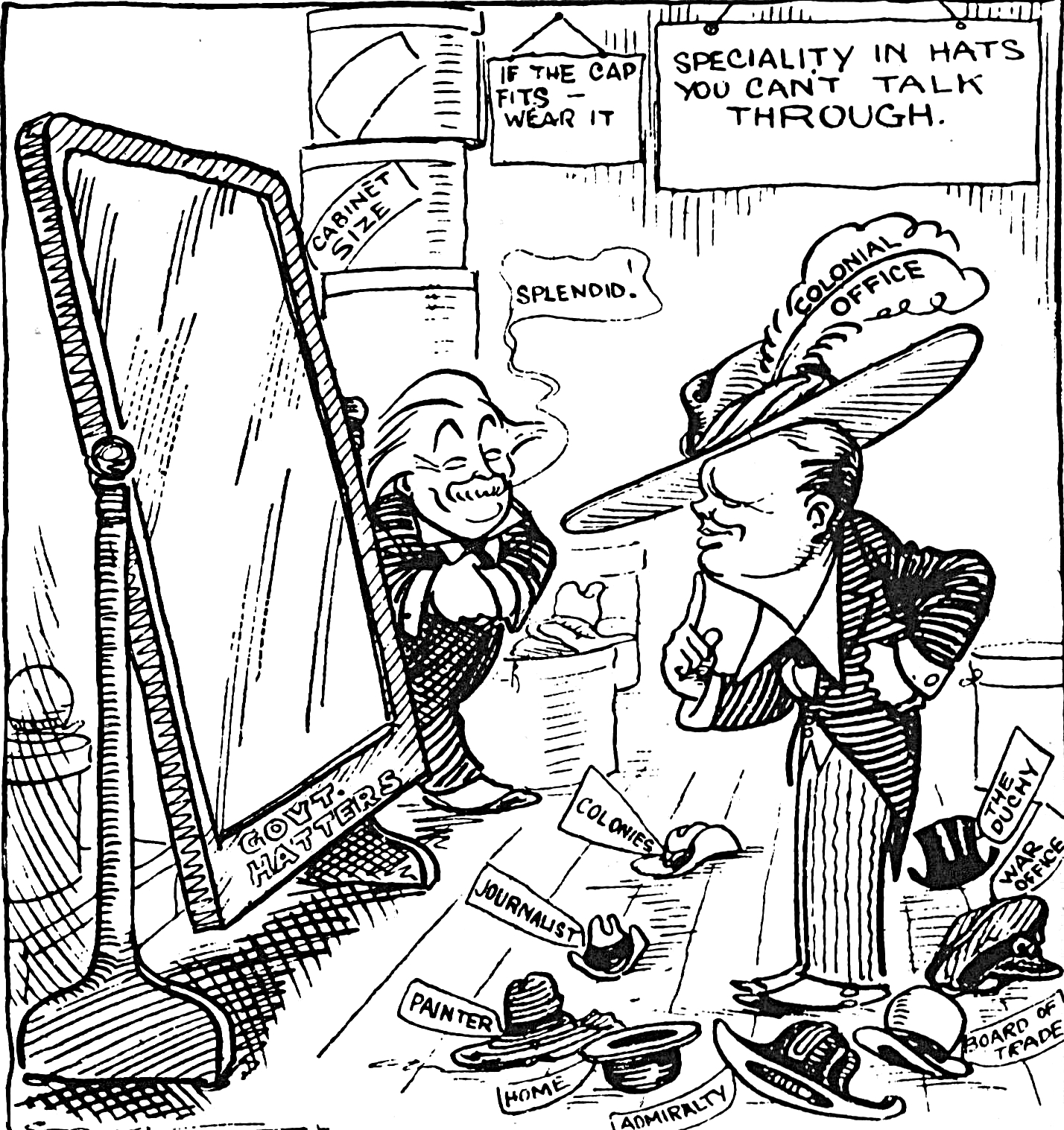
Le chapelier Lloyd George remet la coiffe des Colonies à Churchill, autour duquel s'éparpillent ses anciens couvre-chefs. Caricature de Punch, 1921.

Il devient secrétaire d'État aux Colonies en 1921. À ce titre, il est signataire du traité anglo-irlandais de la même année, qu établit l'État libre d'Irlande. Il est impliqué dans les longues négociations du traité et, pour protéger les intérêts maritimes britanniques, conçoit une partie de l'accord de l'État libre d'Irlande afin d'inclure trois ports : Queenstown (Cobh), Berehaven et Lough Swilly, ports pouvant être utilisés comme bases atlantiques pour la Royal Navy. En accord avec les termes du traité anglo-irlandais du Commerce, ces bases seront restituées à la nouvellement nommée « Irlande » en 1938. Le traité stipule également que l'État libre d'Irlande est membre du Commonwealth of Nations, terme qui pour la première fois se substitue dans un document officiel à celui d'Empire britannique.
En tant que Secrétaire d'État aux colonies, il est chargé du Proche-Orient qui vient de passer sous contrôle britannique (via des mandats de la SDN concernant la Palestine, la Transjordanie et la Mésopotamie), et prend le colonel Thomas Edward Lawrence, dit Lawrence d'Arabie, comme conseiller. C'est lui qui favorise le couronnement de l'émir Fayçal en Mésopotamie britannique et d'Abd-Allah en Transjordanie. Par ailleurs, dans ce qui deviendra l'Irak, il remplace les forces terrestres britanniques par des avions de chasse, moins visibles. Il se montre par ailleurs favorable à l'utilisation d'armes chimiques sur les populations kurdes du nord de l'Irak, mais se positionne en faveur d’une utilisation de gaz lacrymogènes plutôt que de gaz mortels, comme il l’explique dans une note adressée au War Office en mai 1919 : « Il est parfaitement hypocrite de lacérer un homme avec les fragments toxiques d’un obus qui explose et de reculer devant l’idée de faire pleurer ses yeux avec des lacrymogènes. Je suis fortement en faveur de l'usage de gaz toxiques contre des tribus non civilisées. L’effet sur leur moral devrait être tel que cela réduirait au minimum les pertes en vies humaines. Il n’est pas utile d’avoir uniquement recours aux gaz les plus mortels : on peut choisir des gaz qui incommodent gravement et sèment une vive terreur sans pour autant laisser d’effets durables sur la plupart de ceux qui sont touchés ».
David Lloyd George mène une politique pro-grecque après la Première Guerre mondiale et soutient ce pays lors de la guerre gréco-turque de 1919. Churchill n'est pas favorable à cette option, car il pense que pour arriver à une paix durable dans la région, Smyrne et ses environs doivent être maintenus sous souveraineté turque. Par ailleurs, il est pour l'abandon de la ville de Tchanak située sur la rive asiatique des Dardanelles et pour un repli des troupes britanniques sur la rive européenne à Gallipoli. Lloyd George ne le suit pas, ce qui conduit à une forte tension entre Britanniques et Turcs qui aboutira au traité de Lausanne. Cette affaire contribue auparavant à la chute du cabinet de Lloyd George car l'opinion publique britannique, les conservateurs ainsi qu'Herbert Asquith leur reprochent à lui et Churchill d'être trop attirés par les rapports de force et de ne pas assez penser à la paix. Certains ont vu dans la déclaration d'Andrew Bonar Law, le leader des conservateurs, selon laquelle « nous ne pouvons être le gendarme du monde », « l'épitaphe de l'âge d'or de l'Empire ».

## Entre-deux guerres

### Retour au Parti conservateur
En septembre, le Parti conservateur se retire de la coalition du gouvernement à la suite d'une réunion de députés insatisfaits de la gestion de l'affaire de Tchanak, ce qui provoque les élections générales d'octobre 1922. Churchill tombe malade durant la campagne, et doit subir une appendicectomie de sorte que sa femme Clementine doit faire l'essentiel de la campagne à sa place. Il doit aussi composer avec les problèmes internes du Parti libéral, divisé entre ceux qui comme lui soutiennent David Lloyd George, et les partisans de Herbert Asquith. Il arrive quatrième à l'élection de Dundee, perdant au profit d'Edmund Dene Morel aidé d'Edwin Scrymgeour sa place de député. Sa défaite ne passe pas inaperçue et Churchill préfère prendre du recul sur la Côte d'Azur où il se détend en peignant des tableaux. Le nouveau Premier ministre, Andrew Bonar Law, est élu en partie parce qu'il est celui qui ressemble le moins au précédent. Néanmoins, il tombe très vite malade et est remplacé par Stanley Baldwin qui pour faire face au chômage veut instaurer des mesures protectionnistes. Churchill toujours en faveur du libre-échange se présente de nouveau pour les libéraux aux élections générales de 1923, et perd cette fois-ci à Leicester. Les travaillistes qui sont également pour le libre-échange s'allient alors aux libéraux pour former un gouvernement. Churchill n'approuvant pas ce rapprochement quitte le parti libéral et se présente comme indépendant, d'abord sans succès dans une élection partielle dans la circonscription de l'abbaye de Westminster, puis avec succès aux élections générales de 1924, à Epping. Stanley Baldwin décide de le nommer ministre, craignant que Churchill, Lloyd George et F. E. Smith, trois grands orateurs, ne montent un parti du centre et ne le mettent en difficulté au parlement. Neville Chamberlain qui ne veut pas du poste lui suggère de nommer Churchill chancelier de l'Échiquier. L'année suivante, il retrouve officiellement le Parti conservateur, en commentant ironiquement que « n'importe qui peut être un lâcheur, mais il faut une certaine ingéniosité pour l'être à nouveau, ».

« Je me retrouvais sans portefeuille, sans siège, sans parti et sans appendice. »

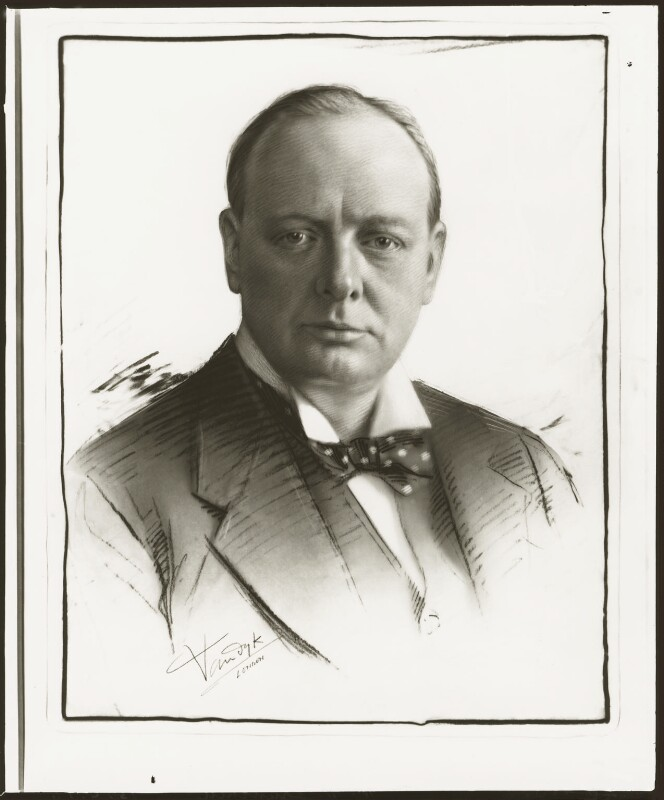
Churchill en 1923. L'instant amer qui s'intercala entre novembre 1922 et octobre 1924 lui causa un vif et profond dépit, de cette descente aux enfers, Churchill la résumera par ce zeugma :

Deux points sont ici à noter : Churchill qui voit dans le socialisme « l'ombre de la folie communiste », est alors extrêmement impopulaire dans toute la gauche britannique. Emanuel Shinwell, un député travailliste écrit : « lorsqu'un orateur travailliste se trouvait à court d'arguments, il lui suffisait de dire « À bas Winston Churchill ! » (…) [pour] déclencher un tonnerre d'applaudissements ». Par ailleurs, Churchill n'est pas un homme de parti. Il écrit dans les années 1920 « tous les petits politiciens chérissaient de tout cœur les drapeaux des partis, les tribunes des partis… tout heureux de constater le retour des bons vieux jours de faction d'avant-guerre » ! Plus tard, il sera marginalisé au sein du parti conservateur pour des raisons politiques, mais également parce que ce n'est pas un homme d'appareil.

### Chancelier de l'Échiquier

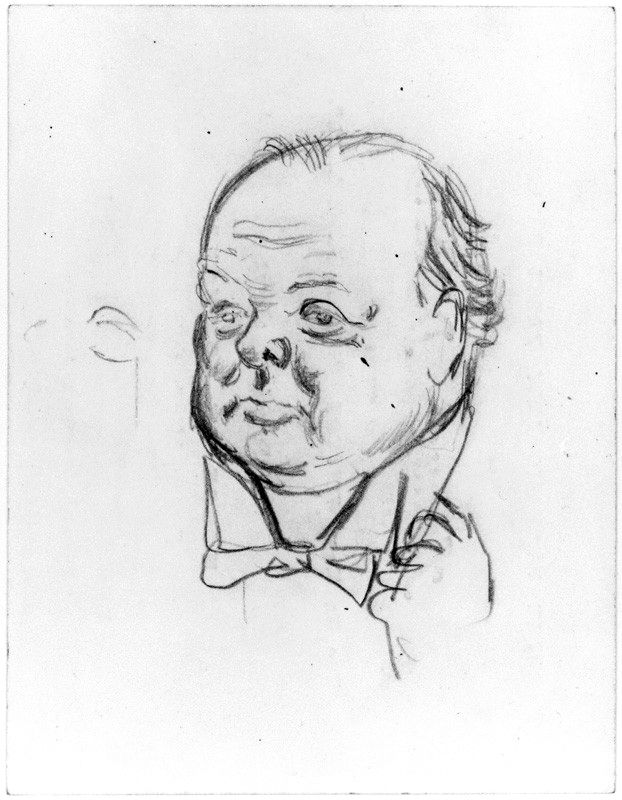
Caricature de Churchill, par David Low, 1926.

Churchill est surpris d'apprendre qu'il est nommé chancelier de l'Échiquier, c'est-à-dire ministre des Finances du Royaume-Uni, et demande au Premier ministre « Le foutu canard va-t-il nager ? ». De fait, il confie un jour à son secrétaire parlementaire privé Robert Boothby, après une réunion avec des économistes, des banquiers et des hauts fonctionnaires des finances : « si seulement c'étaient des amiraux ou des généraux. Je parle leur langue, et je peux les battre. Mais au bout d'un instant, ces types commencent à parler chinois. Et alors je suis noyé ». Si à ce poste, Churchill dirigera le « désastreux retour à l'étalon-or qui aboutit à la déflation, au chômage et à la grève des mineurs, prémices de la grève générale de 1926 », W. Manchester note qu'il est malgré tout « loin d'être le pire chancelier de l'Échiquier qu'a connu le pays ».
L'élément le plus notable de son premier budget est ledit retour à l'étalon-or. En fait, Churchill a beaucoup hésité et beaucoup consulté, car il craint pour l'industrie britannique. Il se heurte toutefois à la détermination des hauts responsables économiques et financiers Otto Niemeyer et Ralph George Hawtrey du Trésor, Lord Bradbury du Joint Select Committee (chargé d'étudier la question), et Montagu Norman de la Banque d'Angleterre. Côté politique, le Premier ministre aurait été déçu que Churchill prenne une autre décision, d'autant plus que Philip Snowden, son prédécesseur travailliste, est favorable à la mesure. En revanche y sont opposés John Maynard Keynes et Reginald McKenna. Lors d'un dîner le 27 mars 1925 où Bradbury et Niemeyer font face à Keynes et MacKenna, ce dernier affirme « qu'en matière de politique pratique, Churchill n'a pas d'autre possibilité que le retour à l'or ». Churchill prend alors la décision qu'il considérera comme la plus grande erreur de sa vie, en ayant déjà conscience de son caractère plus politique qu'économique. Dans son discours sur le projet de loi, il déclare : « Je vais vous dire ce qu'il [le retour à l'étalon-or] va nous attacher. Il va nous attacher à la réalité ». Cette décision incite Keynes à écrire The Economic Consequences of Mr. Churchill, faisant valoir que le retour à l'étalon-or avec sa parité d'avant-guerre en 1925, 1 £ = 4,86 $, conduirait à une dépression mondiale. Sont également opposés à cette décision Lord Beaverbrook et la fédération des industries britanniques. Le premier projet de budget du chancelier comporte aussi plusieurs mesures sociales comme l'abaissement de l'âge de la retraite, les subsides aux veuves et aux orphelins, une baisse des impôts pour les plus pauvres ainsi qu'un accès plus facile aux aides sociales. Elles sont financées par une hausse des prélèvements pour les revenus non salariaux, ainsi qu'une baisse du budget de la Défense, Marine et aviation notamment. Il ne sera en faveur du réarmement qu'à partir des années 1930.

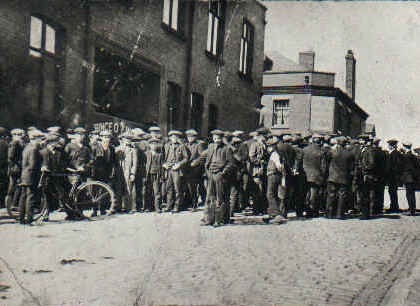
Mineurs grévistes lors de la grève générale de 1926.

Le retour au taux de change d'avant-guerre et à l'étalon-or déprime les industries. La plus touchée est celle du charbon. Déjà affectée par la baisse de la production depuis que les navires sont passés au pétrole, le retour aux changes d'avant-guerre crée des coûts additionnels pouvant atteindre 10 % pour l'industrie. En juillet 1925, les propriétaires des mines de charbon veulent imposer une baisse des salaires pour faire face à la concurrence étrangère. Le gouvernement qui craint un conflit dur nomme une commission d'enquête présidée par Herbert Samuel. Il verse en attendant une subvention aux entreprises. La Commission conclut que les propriétaires des mines ont réalisé d'importants bénéfices et négligé les investissements de telle sorte que le matériel est désuet et que de forts gains de productivité sont possibles. Pourtant, Baldwin ne veut pas forcer les propriétaires des mines à investir, et maintient que des baisses de salaires sont nécessaires. Cela conduit à la grève générale de 1926. Une fois le bras de fer commencé, Churchill ne veut absolument pas capituler et Baldwin, qui ne veut pas que Churchill se mêle trop de la question, le charge de la British Gazette, un organe gouvernemental de presse temporaire chargé de faire connaître au public la position du gouvernement, alors que les journaux sont en grève et ne paraissent plus. Churchill se met au travail avec entrain et sans aucune impartialité, car « l'État ne peut être impartial dans ses rapports entre lui-même et le groupe de sujets contre lequel il lutte ». Le journal connait une forte progression de sa diffusion pour le dernier numéro correspondant au dernier jour de grève, avec 2 209 000 exemplaires diffusés. Une fois la victoire atteinte, Churchill tient à ce que le gouvernement fasse preuve de magnanimité, mais du fait des réticences patronales et en dépit de ses efforts, la grève est relancée dans les mines et dure jusqu'au début de l'hiver. En 1926, il négocie avec des représentants de l'Italie fasciste une réduction des dettes de guerre de cette dernière, perçue comme un excellent barrage anticommuniste.
En 1927, lors d'une conférence de presse à Rome, il tient des propos favorables à Mussolini qui provoquent la fureur du rédacteur en chef du Manchester Guardian. Pour sa défense, Churchill affirme que l'Angleterre doit défendre tout régime continental opposé à son plus grand ennemi, le communisme. Il déclare à cette occasion que « si j'avais été Italien, je suis sûr que j'aurais été à fond avec lui [Mussolini] ».
Il continue dans les années qui suivent à défendre le fascisme, expliquant par exemple en février 1933, à une réunion de la Ligue antisocialiste britannique, que « Mussolini est le plus grand législateur vivant » et a « montré à beaucoup de nations que l'on peut résister au développement du socialisme ». Ses prises de position valent au gouvernement conservateur d'être interpellé par l'opposition travailliste.

### Philosophie de l'histoire de Churchill
La parution des volumes de The World Crisis (littéralement La Crise Mondiale) s'échelonne entre 1923 et 1931. Une des thèses centrales des deux premiers volumes parus en 1923 peut être formulée ainsi : « durant le conflit, les professionnels de la guerre, généraux et amiraux – the brass-hat –, ont eu régulièrement tort, tandis que les professionnels de la politique – the frocks – ont eu généralement raison ». John Maynard Keynes, qui apprécie l'ouvrage, suggère dans une remarque les réserves qu'il inspire au Groupe de Bloomsbury. Pour lui, le livre provoque « un peu d'envie peut-être, devant sa conviction inébranlable que les frontières, les races, les patriotismes, et même les guerres s'il le faut, sont des vérités ultimes de l'Humanité, ce qui confère dans son esprit une sorte de dignité et même de noblesse à des évènements qui ne sont pour d'autres qu'un intermède cauchemardesque, quelque chose qu'il convient d'éviter constamment ».
Dans Thoughts and Adventure, Churchill développe une vision de l'Histoire à l'opposé de celle de Karl Marx. Pour lui, elle est d'abord faite par les « grands hommes ». Dans le livre précédemment cité, il écrit : « l'histoire du monde est principalement le geste des êtres exceptionnels, dont la pensée, les actions, les qualités, les vertus, les triomphes, les faiblesses ou les crimes ont dominé la fortune des hommes ». De là découlent selon François Bédarida trois conséquences. Tout d'abord, l'Histoire, soumise au libre choix des hommes, est imprévisible. Ensuite, pour Churchill, le présent éclaire plus le passé que l'inverse. Par exemple, dans son livre sur son ancêtre, le Duc de Malborough, c'est le présent, les actions de Lloyd George ou même d'Hitler, qui lui permettent de comprendre le XVIIe siècle. Enfin, il voit l'Histoire comme un combat moral entre le bien et le mal suivant en cela le grand historien Whig Lord Acton, et, dans une moindre mesure Augustin d'Hippone. Pour Bédarida, Churchill adopte donc « une approche à la fois idéologique et mythique » dans la lignée de la « conception whig de l'histoire ».

### Traversée du désert

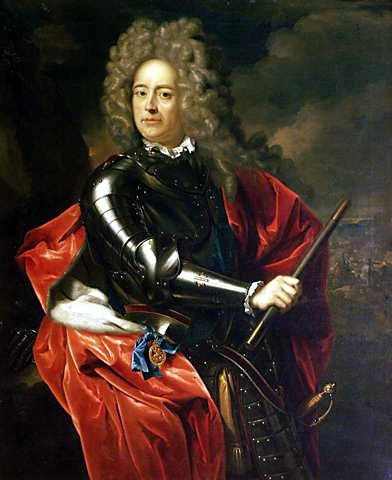
Churchill a écrit une biographie de son ancêtre John Churchill, 1er duc de Marlborough dans le milieu des années 1930.

Le gouvernement conservateur est défait aux élections générales de 1929. Churchill prend du recul et entreprend un cycle de conférences aux États-Unis (il est présent par hasard à la tribune de la bourse de Wall Street le Jeudi noir qui plonge le monde et la Grande-Bretagne dans la crise). En désaccord avec la majorité du parti conservateur sur les questions de protection tarifaire et du mouvement pour l'indépendance de l'Inde, il n'occupe rapidement plus aucune position d'influence dans le parti. Lorsque, face à la crise, Ramsay MacDonald forme le gouvernement d'unité nationale en 1931, il n'est pas invité à s'y joindre. Sa carrière est au ralenti, c'est une période connue comme étant sa traversée du désert.

« Me voici, après quelque trente années à la Chambre des communes, après avoir détenu plusieurs des plus hautes fonctions de l'État. Me voici congédié, écarté, abandonné, rejeté et détesté. [Parlant des hommes politiques en vue de l'époque Ramsay MacDonald et Stanley Baldwin] […] deux infirmières idéales pour garder le silence dans une chambre obscure. »

La majeure partie des années suivantes est consacrée à ses écrits, dont Marlborough: His Life and Times, une biographie de son ancêtre John Churchill, 1er duc de Marlborough, A History of the English-Speaking Peoples, œuvre publiée bien après la Seconde Guerre mondiale, et Great Contemporaries, une série de portraits d'hommes ou de femmes politiques contemporains comme Nancy Astor ou Ramsay MacDonald. Il est alors l'un des écrivains les mieux payés de son temps. Pour sa femme Clémentine, et plus tard pour Churchill lui-même, cet isolement est une chance car, eût-il été ministre, il y a peu de chances qu'il eût pu réellement peser sur le cours des événements tellement la situation politique intérieure était, selon elle, déprimante. Durant les années 1930, trois éléments au moins expliquent la persistance de sa traversée du désert : sa position sur l'Inde, son rôle dans l'affaire de l'abdication royale qui renforce dans l'opinion l'idée que Churchill est imprévisible, et son opposition à l'Allemagne nazie, qui pour lui représente la principale menace, le fascisme italien ou l'Espagne franquiste, dont il faut néanmoins éviter qu'ils ne renforcent l'Allemagne, étant pour lui moins importants. Cela le met en porte-à-faux par rapport à une classe politique pacifiste. Pour toutes ces raisons, son parti préfère, dans la seconde moitié des années 1930, nommer au poste de Premier ministre un homme comme Neville Chamberlain.
« Critiqué par tous les partis, isolé au Parlement, dénoncé comme alarmiste par la presse et le gouvernement, il n'en reste pas moins le premier détracteur d'une politique d'apaisement et l'avocat solitaire d'un réarmement accéléré », modère François Kersaudy.

#### Statut de l'Inde
Au cours de la première moitié des années 1930, Churchill est franchement opposé à l'octroi du statut de dominion à l'Inde. Après un voyage aux États-Unis en 1930, il aurait dit : « l'Inde est un terme géographique, […] elle n'est pas plus une nation unie que l'Équateur ». Il est l'un des fondateurs de la Ligue de défense de l'Inde, un groupe voué à la préservation du pouvoir britannique dans la colonie. Dans des discours et des articles de presse de cette période, il prévoit un taux de chômage britannique élevé et la guerre civile en Inde si l'indépendance devait être accordée. Le vice-roi Edward Wood, qui deviendra Lord Halifax, nommé par le précédent gouvernement conservateur, participe à la première Round Table Conference, qui se tient de novembre 1930 à janvier 1931, puis annonce la décision gouvernementale selon laquelle l'Inde devrait recevoir le statut de dominion. En cela, le gouvernement est appuyé par le Parti libéral et par la majorité du Parti conservateur. Churchill dénonce la conférence. Lors d'une réunion de l'Association conservatrice d'Essex-Ouest, spécialement convoquée afin que Churchill puisse expliquer sa position, il affirme : « il est aussi alarmant et nauséabond de voir M. Gandhi, un avocat séditieux du Middle Temple, qui pose maintenant comme un fakir d'un type bien connu en Orient, montant à demi-nu jusqu'aux marches du palais du vice-roi […] afin de parlementer sur un pied d'égalité avec le représentant de l'empereur-roi ». Il nomme les dirigeants du Congrès indien « des brahmanes qui vocifèrent et baratinent les principes du libéralisme occidental ».

Gandhi pendant la marche du sel.

Deux incidents contribuent à affaiblir la position déjà chancelante de Churchill au sein du Parti conservateur et tous deux sont considérés comme des attaques envers la majorité des conservateurs. La veille d'une élection partielle à St-George, en avril 1931 où le candidat officiel du parti Duff Cooper est opposé à un conservateur indépendant appuyé par Lord Rothermere, Lord Beaverbrook et leurs journaux respectifs, il prononce un discours considéré comme une déclaration de soutien au candidat indépendant et comme un appui à la campagne des barons de la presse contre Baldwin. Finalement l'élection de Duff Cooper renforce Baldwin, d'autant que la campagne de désobéissance civile en Inde cesse avec le pacte Gandhi-Irwin (Edward Wood est baron Irwin). Le deuxième incident fait suite à une mise en cause de Samuel Hoare et Lord Derby selon laquelle ils auraient fait pression sur la Chambre de commerce de Manchester afin qu'elle modifie le rapport transmis au Joint Select Committee, examinant la loi sur le gouvernement de l'Inde, violant ainsi le privilège parlementaire. Churchill évoque la question devant le Comité des privilèges de la Chambre des communes qui, après enquête, rapporte à la Chambre qu'il n'y a pas eu violation. Le rapport est débattu le 13 juin ; Churchill n'est pas en mesure de trouver un seul soutien, et le débat prend fin sans vote.
Churchill rompt définitivement avec Stanley Baldwin sur le statut de l'Inde, et n'obtient aucun ministère tant que celui-ci est Premier ministre. Par ailleurs, il se prive du soutien de personnalités progressistes du Parti conservateur tels qu'Anthony Eden, Harold Macmillan ou Duff Cooper qui auraient pu l'aider dans sa lutte contre la politique d'apaisement menée envers Hitler. En fait, trois éléments posent problème à Churchill. Durant cette période, l'Angleterre abandonne de facto le libre-échange qui a été le pilier de sa doctrine depuis le milieu du XIXe siècle. Par ailleurs, avec l'indépendance de l'Inde qu'il voit se dessiner, l'Angleterre devient une puissance moyenne : « sans ses possessions impériales, le pays ne serait plus qu'une île obscure au large du continent européen ». Enfin, Churchill cherche à revenir au pouvoir. Pour Lord Beaverbrook, son attitude relève du « vice de caractère » qui le conduit à « accepter n'importe quoi pourvu que cela conduise au pouvoir ». Pour certains historiens, l'explication de l'attitude de Churchill à l'égard de l'Inde est à chercher dans son livre My Early Life, publié en 1930.

#### La Bête farouche et le Lion: rencontre ratée entre Hitler et Churchill
Au printemps 1932, le député Winston Churchill se rend en Bavière pour visiter les champs de bataille où s'est illustré son ancêtre le duc de Marlborough. Le fils de Churchill, Randolph, jeune journaliste en quête d'un article sensationnel, avait pris contact de longue date avec le responsable de la presse étrangère du parti national-socialiste, Ernst Hanfstaengl, afin qu'il organise une rencontre entre son père et Hitler. Ce dernier n'est pas enthousiaste. Hanfstaengl rapporte « […] Hitler a trouvé un millier d'excuses, comme il le faisait toujours lorsqu'il craignait de rencontrer quelqu'un. […] J'ai tenté une dernière approche : « Herr Hitler, j'irai dîner avec eux et vous arriverez après, comme si vous vouliez me parler, et vous resterez pour le café. » Non, il verrait, […] « De toute façon, a-t-il ajouté, on dit que votre Monsieur Churchill est un francophile enragé ».
Pourquoi Hitler n'est-il pas venu ? Avant d'organiser cette rencontre capitale quand Hanfstaengl demande à Churchill s'il a des questions particulières à poser à Hitler, celui-ci lui répond qu'une question le préoccupe : « Pourquoi votre chef est-il si virulent vis-à-vis des Juifs ? […] Quel sens y a-t-il à être contre un homme en vertu de sa naissance ? Comment un homme peut-il être tenu responsable d'être né comme il est né ? ». Quand Hanfstaengl rapporte ces propos à Hitler, ce dernier lui fait remarquer que Churchill n'est plus un politique influent. Boris Johnson pense que si Hitler a évité Churchill, ce n'est pas seulement parce qu'il pense qu'il est un politique fini. C'est aussi parce qu'il n'aime pas cet homme aux opinions tranchées, fervent défenseur de la démocratie et sensible à la question de l'antisémitisme.

#### Réarmement de l'Allemagne

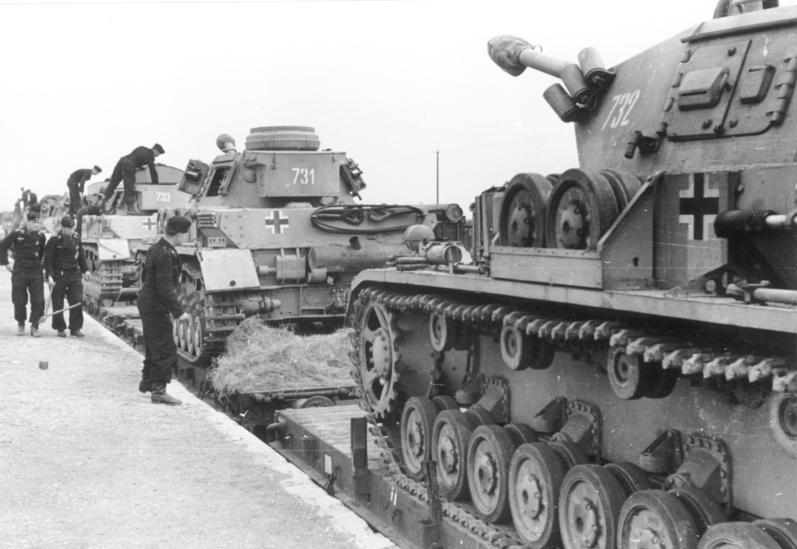
Panzer IV.

À partir de 1932, il s'oppose à ceux qui préconisent de donner à la République de Weimar le droit de parité militaire avec la France, et parle souvent des dangers de son réarmement. Sur ce point, il suit George Lloyd, autre ancien parlementaire conservateur, qui le premier a mis en garde contre ce problème. L'attitude de Churchill envers les futurs membres de l'Axe Rome-Berlin-Tokyo est pourtant ambiguë. En 1931, il met en garde la Société des Nations lorsqu'elle veut s'opposer à l'invasion japonaise en Mandchourie : « J'espère que nous allons essayer en Angleterre de comprendre la position du Japon, un État ancien… D'un côté, il fait face à la sombre menace de la Russie soviétique. De l'autre, il y a le chaos de la Chine, avec quatre ou cinq provinces qui sont torturées sous le régime communiste ». Dans les articles de presse, il compare le gouvernement républicain espagnol à un bastion du communisme, et voit l'armée de Franco comme un mouvement anti-rouges.
À partir de 1933, des hauts fonctionnaires du ministère des Affaires étrangères qui sont en désaccord avec la politique suivie envers l'Allemagne vont commencer à tenir Churchill informé de ce qui se passe exactement. Les plus notables de ses informateurs sont Ralph Wigram, directeur du département Europe centrale, et dans une moindre mesure Robert Vansittart, ainsi que le lieutenant colonel Thor Anderson – une connaissance de sa secrétaire principale Violet Pearman. Wigram lui apprend notamment que les nazis construisent en secret des sous-marins et des avions. Ces informations nourrissent son premier grand discours sur la défense du 7 février 1934, où il insiste sur la nécessité de reconstruire la Royal Air Force et de créer un ministère de la Défense. Son poids politique commence alors à reprendre de la consistance et il est rejoint par des hommes comme Leo Amery ou Robert Horne, ce qui force Baldwin à prendre l'engagement de maintenir l'aviation britannique à parité avec l'aviation allemande ; ce sera fait après bien des vicissitudes. Notons que Churchill n'est pas forcément un visionnaire en matière d'avions, car il n'est pas très enthousiaste pour la production des deux types d'avion qui pourtant lui permettront de gagner la bataille d'Angleterre : le Supermarine Spitfire et le Hawker Hurricane. Son second grand discours sur la défense, le 13 juillet, demande instamment un pouvoir renforcé de la Société des Nations. Ces points restent ses thèmes primordiaux avant 1936.

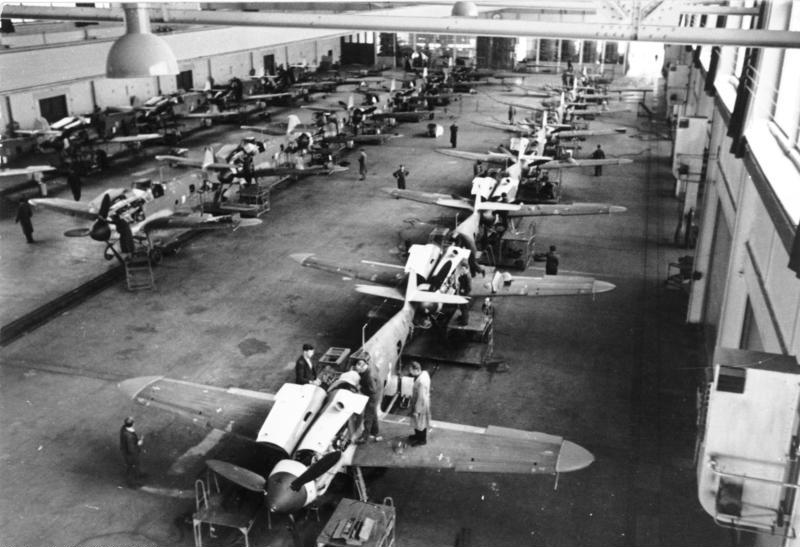
Chaîne de montage du Messerschmitt Bf 109 en 1943.

Dans un essai de 1935, intitulé Hitler and his Choice et republié dans Great Contemporaries en 1968, il exprime l'espoir qu'en dépit de son ascension au pouvoir par des méthodes dictatoriales, par la haine et la cruauté, Hitler puisse encore « passer à l'Histoire comme l'homme qui a restauré l'honneur et la tranquillité d'esprit de la grande nation germanique, de nouveau sereine, utile et forte, et au premier plan du cercle de la famille européenne ». Lorsqu'Hitler peu de temps après décrète à nouveau la conscription, il espère que la France fasse usage de sa supériorité temporaire pour attaquer l'Allemagne, ce qu'elle ne fait pas, comme Hitler l'a anticipé. Churchill s'oppose avec David Lloyd George au Traité naval germano-britannique de juin 1935 car pour lui, le Royaume-Uni a tort d'accepter qu'en violation des traités, l'Allemagne ait autant de sous-marins que le Royaume-Uni et que sa flotte puisse se situer à 35 % de son homologue britannique. En effet, la flotte britannique a un Empire à défendre et n'est pas circonscrite comme les Allemands à la mer du Nord. Lors de ce pacte, le Royaume-Uni ne prend pas vraiment l'aval de Paris qui ne dit rien. Il ne s'oppose en revanche pas au pacte Hoare-Laval sur l'Éthiopie, car il veut ménager l'Italie pour essayer de la couper de l'Allemagne nazie qui est son principal adversaire.
Quand les Allemands réoccupent la Rhénanie en mars 1936, la Grande-Bretagne est divisée : l'opposition travailliste est fermement opposée à toute sanction, tandis que le gouvernement national est désuni, entre ceux qui soutiennent des sanctions économiques, et ceux qui affirment que cela peut conduire à un recul humiliant de la Grande-Bretagne, car la France ne pourrait soutenir une intervention. Le discours mesuré de Churchill, le 9 mars, est salué par Neville Chamberlain comme constructif. Pourtant dans les semaines suivantes, il n'obtient pas le poste de ministre pour la Coordination de la Défense, qui échoit au procureur général Thomas Inskip. En juin 1936, Churchill organise une délégation de hauts responsables conservateurs, qui partagent son inquiétude, afin de voir Baldwin, Chamberlain et Halifax. Il essaie de convaincre des délégués des deux autres partis de se joindre à eux, et, plus tard, écrit : « si les dirigeants de l'opposition des libéraux et du Labour étaient venus avec nous, cela aurait pu aboutir à une situation politique aussi puissante que les résultats des actions mises en place ». Mais son initiative n'aboutit à rien, Baldwin faisant valoir que le gouvernement fait tout ce qu'il peut étant donné le sentiment antiguerre de l'électorat.
Le 12 novembre, Churchill revient sur le sujet dans un discours que Robert Rodhe James qualifie comme étant l'un des plus brillants de Churchill au cours de cette période. Après avoir donné quelques exemples qui montrent que l'Allemagne se prépare à la guerre, il dit : « le gouvernement est incapable de prendre une décision ou de contraindre le Premier ministre à en prendre une. Les membres du cabinet s'empêtrent dans d'étranges paradoxes, bien décidés à ne rien décider, bien résolus à ne rien résoudre ; ils mettent toute leur énergie à filer à la dérive, tous leurs efforts à être malléables, toutes leurs forces à se montrer impuissantes. Les mois et les années qui vont suivre seront d'un si grand prix pour la grandeur de l'Angleterre, elles seront même d'une importance vitale, mais ils ne feront rien, ils nous laisseront nous faire dévorer par les sauterelles ». En face, la réponse de Baldwin semble faible et perturbe la Chambre.

#### Crise d'abdication
En juin 1936, Walter Monckton confirme à Churchill que les rumeurs selon lesquelles le roi Édouard VIII a l'intention d'épouser Wallis Simpson, une roturière américaine, sont crédibles, ce qui le contraindrait à abdiquer. En novembre, il refuse l'invitation de Lord Salisbury à faire partie d'une délégation de conservateurs chevronnés qui veut discuter avec Baldwin de la question. Le 25 novembre, lui, Attlee et le leader libéral Archibald Sinclair s'entretiennent avec Baldwin, qui leur annonce officiellement l'intention du roi. On leur demande s'ils accepteraient de prendre la suite du gouvernement national en place, s'il démissionnait en cas de refus du roi de se soumettre. Attlee et Sinclair font part de leur solidarité avec Baldwin sur cette question. Churchill répond que son état d'esprit est un peu différent, mais qu'il soutiendrait le gouvernement.
La crise d'abdication devient publique dans les quinze premiers jours du mois de décembre 1936. À ce moment, Churchill donne officiellement son soutien au roi. La première réunion publique du Arms and the Covenant Movement, mouvement anti-fasciste créé par le Anti-Nazi Council, organisation de gauche, et auquel Churchill se joint, a lieu le 3 décembre. Churchill était un grand orateur et écrivit plus tard que dans la réponse au discours de remerciement, il fait une déclaration « sur l'inspiration du moment », demandant un délai avant que toute décision soit prise soit par le roi soit par son cabinet. Plus tard dans la nuit, Churchill examine le projet de déclaration d'abdication, et en discute avec Beaverbrook et l'avocat du roi. Le 4 décembre, il rencontre le monarque et l'exhorte de nouveau à retarder toute décision. Le 5 décembre, il publie une longue déclaration dénonçant la pression inconstitutionnelle que le ministère applique sur le roi, pour le forcer à prendre une décision hâtive. Le 7 décembre, il tente d'intervenir aux Communes pour plaider en faveur d'un délai. Il est hué. Apparemment déstabilisé par l'hostilité de tous les membres, il quitte la salle.
La réputation de Churchill au Parlement, comme dans le reste de l'Angleterre, est gravement compromise. Certains, comme Alistair Cooke, l'imaginent essayant de fonder un parti royaliste, le King's Party. D'autres, comme Harold Macmillan, sont consternés par les dégâts provoqués par l'appui de Churchill au roi, envers le Arms and the Covenant Movement. Churchill lui-même écrit plus tard : « J'ai été frappé que dans l'opinion publique, cela fut presque unanimement vu comme la fin de ma vie politique ». Les historiens sont divisés sur les motifs de Churchill à apporter son soutien à Édouard VIII. Certains, comme A. J. P. Taylor, voient cela comme une tentative de « renverser un gouvernement d'hommes faibles ». D'autres, comme Rhode James, voient les motivations de Churchill comme honorables et désintéressées.

### Retrait partiel du pouvoir
S'il est vrai qu'il a peu d'appui à la Chambre des communes pendant une bonne partie des années 1930, qu'il est isolé au sein du Parti conservateur, son « exil » est plus apparent que réel. Churchill continue d'être consulté sur de nombreuses questions par le gouvernement, et est toujours considéré comme un leader alternatif.
Même à l'époque où il fait campagne contre l'indépendance de l'Inde, il reçoit des informations officielles, et par ailleurs secrètes. Dès 1932, le voisin de Churchill, le major Desmond Morton, avec l'approbation de Ramsay MacDonald, lui donne des informations du même type sur la force aérienne allemande. À partir de 1930, Morton dirige un département du Comité de Défense impériale chargé de la recherche sur la capacité opérationnelle des défenses des autres nations. Lord Swinton, en tant que secrétaire d'État de l'Air, et avec l'approbation de Baldwin, lui donne accès en 1934 à tous ces renseignements. Tout en sachant que Churchill resterait très critique envers le gouvernement, Swinton le renseigne, car il pense qu'un adversaire bien informé est préférable à un autre se fondant sur des rumeurs et des ouï-dire.

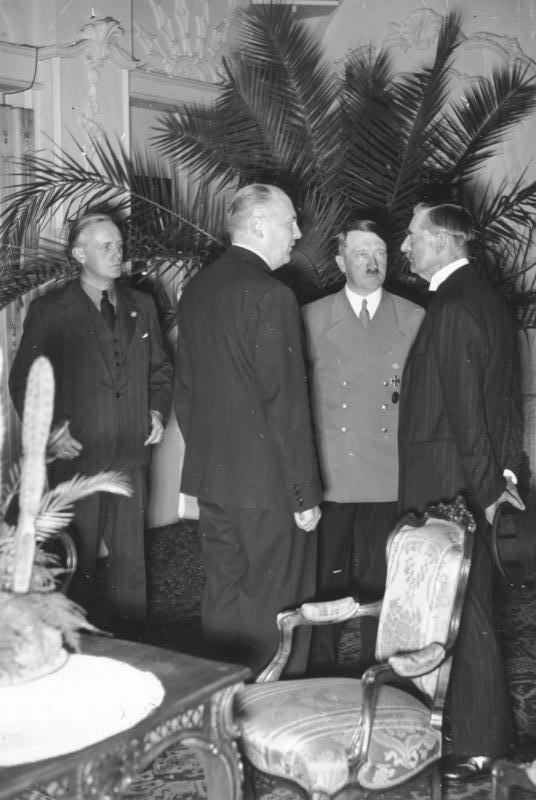
Neville Chamberlain (à droite) avec Adolf Hitler, l'ambassadeur Joachim von Ribbentrop et l'interprète Paul-Otto Schmidt, 1938.

Churchill est un féroce opposant de la politique d'apaisement de Neville Chamberlain envers Adolf Hitler. Après la crise de Munich, au cours de laquelle la Grande-Bretagne et la France ont abandonné la Tchécoslovaquie à l'Allemagne, il aurait déclaré de façon prophétique au cours d'un discours à la Chambre des communes le 21 novembre 1938 : « Vous aviez le choix entre la guerre et le déshonneur. Vous avez choisi le déshonneur, et vous aurez la guerre. Ce moment restera à jamais gravé dans vos cœurs,. » Cependant, le futur Premier ministre n'aurait pas prononcé cette tirade à cette occasion mais aurait écrit une formule similaire, avant les accords de Munich, dans une lettre adressée à son ami Walter Guinness le 11 septembre 1938.
En tout état de cause, Churchill est, alors, en faveur d'une alliance avec l'URSS. En effet, il estime qu'elle est nécessaire à la lutte contre l'Allemagne nazie. Il tente d'autant plus de faire avancer ce dossier qu'il connaît l'ambassadeur soviétique au Royaume-Uni, Ivan Maïski, et qu'il sait que le ministre des Affaires étrangères soviétique Maxime Litvinov pousse dans ce sens. Mais Neville Chamberlain et son ministre des Affaires étrangères s'opposent à une telle alliance, tout comme, d'ailleurs, l'État-major français qui sabote alors le traité franco-soviétique d'assistance mutuelle. Face à cette situation, Joseph Staline limoge Litvinov et nomme Molotov à sa place pour mener une politique qui conduit au pacte germano-soviétique, le 23 août 1939.
L'influence de Churchill, bien qu'il n'ait plus aucun poste officiel, s'explique par plusieurs raisons. Tout d'abord, en Angleterre, les apparences peuvent être trompeuses. William Manchester rappelle que « des décisions politiques historiques, dont certaines figurent dans The English Constitution de Walter Bagehot ont été prises par des hommes qui n'ont jamais exercé de fonctions publiques et n'ont jamais siégé au parlement ». D'autre part, Churchill a une présence imposante, il montre qu'il est là, il sait se faire entendre, voire en imposer aux autres. Enfin, il est considéré comme faisant partie de la classe dirigeante de son pays tant en raison des postes importants qu'il a tenus, que de son ascendance. Hitler a traité avec Chamberlain qu'il n'aimait pas mais qu'il trouvait malléable ; avec Churchill, les choses sont différentes. En effet, si comme W. Manchester et Walter Lippmann, on pense que « la qualité indispensable à l'exercice des fonctions suprêmes est le tempérament, et non l'intelligence », alors, Churchill et Hitler l'ont en commun : tous deux ont un fort tempérament même s'ils n'en font pas le même usage et s'ils n'ont pas les mêmes fins. Au demeurant, ils partagent d'une certaine façon ce trait de caractère avec les deux ou trois autres « Grands » de la Seconde Guerre mondiale.

### Relations avec les régimes fascistes
Si Churchill se montre toujours méfiant envers Hitler, ses relations avec les pouvoirs fascistes sont plus ambigües car dominées par des intérêts stratégiques. Le 5 septembre 1923, il écrit une lettre à sa femme dans laquelle il traite Mussolini de « salaud », après que ce dernier a fait occuper l'État libre de Fiume. Sa relation avec le Duce, qu'il rencontre pour la première fois lors d'un séjour à Rome en janvier 1927, commence en janvier 1926 avec un discours adressé à des hauts fonctionnaires du Trésor : « L'Italie est un pays prêt à faire face aux réalités de la reconstruction. Son gouvernement, dirigé avec fermeté par Signor Mussolini, ne se dérobe pas face aux conséquences logiques de la situation économique présente, et il a le courage d'imposer les remèdes financiers nécessaires si l'on veut en effet garantir et stabiliser une reprise nationale. » Churchill adopte ainsi une posture insistant davantage sur l'efficacité économique du fascisme — à un moment où les démocraties traditionnelles se montrent incapables de mettre en place des politiques économiques cohérentes — que sur son aspect autoritaire et anti-démocratique. Il fait ainsi l'éloge du Duce en le qualifiant de « plus grand législateur vivant » et dira : « Si j’avais été italien, je suis sûr alors que je vous aurais apporté un soutien total à toutes les étapes de votre combat triomphant contre les passions et les appétits bestiaux du léninisme ».
Il accorde également aux régimes fascistes d'être les meilleurs remparts contre la menace bolchévique. Au moment de la guerre civile espagnole, son opposition au communisme lui fait dire dans son discours aux Communes du 14 avril 1937 : « Je ne prétendrai pas que, si je devais choisir entre le communisme et le nazisme, je choisirais le communisme ». Il plaide alors comme les autres conservateurs la non-intervention dans ce conflit au contraire de son adversaire travailliste Clement Attlee qui prend fait et cause pour les Républicains espagnols et les brigades internationales.
La bienveillance de Churchill pour la dictature établie en 1932 par Salazar au Portugal sous le nom d'Estado Novo s'explique probablement par des raisons stratégiques, car la menace d'une emprise communiste y semblait peu probable, contrairement à l'Espagne. Churchill voit ainsi en Salazar deux atouts essentiels : son manque d'ambition extérieure sur tout ce qui ne touche pas l'État ibérique ou à ses colonies et les possessions maritimes du Portugal, notamment les Açores, qui constituaient des lieux stratégiques de premier plan et qui allaient montrer toute leur importance durant la bataille de l'Atlantique. En octobre 1943, les autorités portugaises permettent ainsi à la Grande-Bretagne de prendre appui dans les Açores. Pour Churchill, l'alliance de cette façon constituée n'est pas un accord entre le gouvernement de Sa Majesté et un régime politique fasciste quelconque mais s'inscrit dans la continuité de la vieille alliance anglo-portugaise.
L'attitude de Churchill envers Franco est en revanche guidée par d'autres considérations historiques. Le détroit de Gibraltar, vital pour la marine de commerce et de guerre anglaise, dépend alors entièrement de la bonne volonté du chef de l'État espagnol, d'où sa principale préoccupation à ce qu'il n'existât aucune forme d'alliance formelle entre l'Espagne et les puissances de l'Axe. De façon confidentielle, Churchill fait acheter avec de l'or britannique la neutralité de l'Espagne, payant plusieurs hauts fonctionnaires de l'armée qui devaient user de leur influence pour convaincre Franco et les franquistes de rester neutres dans un conflit. Il fait aussi miroiter aux officiers espagnols la possibilité de s'approprier des territoires au Maroc au détriment des Français. Ces complaisances à l'égard des dictatures militaires et régimes fascistes contredisent la célèbre phrase qu'il prononcera en 1946 : "La démocratie est le plus mauvais des systèmes à l'exception de tous les autres".

## Seconde Guerre mondiale

### Premier Lord de l'Amirauté: «Winston is back»

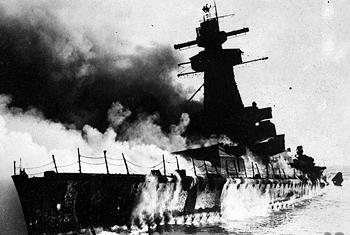
Sabordage de l'Admiral Graf Spee, bataille du Rio de la Plata.

Après le pacte germano-soviétique du 23 août 1939, les événements se précipitent. L'Allemagne envahit la Pologne le 1er septembre 1939, Churchill est alors nommé Premier Lord de l'Amirauté et membre du Cabinet de guerre, tout comme il l'avait été pendant la première partie de la Première Guerre mondiale. Le 3 septembre 1939, le Royaume-Uni déclare la guerre à l'Allemagne. La légende veut que lorsqu'il en est informé, le conseil de l'Amirauté envoie ce message à la flotte : « Winston is back ». En fait, pour François Bédarida, il n'en est rien, le biographe de Churchill Martin Gilbert n'ayant jamais trouvé trace de ce message. En revanche, il est exact que la marine accueille favorablement sa nomination. Churchill est nommé en raison de la défiance des députés et d'une partie du gouvernement envers le Premier ministre Neville Chamberlain. Ce dernier juge opportun, pour de banales questions d'équilibre politique, de faire entrer au gouvernement un député partisan d'une attitude plus résolue face à l'Allemagne nazie. Peu de temps après sa nomination, Churchill reçoit un appel téléphonique de Franklin Delano Roosevelt l'informant que l'amiral Raeder de la marine allemande l'a averti d'un complot britannique visant à couler un bateau américain l'Iroquois et d'en faire porter la responsabilité sur les Allemands. Les Britanniques vérifient que le complot n'est pas allemand (couler le bateau pour leur en faire porter la responsabilité). Finalement rien ne se passe et l'incident marque surtout le début d'un long échange épistolaire de mille six cent quatre-vingt-huit lettres entre les deux hommes. À l'Amirauté, Churchill est très occupé. En effet, durant la drôle de guerre, les seules actions notables ont lieu en mer. Comme au cours de la Première Guerre mondiale, la Royal Navy subit d'abord des pertes avant de connaître une première victoire sur le Graf Spee lors de la bataille du Rio de la Plata. À ce poste, Churchill montre qu'il sait se faire obéir et que son autorité n'est pas contestée.
Churchill préconise l'occupation préventive du port de Narvik où transite le minerai de fer de la Norvège, alors neutre, et des mines de fer de Kiruna, en Suède, vers l'Allemagne. Néanmoins, Chamberlain et une partie du Cabinet de guerre sont en désaccord sur ce qu'il convient de faire, retardant l'opération jusqu'à l'invasion allemande de la Norvège. Tout cela conduit les députés à douter de plus en plus des capacités de Chamberlain à conduire le pays en temps de guerre. Après un vote du Parlement où il ne fait pas le plein des voix escomptées et où il est très critiqué, Neville Chamberlain se résout le 8 mai 1940 à la création d'un gouvernement d'union nationale. Pourtant, si les travaillistes veulent bien d'un tel gouvernement, ils ne veulent pas de Chamberlain comme Premier ministre.

### Premier ministre d'un gouvernement de coalition

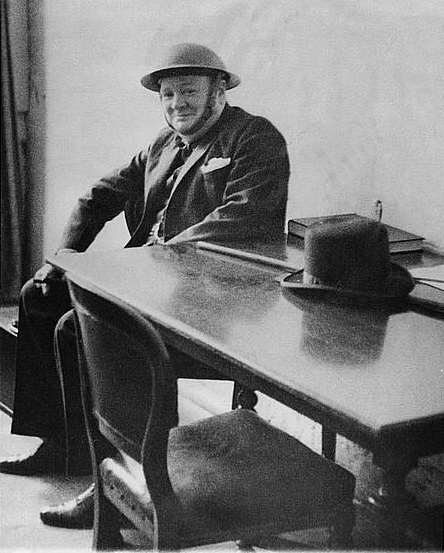
Churchill, portant un casque lors d'une alerte aérienne durant la bataille d'Angleterre en 1940.

À partir du 8 mai 1940 et de la décision de Chamberlain de créer un cabinet d'union nationale, les choses se précipitent. Les travaillistes, réunis en congrès à Bournemouth, confirment qu'ils sont prêts à participer à un gouvernement mais « sous l'autorité d'un nouveau Premier ministre ». Hugh Dalton fait ajouter cette précision car il craint que Chamberlain ne s'accroche au pouvoir. De fait, lorsque le 10 mai 1940, une attaque éclair sur les Pays-Bas et la Belgique, prélude à l'invasion allemande de la France, est déclenchée par Adolf Hitler, Chamberlain semble vouloir profiter de la situation pour se maintenir au pouvoir. Quoi qu'il en soit la décision travailliste l'oblige à aller remettre sa démission au roi et à suggérer le nom du successeur. Lord Halifax, le favori de Chamberlain, du roi George VI et des conservateurs refuse le poste de Premier ministre, parce qu'il pense ne pas pouvoir gouverner efficacement en tant que membre de la Chambre des lords, estimant qu'un Premier ministre doit siéger à la Chambre des communes. Reste donc Winston Churchill, ce qui n'enchante ni le roi ni l'establishment. Durant cette période, Churchill prend la décision d’interner tous les « étrangers d'origine italienne, allemande et autrichienne, les séparant en trois catégories : A, B et C, C étant considéré comme étrangers amis, tandis que A et B étaient considéré comme étrangers ennemis et devaient être internés,.
Le News Chronicle faisant état d'un sondage d'opinion montre que les partisans de Churchill se trouvent alors parmi « les membres des groupes de revenus inférieurs, les personnes de vingt-et-un ans à trente ans ». Lorsqu'il se présente au Parlement, Churchill est moins applaudi que son prédécesseur Chamberlain, qui d'ailleurs reste à la tête du parti. Cette tiédeur envers Churchill tiendrait au fait que l'establishment anglais voit en Adolf Hitler « le produit de forces sociales et historiques complexes », quand Churchill , « homme convaincu que les individus sont responsables de leurs actes », le perçoit comme représentant les forces du Mal et voit le conflit comme un combat manichéen.
Churchill forme alors un gouvernement, rassemblant le Cabinet de guerre et les ministres, responsables des décisions stratégiques. Ce Cabinet de guerre se compose, en sus de Churchill, de deux conservateurs : Neville Chamberlain et Lord Halifax, et de deux travaillistes : Clement Attlee, et Arthur Greenwood. Le gouvernement lui-même est composé à la fois des membres éminents des partis conservateur et travailliste et, dans une moindre mesure, de libéraux et indépendants. Parmi les ministres, on peut citer les noms de Duff Cooper (un conservateur critique) à l'Information, d'Anthony Eden à la Guerre puis aux Affaires étrangères, d'Archibald Sinclair, un libéral, à l'Air, d'Ernest Bevin (syndicaliste) au secrétariat d'État à l'Emploi, d'Herbert Morrison aux approvisionnements puis à l'Intérieur, de Hugh Dalton (travailliste) à l'Économie de guerre ; A.V. Alexander (travailliste) étant Premier Lord de l'Amirauté. Les Finances sont d'abord confiées à Kingsley Wood puis à John Anderson, deux conservateurs. Toutefois, concernant les problèmes économiques, les techniciens, parmi lesquels John Maynard Keynes, disposent d'une large autonomie. En février 1942 intervient un remaniement : Clement Attlee devient vice-Premier ministre, Oliver Lyttelton remplace Lord Beaverbrook, à la Production, Lord Cranborne est secrétaire d'État des colonies, et James Grigg, un technocrate, remplace David Margesson au ministère de la Guerre.
Churchill, quand il est nommé Premier ministre, a près de soixante-cinq ans. S'il est le doyen de ses grands homologues Franklin Delano Roosevelt et Joseph Staline, c'est malgré tout à lui qu'il reste le plus d'années à vivre. Pourtant, il est doté d'une santé relativement fragile : il fait une légère crise cardiaque en décembre 1941 à la Maison-Blanche, et contracte une pneumonie en décembre 1943. Cela ne l'empêche pas de parcourir plus de 160 000 km tout au long de la guerre, notamment à l'occasion de rencontres avec les autres dirigeants. Pour des raisons de sécurité, il voyage habituellement en utilisant le pseudonyme de « colonel Warden ».
À la suite de la crise économique que subit la Grande-Bretagne en 1929 et de l'avancée fulgurante des conquêtes de l'Allemagne au sein de l'Europe début mai 1940, l'Angleterre se retrouve face à un dilemme : « ouvrir les canaux menant à une paix négociée avec Hitler ou continuer le combat ». Ce dilemme montre donc deux possibilités pour la suite concernant la situation de guerre de l'Angleterre. Le cabinet de guerre se retrouve avec des états d'esprits divergents, d'un côté les idées de Churchill voulant absolument garder l'indépendance de la Grande-Bretagne en continuant le combat, confrontées au point de vue de conservateurs soutenant Lord Halifax, qui souhaite pour sa part une négociation pacifique avec pour but de gagner du temps avant tout. Malgré une approche différente, les deux acteurs ont le même objectif : préserver l'indépendance de la Grande-Bretagne.

### «Du sang et des larmes»: la Seconde Guerre mondiale

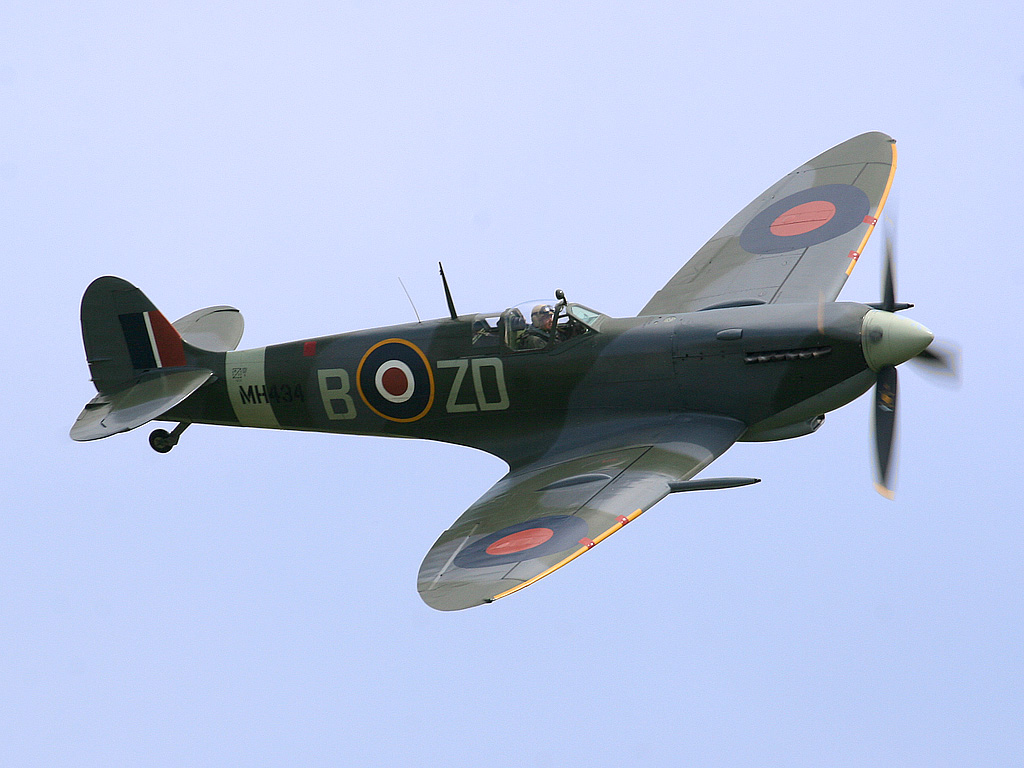
Supermarine Spitfire LF Mk IX, un avion clé de la bataille d'Angleterre.

Dans son discours du 13 mai 1940, Winston Churchill déclare :

« J'aimerais dire à la Chambre, comme je l'ai dit à ceux qui ont rejoint ce gouvernement : je n'ai à offrir que du sang, du labeur, des larmes et de la sueur. Vous me demandez, quelle est notre politique ? Je vous dirai : c'est faire la guerre sur mer, sur terre et dans les airs, de toute notre puissance et de toutes les forces que Dieu pourra nous donner. »

Si les discours de Churchill contribuent à galvaniser les Britanniques, il n'en demeure pas moins que les députés conservateurs sont des plus réservés quand il prononce celui-ci, le 13 mai 1940. Geoffrey Dawson le qualifie de « bon petit discours martial ». Pourtant, dix jours plus tard, la première décision d'envergure de Churchill n'en est pas moins d'ordonner à Lord Gort, chef du Corps expéditionnaire britannique, d'abandonner ses positions en pleine bataille de la Lys et de se retirer vers Dunkerque, laissant au flanc droit de l'Armée belge un trou béant ce qui entraîne directement la décision de Léopold III de capituler et prive les Alliés de 9 divisions.
Le 23 mai 1940, la majorité des troupes anglaises se trouvent piégées à Dunkerque par les Allemands, dont les chars approchent à grande vitesse. Cependant, un événement inattendu survient : Hitler ordonne l'arrêt de la progression vers Dunkerque, une décision qualifiée par la suite d'erreur militaire. Cet évènement, qualifié de « miracle de Dunkerque », facilite alors la décision de la Grande-Bretagne. Le scénario de continuer la guerre, comme le propose Churchill, semble alors le plus convaincant. Le 28 mai, 17 000 hommes sont évacués et dans les jours qui suivent, les effectifs se montent à 50 000 hommes par jour. L'évacuation de Dunkerque durera jusqu'au 4 juin. Ce jour-là, Churchill parle de ce miracle de délivrance dans son discours. « Nous combattrons sur les plages, nous combattrons dans les champs et dans les rues, nous combattrons dans les collines, jamais nous ne nous rendrons… »
Le 28 mai, la Belgique capitule ; le 10 juin, la Norvège le fait à son tour. Churchill quant à lui, fait face à un dilemme : résister aux Allemands ou se retirer en signant l'armistice, sachant que Hitler ne le respecterait certainement pas. La rapidité de la progression allemande est imprévue et l'inquiétude monte en Angleterre, alors qu'en France la bataille semble déjà perdue. Churchill tente alors à tout prix de faire en sorte que l'allié français continue le combat. Le 15 juin 1940, Paul Reynaud confirme que la France est balayée. Annoncé par le nouveau chef du gouvernement, Philippe Pétain, le 17 juin, l'armistice est signé par la France le 22 juin 1940. Néanmoins, le Premier ministre britannique relativise et imagine un scénario optimiste, dans lequel son pays tiendra le coup et où l'Amérique viendra s'allier à lui, dans le but de remotiver ses troupes. Il refuse d'étudier l'éventualité d'un armistice avec le Troisième Reich. En effet, pour lui, la possibilité de négocier avec Hitler n'était pas envisageable. Selon Churchill, la meilleure solution est que la Grande-Bretagne continue de se battre, quand bien même elle serait seule à tenir tête au Troisième Reich pendant un certain temps, en attendant une évolution de la situation, et, comme lors de la Première Guerre mondiale, l'entrée en guerre des États-Unis. Son usage de la rhétorique affermit l'opinion publique contre un règlement pacifique, et prépare les Britanniques à une longue guerre. Il remanie alors légèrement son gouvernement. Les tensions entre Halifax et Churchill étaient toujours présentes : le premier, contrairement au second, soutient toujours l'idée d'une possibilité de négocier sans nuire à l'indépendance de la Grande-Bretagne. Certes, si la seule solution était de combattre, Halifax ne s'opposerait pas. Mais il reste convaincu qu'une autre solution, bien moins risquée, pourrait être mise en place. Churchill rejette une nouvelle fois l'idée de toute négociation, gardant en tête la perte d'indépendance et de puissance du Royaume-Uni qu'une telle décision aurait entraînée. Il crée alors un ministère de la Défense dont il prend la direction. Il nomme également son ami, l'industriel et baron de la presse Lord Beaverbrook, responsable de la production (notamment des avions qui vont être indispensables à la défense). Celui-ci met toute son énergie à accélérer la production et à favoriser la conception de nouveaux avions.

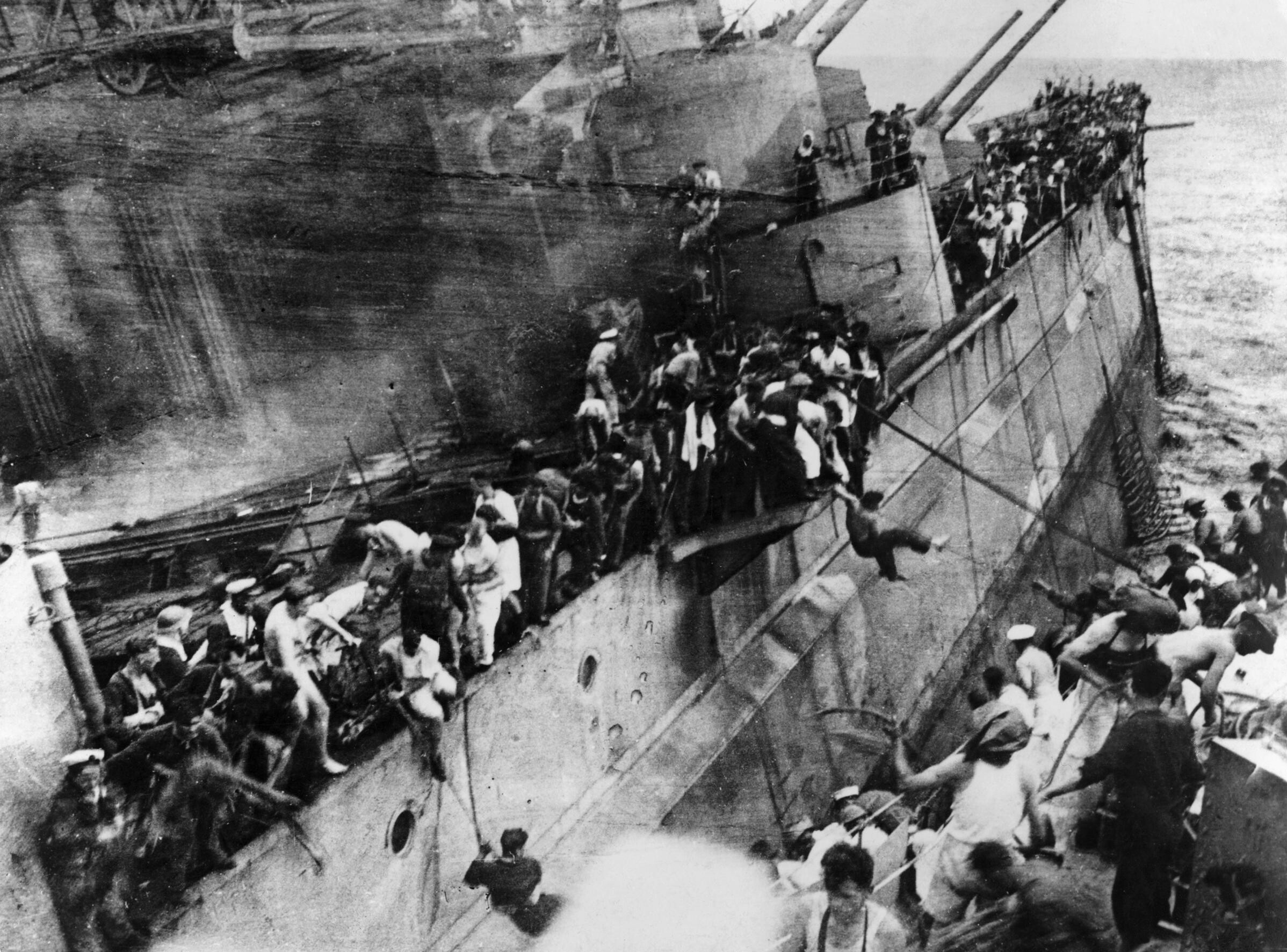
Les marins du Prince of Wales évacuent leur navire en perdition au large de la Malaisie le 10 décembre 1941.

Churchill déclare dans son discours This was their finest hour à la Chambre des communes le 18 juin 1940 : « Je pense que la bataille d'Angleterre va bientôt commencer ». De fait, elle commence en juillet 1940, et comporte plusieurs phases. Dans un premier temps, les Allemands tentent de conquérir la supériorité aérienne pour pouvoir débarquer. Il s'agit essentiellement d'une guerre des airs destinée à s'assurer la maîtrise de l'espace aérien du Royaume-Uni. De cette maîtrise dépend la possibilité ou non pour les Allemands de débarquer en Angleterre. S'agissant d'une guerre menée par quelques milliers d'aviateurs, Churchill déclare : « Jamais dans l'histoire des conflits humains un si grand nombre d'hommes n'a dû autant à un si petit nombre ». Cette phrase est à l'origine du surnom The Few pour les pilotes de chasse alliés. À partir du 7 septembre 1940, à travers le Blitz, c'est-à-dire des bombardements massifs de villes, comme celui de Coventry, l'aviation allemande, qui a renoncé à obtenir la supériorité aérienne au-dessus de l'Angleterre, tente d'ébranler la volonté de résistance britannique.
En mer, à partir de la mi-1940, commence la seconde bataille de l'Atlantique menée par les sous-marins de l'amiral Karl Dönitz. Il s'agit d'attaquer en meute les navires civils pour empêcher le ravitaillement de l'Angleterre. Avec l'occupation de la France, les sous-marins agissent à partir de bases situées en France, notamment à Bordeaux, à Brest, à La Rochelle, à Lorient ainsi qu'à Saint-Nazaire. En mars 1941, Churchill rédige la Battle of Atlantic Directive pour organiser et pour donner une nouvelle impulsion aux forces britanniques engagées dans la bataille.
Dès l'été 1940, Churchill veut protéger les lignes de communication britanniques vers les Indes et l'Asie et envoie en renfort des hommes et des blindés au Moyen-Orient. En mer a lieu la bataille du cap Matapan qui voit la marine britannique vaincre la marine italienne. Dans les Balkans, les Britanniques doivent accepter la prise de la Grèce par les Allemands et évacuer la Crète vers le milieu de 1941. Sur le continent africain, en décembre 1940, les Britanniques lancent une offensive terrestre sur Tobrouk et Benghazi, en Cyrénaïque alors sous contrôle de l'Italie. Pour aider les Italiens en difficulté, Hitler doit envoyer en février 1941 un corps expéditionnaire, l'Afrikakorps, commandé par Erwin Rommel. Celui-ci inflige des défaites aux Britanniques jusqu'à ce que la situation s'inverse à partir de la bataille de Bir Hakeim en juin 1942, puis lors de la seconde bataille d'El Alamein, où Churchill dit dans un autre de ses discours de guerre mémorables : « Maintenant ce n'est pas la fin. Ce n'est même pas le commencement de la fin. Mais c'est, peut-être, la fin du commencement ». Néanmoins, à cette époque Churchill et l'Angleterre ne sont plus seuls, l'URSS de Staline ayant été entrainée dans la guerre le 22 juin 1941 par une attaque allemande (opération Barbarossa) et les États-Unis le 7 décembre 1941 par l'attaque japonaise sur Pearl Harbor. En Europe, la patience britannique a porté ses fruits.
En Asie, en revanche, à la fin de l'année 1941, l'entrée en guerre du Japon a causé de graves problèmes aux Britanniques. En effet, dès le 10 décembre 1941, Churchill enregistre la perte de deux cuirassés, le HMS Prince of Wales et le HMS Repulse, ce qui rend inopérante la stratégie de Singapour. Les Japonais attaquent qui plus est les possessions britanniques en Birmanie, en Malaisie, à Hong Kong et à Singapour. Les forces britanniques subissent de sérieux revers, ne parvenant alors qu'à se maintenir difficilement en Birmanie. La chute de Singapour le 15 février 1942 et l'occupation qui s'ensuivit fut ainsi décrite par Winston Churchill comme « le pire désastre et la capitulation la plus importante de l'histoire britannique », ouvrant la route à une invasion de l'Inde ou de l'Australie.
Lorsqu'au soir du 7 décembre 1941, on apprend aux Chequers Court, la résidence de villégiature du Premier ministre, que la base navale de Pearl Harbor a été attaquée par la 1re flotte aérienne, le funeste Kidō Butai, de la Marine impériale japonaise, Churchill appelle aussitôt au téléphone le président américain Franklin D. Roosevelt, qui lui confirme la nouvelle ; le président termine sa conversation transatlantique avec le Premier ministre par cette constatation : « Nous voilà dans le même bateau ! » Ce ne sera pas une croisière d'agrément, mais le vieux bouledogue de Downing Street est d'ores et déjà ravi.
À partir de décembre 1941, s'est imposée une question cruciale : quelle stratégie une alliance anglo-américaine devait-elle adopter ? Si les deux partenaires se sont mis vite d'accord sur la priorité à accorder à l'Europe plutôt qu'au Pacifique (c'est le mot d'ordre L'Allemagne d'abord, selon lequel les Allemands sont l'ennemi principal, et leur défaite la clef de la victoire), les divergences n'ont pas manqué de se produire. Pendant trois ans a fait rage un débat transatlantique parsemé de discordes et de mésintelligence, rendant indispensable la tenue de rencontres périodiques entre Churchill et Roosevelt, la première ayant lieu entre décembre 1941 et janvier 1942, à la Maison-Blanche (conférence Arcadia).

### Stratège

#### Décisions stratégiques

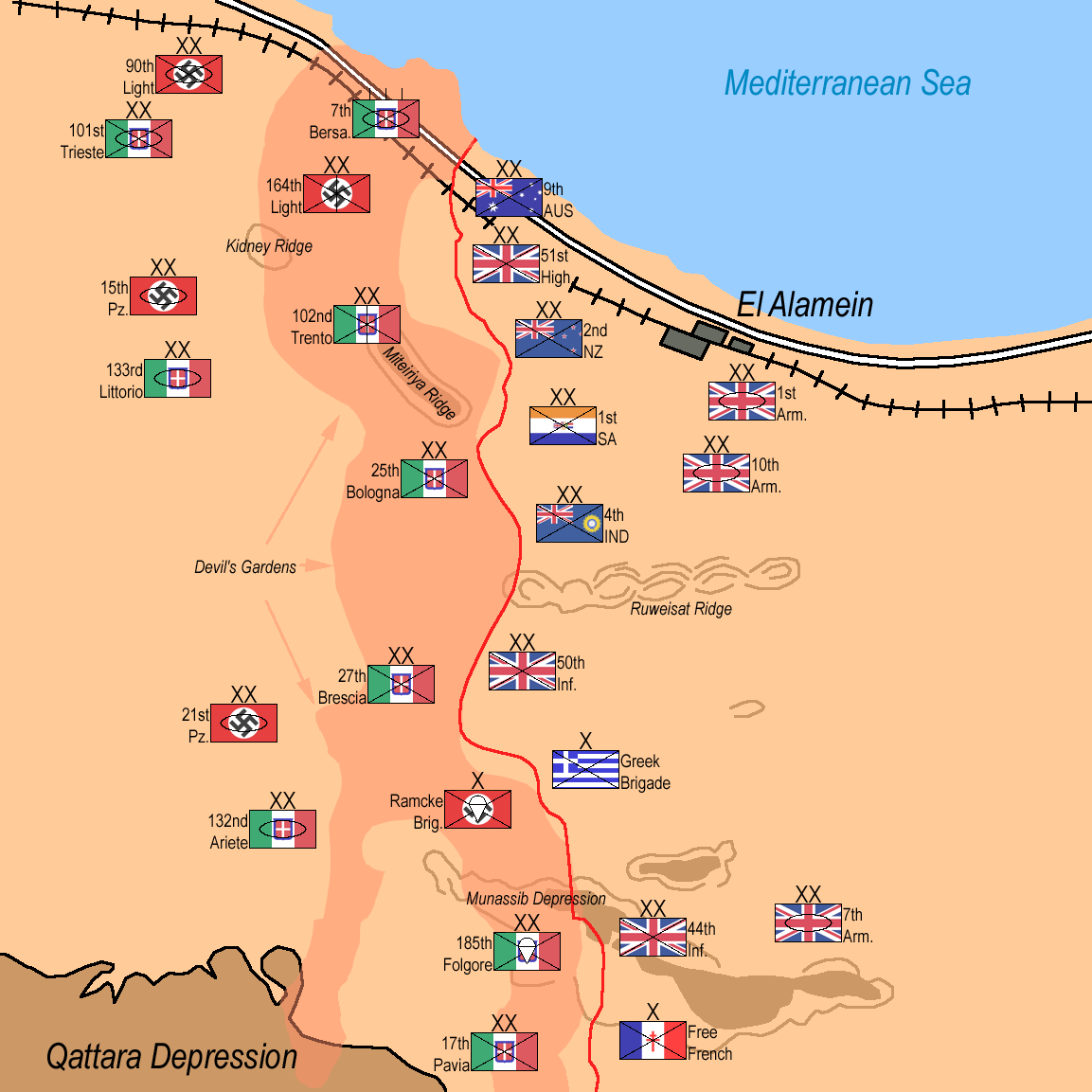
Disposition des forces, à la seconde bataille d'El Alamein, une victoire des Alliés, le 23 novembre 1942.

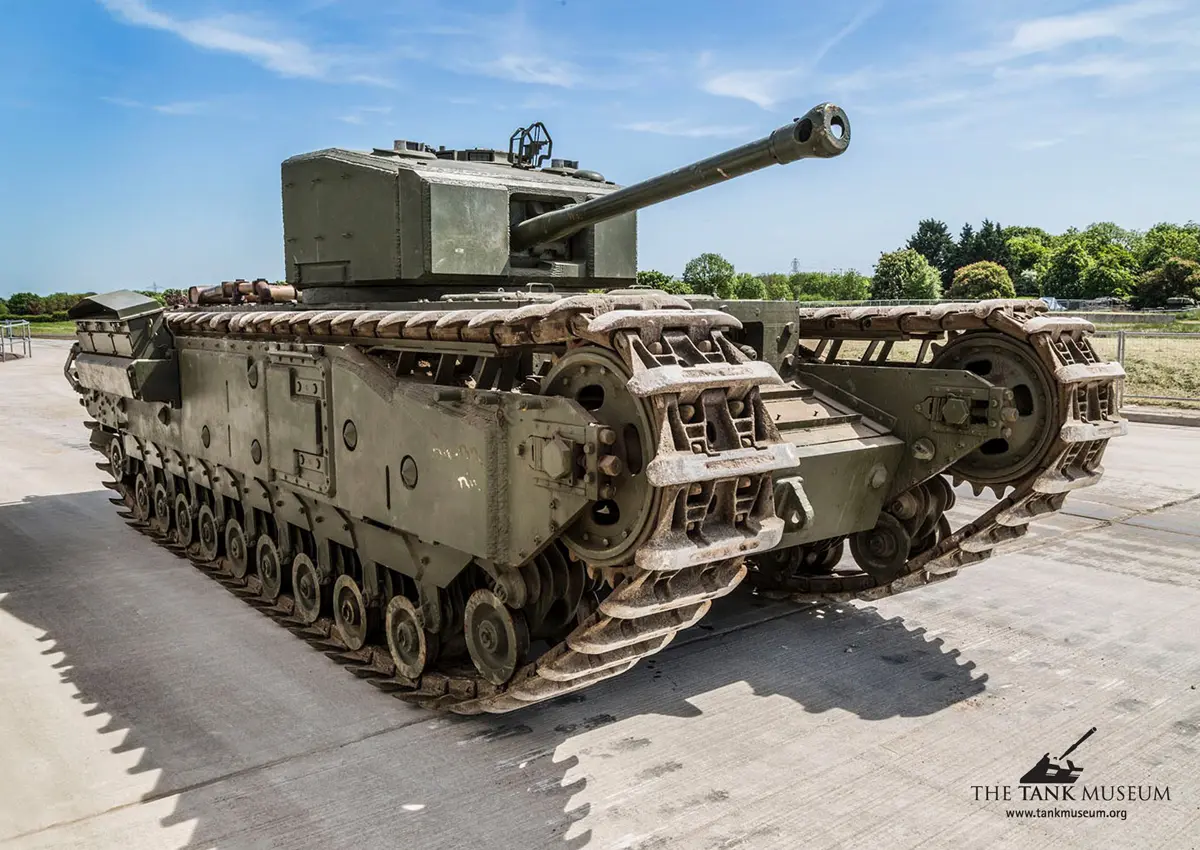
Tank lourd Churchill (nommé ainsi en l'honneur de Winston Churchill), utilisé par l'armée britannique et l'Armée Rouge (prêt bail) de 1942 à la fin de la Guerre et sur tous les fronts, de l'Afrique du Nord à Leningrad, en passant par Dieppe et la Normandie. Il servit de base à de nombreux "funnies tanks" du général Percy Hobart (parmi lesquels on retrouve le "Crocodile", un tank lance-flamme).

En 1940, Churchill est certainement le dirigeant britannique ayant la plus vaste expérience dans le domaine de la stratégie, tant par sa participation aux gouvernements durant la Première Guerre mondiale que par les réflexions élaborées lors de l'écriture des six volumes de The World Crisis. Il y écrit : « la manœuvre qui aboutit à introduire un nouvel allié à vos côtés est aussi fructueuse qu'une victoire sur le champ de bataille », une phrase que sa femme Clementine eût aimé qu'il la mît en pratique dans la vie politique, où, à son sens, il est surtout doué pour transformer des alliés potentiels en ennemis résolus. Les points forts de Churchill sont de bien saisir les enjeux essentiels et sa capacité à prendre des décisions à haut risque. Il est aussi très inventif et imaginatif. Pourtant, il s'agit ici aussi bien d'un point fort que d'un point faible, comme l'aurait dit en effet Franklin Delano Roosevelt : « Winston a cent idées par jour, dont trois ou quatre sont bonnes ». De fait, il élabore parfois des plans chimériques et ses collaborateurs doivent déployer beaucoup d'énergie pour l'empêcher de les mettre en œuvre.
De plus, il se mêle de tout ; le Chief of the Imperial General Staff, Alan Brooke, dit de lui qu'il veut « coller ses doigts dans chaque gâteau avant qu'il ne soit cuit ». Son volontarisme confine au dirigisme par le biais des centaines de notes qu'il dicte au comité des chefs d'état-major et aux ministères, depuis son bureau, sa voiture, son train, son lit, et même sa baignoire. Incitatrices, inquisitrices ou comminatoires, ces directives sont associées à de petites étiquettes rouges avec la mention « ACTION THIS DAY », et en général, sont suivies de la missive suivante : « Veuillez me faire savoir en quoi la situation s'est améliorée depuis mes instructions d'hier ».

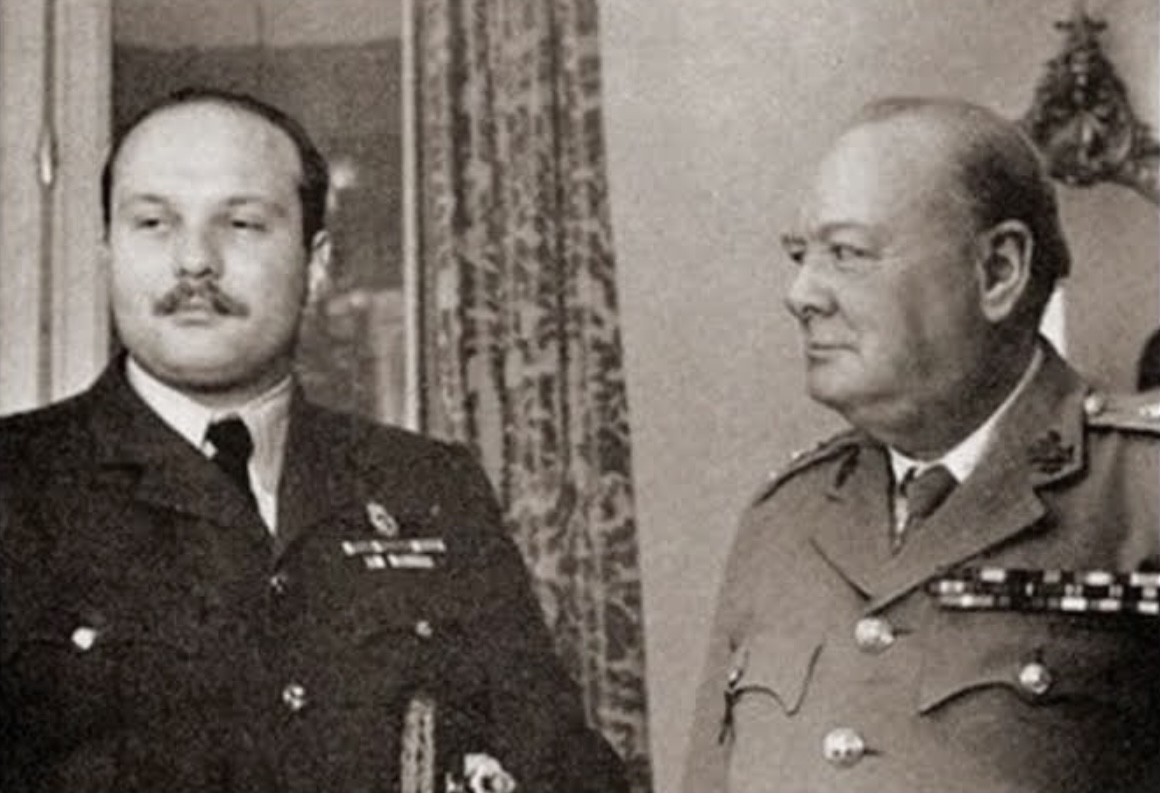
Farouk et Churchill au Caire, 1942

Roosevelt et Churchill à la conférence de Casablanca.

Lorsque les États-Unis entrent en guerre fin 1941, les discussions stratégiques entre les deux grands alliés du camp occidental sont vives. Churchill est peu intéressé par l'océan Pacifique et sa région. Après l'attaque du Prince of Wales et du Repulse le 10 décembre, il fut critiqué pour avoir montré « son ignorance considérable » et sa « croyance exagérée dans le pouvoir du cuirassé » avec « une tendance à interférer dans les affaires navales ». Lorsque le 15 février 1942, la garnison défendant Singapour se rendit sans condition au général Tomoyuki Yamashita, Churchill s'adressa le jour même au peuple Britannique pour annoncer l'une des plus grandes et honteuses défaites de l'Empire Britannique en Extrême-Orient tout en exhortant à continuer la lutte contre l'ennemi japonais. Le premier Lord de l'Amirauté a pleinement reconnu sa responsabilité dans l'absence de fortification qui aurait pu empêcher la chute de Singapour, notamment parce qu'il pensait qu'une telle chose ne pouvait pas arriver.
En Europe, il est favorable à une stratégie indirecte, dite parfois « stratégie périphérique », d'affaiblissement de l'Allemagne, appuyée sur un emploi de la force navale. Face à cela, les États-Unis ont une approche d'attaque plus directe, et se méfient du point de vue de Churchill, qu'ils soupçonnent d'être dicté par des intérêts impériaux. Au départ, Churchill gagne et fait approuver une opération de débarquement en Afrique du Nord : l'opération Torch. Ce débarquement se situe à une période clé. En effet, jusqu'à la mi-1942, les Alliés ne cessent d'accumuler les défaites : chute de Singapour le 15 février 1942, de Rangoon le 8 mars, puis de Tobrouk le 21 juin. En revanche, après la bataille de Bir Hakeim puis la seconde bataille d'El Alamein fin 1942, les choses changent et les victoires se succèdent. Sur le front de l'Est, les Russes s'apprêtent à remporter la victoire à Stalingrad. C'est à cette occasion que Winston Churchill prononça ces mots célèbres : « Maintenant ce n'est pas la fin. Ce n'est même pas le commencement de la fin. Mais c'est, peut-être, la fin du commencement ». En janvier 1943, à la conférence de Casablanca, Churchill continue à faire prévaloir son option et se réjouit de la décision d'effectuer un débarquement en Sicile : c'est l'opération Husky. Alors que le général Eisenhower recherche un juste équilibre des forces alliées entre les armées engagées dans la conquête de l'Italie et celles devant participer à l'opération Overlord, Churchill préconise vainement de prélever des troupes pour une intervention à Rhodes. Il est en effet persuadé, à tort, qu'une telle intervention pourrait faire basculer la Turquie alors neutre, dans le camp des alliés. Concernant l'approche directe centrée sur l'opération Overlord, l'échec du raid de Dieppe en août 1942 en a montré les dangers. Néanmoins il s'y rallie et à partir de 1944, la stratégie américaine prévaut. Néanmoins lorsque les Alliés organisent un débarquement en Provence, Churchill eût préféré que l'armée alliée stationnée en Italie marchât sur Vienne et Berlin, y devançant les Soviétiques.

#### Campagne de bombardement controversée

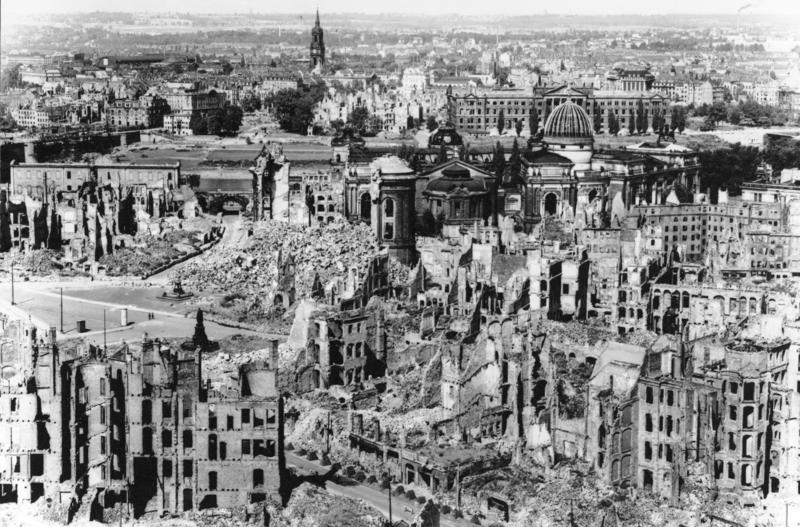
Centre de Dresde après le bombardement de février 1945.

En 1942, les Alliés optent pour un bombardement stratégique de l'Allemagne. La première opération entérinant cette nouvelle méthode a lieu le 30 mai 1942, en effectuant le bombardement de Cologne par environ mille avions alliés. Churchill doute rapidement de cette stratégie très coûteuse pour l'Angleterre (qui a perdu près de 56 000 pilotes et membres d'équipage en trois ans). Le bombardement de la ville de Dresde par les Britanniques et les Américains, entre le 13 février et le 15 février 1945, entraîne également une polémique, et renforce les doutes du premier ministre. Plusieurs raisons à cela : il s'agit d'une ville avec un passé culturel important qui a été réduite en cendres par le bombardement incendiaire et le nombre de victimes civiles très élevé alors que la fin de la guerre est proche et que la cité, bondée d'Allemands blessés comme de réfugiés, ne présente aucun intérêt stratégique. Cette action reste celle des Alliés la plus controversée sur le front occidental. Churchill déclare après le bombardement, dans un télégramme top secret : « Il me semble que le moment est venu où la question du bombardement intensif des villes allemandes devrait être examinée du point de vue de nos intérêts propres. Si nous prenons le contrôle d'un pays en ruines, il y aura une grande pénurie de logements pour nous et nos alliés… Nous devons veiller à ce que nos attaques ne nous nuisent pas, sur le long terme, plus à nous-mêmes que ce qu'elles nuisent à l'effort de guerre de l'ennemi, ».
Malgré tout, la responsabilité de la partie britannique de l'attaque incombe à Churchill, et c'est pour cette raison qu'il est critiqué après guerre pour avoir permis les bombardements. L'historien allemand Jörg Friedrich affirme que « [sa] décision de bombarder une région d'une Allemagne sinistrée entre janvier et mai 1945 était un crime de guerre » ; le philosophe Anthony Grayling, dans des écrits de 2006, remet même en question l'ensemble de la campagne de bombardement stratégique par la RAF, en exposant comme argument que bien que n'étant pas un crime de guerre, il s'agissait d'un crime moral et nuisible à l'affirmation selon laquelle les Alliés ont mené une guerre juste. L'historien britannique Frederick Taylor affirme toutefois que la participation de Churchill dans la décision du bombardement de Dresde est fondée sur les orientations stratégiques et les aspects tactiques pour gagner la guerre. La destruction de Dresde, qui fut immense, avait été décidée dans le but d'accélérer la défaite de l'Allemagne. « Toutes les parties ont bombardé les villes des autres pendant la guerre. Un demi-million de citoyens soviétiques, par exemple, décèdent des suites de bombardements allemands pendant l'invasion et l'occupation de la Russie. C'est à peu près équivalent au nombre de citoyens allemands qui décèdent des suites de raids des forces alliées. Mais la campagne de bombardement des Alliés est rattachée aux opérations militaires et cesse dès que les opérations militaires ont cessé ».

### Guerre de l'ombre

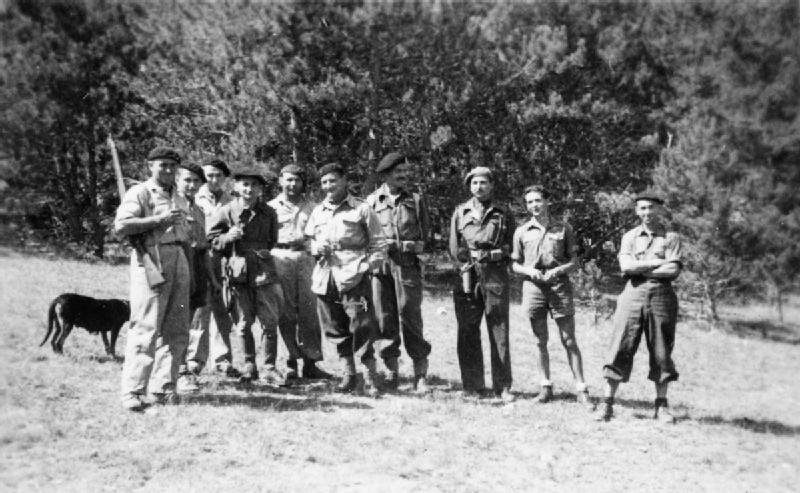
Maquis en Savoie. Les troisième et quatrième hommes en partant de la droite sont des membres du SOE.

Churchill, dès son premier passage en tant que premier Lord de l'Amirauté, s'est intéressé aux problèmes de décryptage, en favorisant notamment la création d'un service, la Room 40, chargé du décryptage des chiffres et codes ennemis. À peine revenu aux affaires, il crée à Bletchley Park un centre, le Government Code and Cypher School, chargé de casser les codes ennemis et qui emploie de très nombreux scientifiques, souvent étudiants ou enseignants des universités de Cambridge et d'Oxford. C'est ce service, grâce notamment à Alan Turing, qui poursuit le travail de décryptage d'Enigma amorcé par le Biuro Szyfrów polonais. Ces moyens de décodage lui sont d'une grande utilité tout au long de la guerre, notamment lors de la bataille de l'Atlantique, ainsi que lors du débarquement de Normandie. D'une façon générale, Churchill s'est toujours intéressé au renseignement et, dès 1909, a soutenu la création par le gouvernement Asquith, auquel il appartenait, du MI5 et du MI6.
En sus des services traditionnels évoqués précédemment, Churchill crée le MI9, chargé de récupérer les militaires ou les résistants tombés derrière les lignes ennemies. En lien avec sa stratégie indirecte d'affaiblissement de l'ennemi, il crée aussi le Special Operations Executive ou SOE, rattaché au ministère de l'Économie de guerre dirigé par Hugh Dalton, un travailliste, ancien de la London School of Economics. Le SOE est présent dans tous les pays européens, où il apporte un soutien logistique et organisationnel à la Résistance. En France, il coopère avec de nombreux groupes de résistance, grâce à la formation d'une centaine de réseaux chargés du recrutement et de l'entraînement, de la fourniture d'armes, des sabotages et de la préparation de la guérilla de libération. Par son unité dénommée Force 136, le SOE est également présent en Asie. Concernant la Yougoslavie, la direction du SOE du Caire, qui traite ces dossiers, est infiltrée d'après François Kersaudy par les communistes, dont le plus notable est James Klugmann.
Sont également créées à cette époque des troupes de forces spéciales comme le Special Air Service et le Combined Operations qui mène plusieurs actions commandos, dont l'opération Chariot à Saint-Nazaire dans le cadre de la traque du cuirassé Tirpitz. Enfin, pour compléter la palette de moyens disponibles, Churchill crée le Political Warfare Executive, chargé de la propagande. Ce service dépend autant du Foreign Office (ministère des Affaires Étrangères) que du ministère de l'Information.

### Principaux alliés et le cas italien

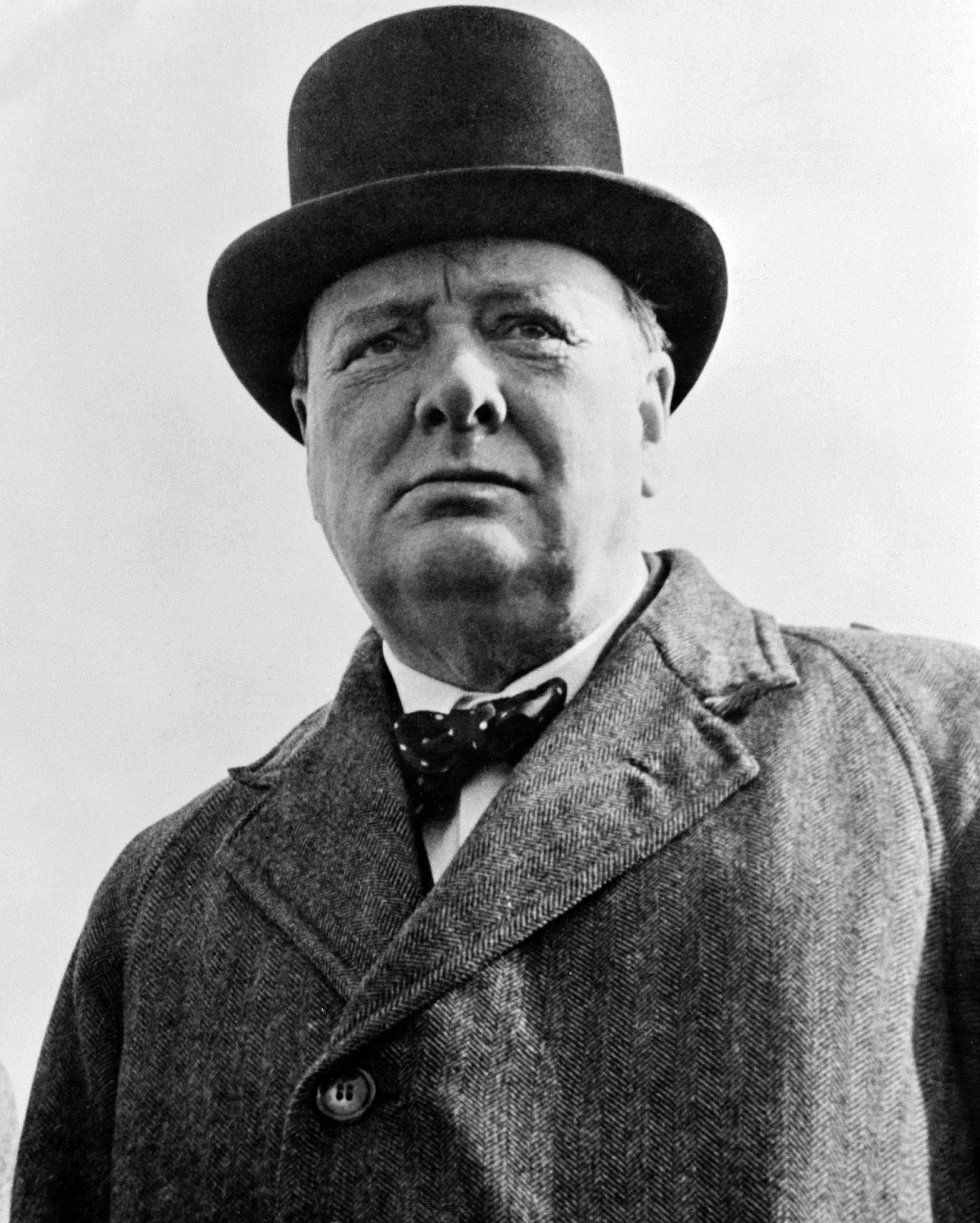
Winston Churchill en 1942.

Churchill, en pensant à l'entente que son ancêtre le duc de Malborough avait constitué contre Louis XIV, appelle « Grande Alliance » la coalition composée de l'Angleterre, des États-Unis et de l'URSS.

#### Relations avec l'Italie
Une négociation directe avec Hitler n'était pas envisageable, dû à des contraintes trop lourdes pour l'Angleterre telles que leur perte d'indépendance ou l'instauration d'un gouvernement totalitaire. Le Royaume-Uni et la France se sont donc retournées logiquement au début de la guerre vers Mussolini, ami et allié d'Hitler, afin d'obtenir un accord nécessitant moins de concessions et pour « éviter un élargissement du conflit et la ruine de l'Europe » en espérant que l'Italie serait contre une « Europe entièrement dominée par une Allemagne victorieuse ». Édouard Daladier, le ministre français de la défense, propose d'acheter Mussolini en se penchant sur ses revendications, et en assurant à l'Italie un siège à la conférence de paix prévue. Pour atteindre Mussolini, les Britanniques envisagent de faire appel aux États-Unis, ceux-ci étant plus puissants qu'eux, afin de jouer le rôle d'intermédiaire. Le 16 mai, Chamberlain note dans son journal qu'en cas d'un effondrement des Français, leur seule chance d'éviter la destruction est Roosevelt.
Churchill souhaite également l'aide des États-Unis, pas pour négocier un armistice mais pour renforcer leur position dans le combat. Il doute du fait que Mussolini soit prêt à négocier en acceptant les conditions imposées par la Grande-Bretagne mais aussi que celui-ci soit digne de confiance. Il n'est pas prêt à demander explicitement de l'aide à Roosevelt en tant qu'intermédiaire avec l'Italie dans ses lettres, et ne l'informe pas de « la fâcheuse posture qui serait celle de la Grande-Bretagne en cas de chute de la France ». Il a peur que les États-Unis jugent leur cas de désespéré et de cause perdue, alors que continuer la résistance montrerait une image honorable de l'Angleterre et forcerait les États-Unis à les aider par leur propre volonté.

#### Relations avec les États-Unis

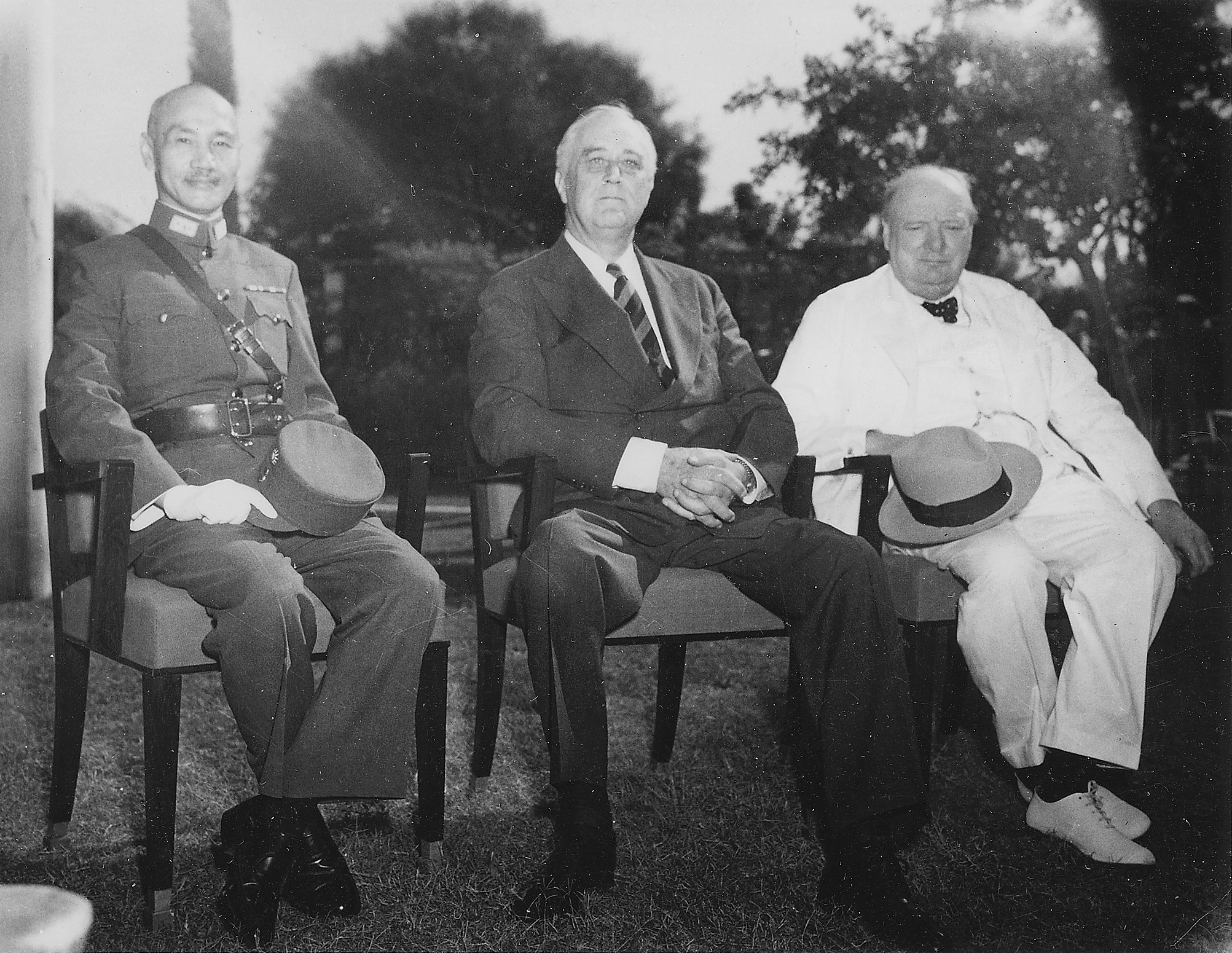
Avec Tchang Kaï-chek et Roosevelt à la conférence du Caire de 1943.

Alors que son prédécesseur Chamberlain avait négligé d'intéresser les États-Unis à la cause des Alliés, Churchill s'y emploie dès l'été 1940, et même dix mois plus tôt. Diplomate, il réussit à convaincre les États-Unis, alors neutres dans le conflit, et encore isolationnistes : « Aucun amant, dira-t-il, ne s'est jamais penché avec autant d'attention sur les caprices de sa maîtresse que je ne l'ai fait moi-même sur ceux de Franklin Roosevelt ». Les bonnes relations que Churchill entretient avec ce dernier facilitent l'obtention par la Grande-Bretagne du ravitaillement dont elle a besoin (nourriture, pétrole et munitions) par les routes maritimes de l'Atlantique nord. Aussi, il est soulagé lorsque le président américain est réélu en 1940. Roosevelt met immédiatement en œuvre une nouvelle méthode pour la fourniture et le transport du matériel militaire vers la Grande-Bretagne, sans la nécessité d'un paiement immédiat : le prêt-bail. Après l'attaque de Pearl Harbor, la première pensée qu'a Churchill, prévoyant l'entrée en guerre des États-Unis est : « Nous avons gagné la guerre ».
Churchill plaide tant pour l'idée de special relationship pour caractériser la relation entre les deux pays qu'elle devient un lieu commun, même si en réalité les choses sont plus complexes, les deux pays ayant par exemple des visions divergentes sur la décolonisation. Churchill, qui écrit plus tard un livre intitulé A History of the English-Speaking Peoples, est également très sensible à l'idée d'une communauté constituée par ceux qui parlent la même langue. Plus généralement, il est l'un de ceux qui travaillent le plus à l'adoption de la notion d'Occident, entendu comme « foyer de la liberté et de la démocratie investi de la mission sacrée de lutter contre la tyrannie ». C'est dans cette optique qu'il dresse les grands axes de la charte de l'Atlantique, adoptée lors d'une rencontre avec Roosevelt au large de Terre-Neuve le 12 août 1941, c'est-à-dire avant l'entrée en guerre des États-Unis. La rencontre débute par un office religieux dont Churchill a choisi les chants, dont le Onward, Christians Soldiers.

#### Relations avec l'Union soviétique et la Pologne

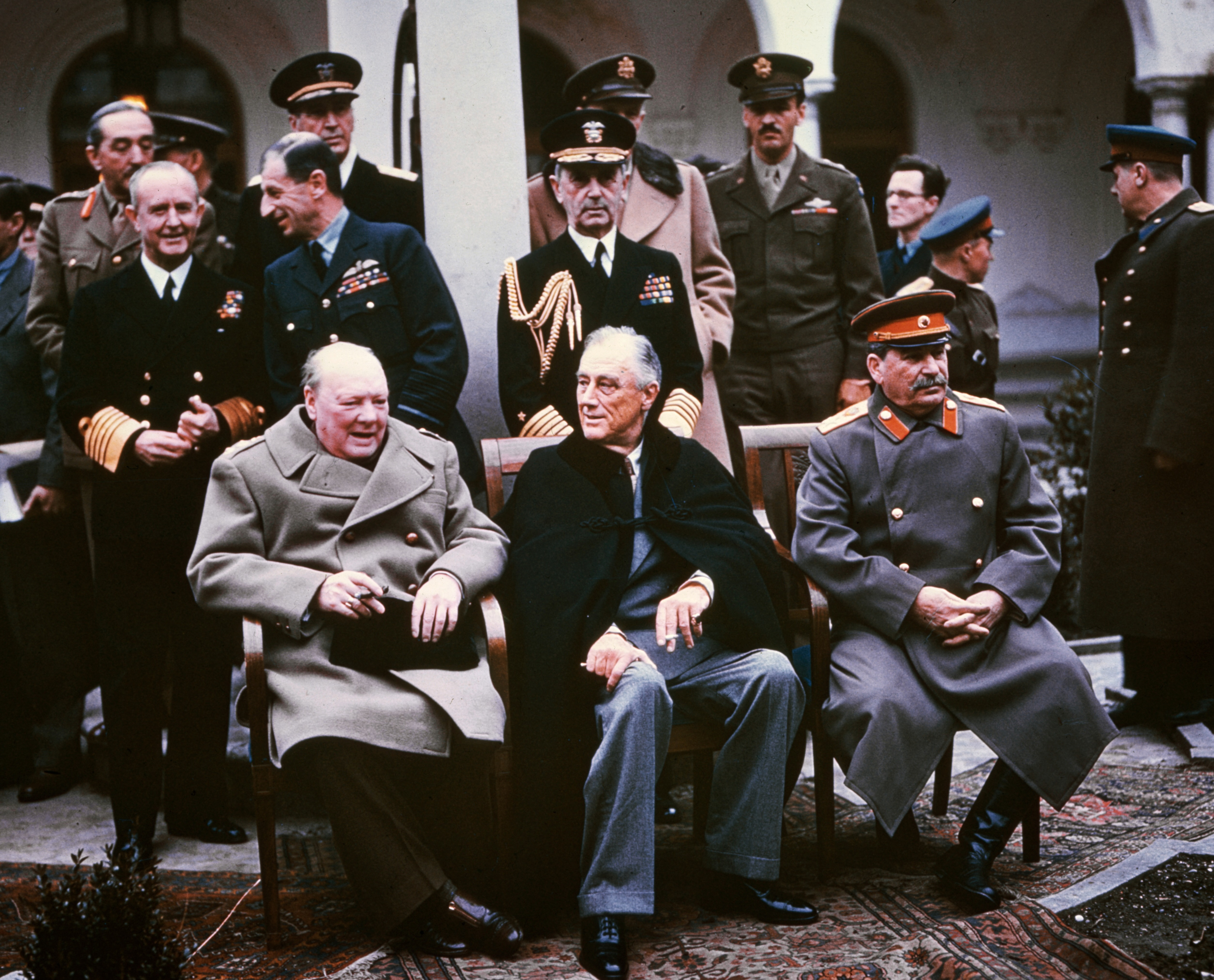
À la conférence de Yalta, aux côtés de Roosevelt et Staline.

Quand Hitler envahit l'Union soviétique, Winston Churchill, anticommuniste convaincu, déclare : « Si Hitler envahissait l'Enfer, je dirais tout au moins un mot favorable pour le Diable à la Chambre des communes », en référence à sa politique à l'égard de Staline. Bientôt, de l'équipement et des blindés britanniques sont envoyés, via les convois de l'Arctique, afin d'aider l'Union soviétique.
Le gouvernement polonais en exil à Londres et une partie des Polonais reprochent à Churchill d'avoir accepté des frontières entre la Pologne et l'Union soviétique et entre l'Allemagne et la Pologne qui ne leur conviennent pas. Cela l'agace et il déclare en 1944 « nous ne nous sommes jamais engagés à défendre les frontières de la Pologne de 1939 », affirmant aussi que la Russie « a droit à une frontière inexpugnable à l'ouest ». En fait, Churchill cherche à éviter les mélanges de populations comme il l'expose à la Chambre des communes le 15 décembre 1944 : « l'expulsion est la méthode qui, pour autant que nous ayons pu le constater, sera la plus satisfaisante et durable. Il n'y aura pas de mélange des populations causant des problèmes sans fin… Une remise à zéro sera faite. Je ne suis pas alarmé par ces transferts, qui sont plus que faisables dans des conditions modernes, ». Cependant, l'expulsion des Allemands est réalisée par l'Union soviétique à partir de 1940, d'une manière qui aboutit à beaucoup plus de difficultés et, selon un rapport de 1966 du Ministère ouest-allemand des réfugiés et des personnes déplacées, à la mort de plus de 2,1 millions de personnes. Churchill s'oppose à l'invasion soviétique de la Pologne et l'écrit amèrement dans ses livres, mais il est incapable de l'empêcher lors des différentes conférences.
Les Polonais reprochent aussi à Churchill et au monde occidental en général la tiédeur de leur réaction face au massacre de Katyń (avril-mai 1940), où des milliers de membres de l'élite polonaise ont été exécutés par l'Armée rouge, qui s'en dédouane en accusant les nazis. Le Premier ministre, informé de l'implication des Soviétiques, la condamne en privé, mais refuse d'accuser l'URSS pour ne pas menacer la Grande Alliance et empêche une investigation de la Croix-Rouge.

#### Relations avec la France

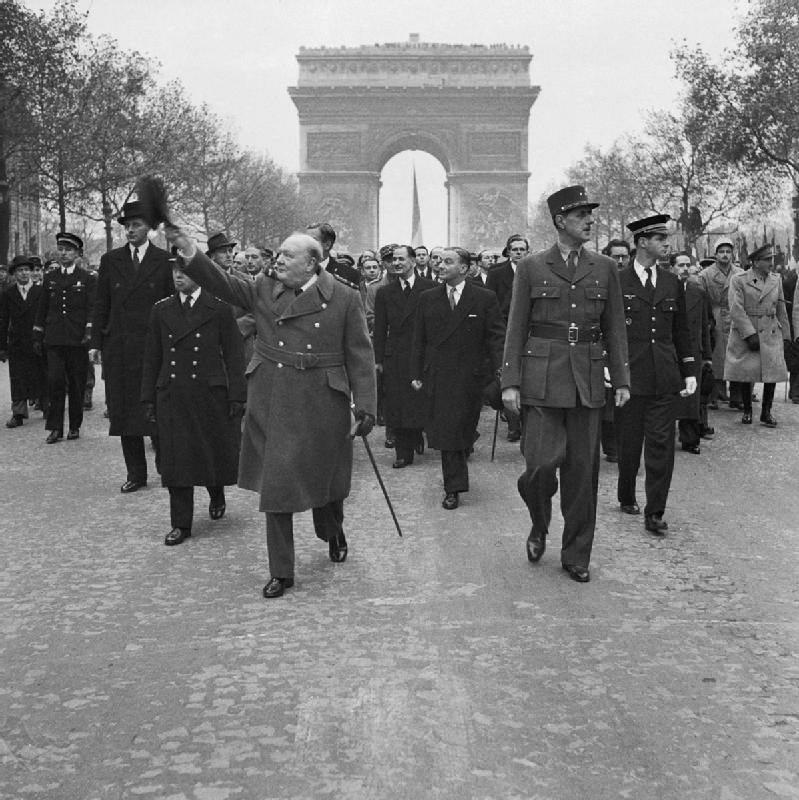
Avec de Gaulle descendant l'avenue des Champs-Élysées à Paris pour célébrer l'armistice de 1918, le 11 novembre 1944.

Churchill s'oppose au maréchal Pétain et au général Weygand sur l'idée d'armistice dès les 11-12 juin 1940 lors d'une rencontre à Briare, puis à nouveau le 13 juin à Tours. Le projet d'Union franco-britannique élaboré par Jean Monnet et Churchill en 1940, qui vise à fusionner les deux pays et leurs territoires, est abandonné le 16 juin 1940, à la suite de la démission de Paul Reynaud et de la nomination du maréchal Pétain comme président du Conseil. Deux jours plus tard, Churchill autorise le général de Gaulle à lancer l'appel du 18 Juin. Le 22 juin, le gouvernement français signe l'armistice, et le régime de Vichy qui le remplace devient l'adversaire du Royaume-Uni, lequel soutient la France libre, organisée à Londres autour de de Gaulle. Le 2 juillet 1940 est lancée l'opération Catapult, visant à rallier la flotte française ou à la neutraliser, ce qui crée un fort sentiment anglophobe dans l'opinion française (notamment après l'attaque de Mers el-Kébir).
Les relations entre deux hommes de fort caractère, ayant des idées sur l'histoire, l'Europe et la guerre assez proches, connaissent des hauts et des bas, liés à des divergences d'intérêts. « De Gaulle est peut-être un honnête homme, mais il a des tendances messianiques, il croit avoir le peuple de France derrière lui, ce dont je doute ». En 2000, les archives du Foreign Office rendent public un document selon lequel Churchill et Roosevelt (qui voit dans le chef de la France libre un futur dictateur) ont un temps voulu se débarrasser politiquement du général de Gaulle en lui offrant le poste de gouverneur de Madagascar, afin de mettre à sa place le général Henri Giraud, jugé plus malléable. Le projet est abandonné lorsque Clement Attlee et Anthony Eden, ayant eu vent de la nouvelle, s'opposent à toute action contre de Gaulle, argumentant qu'ils ne peuvent se permettre de perdre l'appui des Forces françaises libres.
Si de Gaulle veut à tout prix que la France apparaisse comme victorieuse à la fin de la guerre, aux côtés des États-Unis, du Royaume-Uni et de l'URSS, ses alliés n'ont pas le même point de vue et l'écartent délibérément de la conférence de Yalta. Cela tend leurs relations, d'autant plus que Churchill et Roosevelt craignent que de Gaulle décide finalement de s'allier aux Soviétiques. Néanmoins Churchill, qui comprend que le soutien d'une autre puissance coloniale européenne est un atout majeur au sein du futur Conseil de sécurité des Nations unies, fait le nécessaire pour que la France en devienne le cinquième membre permanent. Plus tard, après la guerre, de Gaulle parlera du Premier ministre britannique comme du « Grand Churchill ».

#### Relations avec l'Inde et propos racistes
Plus de 3 millions de Bengalais sont morts de faim au cours de la famine de 1943. Churchill avait ordonné des réquisitions massives de nourritures produites en Inde afin d'approvisionner les troupes britanniques. Selon de nombreux historiens, Churchill aurait refusé de reconnaître l'existence d'une famine dans le pays et d'apporter une aide humanitaire (voir Famine au Bengale).
De nombreux journalistes et historiens indiens et bengalis modernes ont notamment accusé le Premier ministre britannique Winston Churchill d'être indifférent à la misère du Bengale ou même de l'accepter en toute connaissance de cause. Pendant la famine, l'unique préoccupation de Churchill fut d'assurer le bon approvisionnement de l'armée britannique des Indes. Le gouvernement de Delhi avait envoyé un télégramme lui peignant une image de la dévastation horrible et du nombre de personnes qui avaient trouvé la mort. Sa seule réponse fut : « Alors pourquoi Gandhi n'est-il pas encore mort ? » Il fit part de son mépris pour les Indiens à Leo Amery, Secrétaire d'État pour l'Inde et la Birmanie, lui disant : « Je hais les Indiens. C'est un peuple bestial, avec une religion bestiale ». « Famine ou pas famine, les Indiens se reproduisent comme des lapins ».

##### Conférences structurant le monde de l'après-guerre
- Bloc de l'Ouest, pays de l'OTAN
- Bloc de l'Est, pays du pacte de Varsovie
- Rideau de fer

L'Europe au sortir de la Seconde Guerre mondiale.
Bloc de l'Ouest, pays de l'OTAN
Bloc de l'Est, pays du pacte de Varsovie
Pays neutres
Mouvement des non-alignés (l'Albanie finira par rompre avec l'URSS pour s'aligner sur la Chine populaire)

Churchill participe à douze conférences inter-alliées stratégiques avec Roosevelt, auxquelles Staline est aussi parfois présent. Certaines d'entre elles marquent profondément le monde de l'après-guerre.
La conférence Arcadia, du 22 décembre 1941 au 15 janvier 1942, décide de la stratégie L'Allemagne d'abord et proclame la Déclaration des Nations unies, qui doit aboutir à la création de l'Organisation des Nations unies. Par ailleurs, il est décidé de continuer l'effort en matière d'arme nucléaire, d'un plan de production d'avions et de chars d'assaut, ainsi que de la création à Washington d'un « Comité des chefs d'état-major combiné ». Enfin, Churchill et Roosevelt ont de longues conversations concernant l'Empire britannique en général et l'Inde en particulier.
Lors de la conférence de Québec, du 17 au 24 août 1943, il est surtout décidé que le débarquement de Normandie aura lieu en mai 1944. Churchill accepte qu'il soit dirigé par un Américain, en contrepartie de quoi il obtient que le général britannique Henry Maitland Wilson commande en Méditerranée, et que Louis Mountbatten soit promu commandant suprême allié pour l'Asie du Sud-Est. Avec le président américain Franklin D. Roosevelt, il signe une version plus modérée du plan Morgenthau original, dans laquelle ils s'engagent à transformer l'Allemagne, après la capitulation inconditionnelle, « en un pays d'un style essentiellement agricole et pastoral ».
C'est à la conférence de Téhéran, de fin novembre à début décembre 1943, qu'il prend conscience que le Royaume-Uni n'est plus qu'une petite nation. Il écrit à Violet Bonham Carter « j'étais là assis avec le grand ours russe à ma gauche, et à ma droite le gros buffle américain. Entre les deux se tenait le pauvre petit bourricot anglais ». Lors de cette conférence de Téhéran, avec Joseph Staline et Franklin Delano Roosevelt, les services secrets alliés découvrent l'Opération Grand Saut, un projet d'assassinat des participants.
Lors de la conférence Tolstoï du 9 au 19 octobre 1944, Il glisse à Staline un « vilain petit document » où est inscrit « 1) Roumanie : 90 % URSS, 2) Grèce : 90 % Grande-Bretagne, 3) Yougoslavie : 50 %-50 %, 4) Hongrie : 50 %-50 %, 5) Bulgarie 90 % URSS », que Staline approuve. Churchill, fidèle à la tradition stratégique britannique, est soucieux du sort de la Grèce où le Special Operations Executive est très actif. Début 1944, le pays fait donc partie du bloc occidental, dans lequel il se maintient malgré la guerre civile qui suit.
Lors de la conférence de Yalta du 4 au 11 février 1945, Churchill est inquiet et nerveux, car il sait qu'il existe des fissures au sein du camp occidental et notamment entre lui, partisan de la realpolitik, et Roosevelt, plus idéaliste. Malgré tout, Yalta pour François Bédarida « ne fait qu'entériner la carte de guerre à laquelle sont parvenus les belligérants en 1945 ». Churchill est accueilli avec réserve dans les milieux officiels britanniques, qui lui reprochent d'avoir trop cédé aux Soviétiques, notamment sur la Pologne. Il fait observer à un ami, Harold Nicolson, que si « les bellicistes du temps de Munich sont devenus des partisans de l'apaisement, ce sont les anciens apeasers qui sont devenus bellicistes ».
À la conférence de Potsdam du 17 juillet au 2 août 1945, les propositions des nouvelles frontières de l'Europe et des colonies sont officiellement acceptées par Harry S. Truman, le nouveau président américain, Churchill et Staline. Churchill est extrêmement favorable à Truman durant ses premiers jours au pouvoir, disant de lui qu'il est « le type de leader dont le monde a besoin, lorsque celui-ci a le plus besoin de leader ». Churchill est assisté au début de la conférence par Clement Attlee, qui, une fois Churchill battu lors des élections générales, représente seul la Grande-Bretagne au moment de la signature.

### Manque de vision sur le devenir économique du pays

Saluant la foule à Whitehall, le jour de son discours à la nation annonçant la victoire sur l'Allemagne, le 8 mai 1945.

Churchill se passionne pour les affaires liées à la guerre, à la géopolitique et à la diplomatie, et laisse les affaires intérieures au conservateur John Anderson et aux travaillistes. Par ailleurs, tout comme les autres personnalités politiques de son gouvernement de coalition, il n'a ni objectifs économiques de guerre ni vision de l'économie d'après-guerre. Pour Robert Skidelsky, c'est précisément l'échec du gouvernement à définir une vision économique du monde qui précipite la rupture de la coalition conservatrice-travailliste et cause la défaite des conservateurs, et donc de Churchill, en 1945. Durant la guerre, l'indifférence de la classe politique et de Churchill envers ce domaine laisse une grande latitude aux économistes qui vont pouvoir faire avancer leurs propres projets.
Lorsqu'en 1942 William Beveridge présente son plan sur la sécurité sociale, Keynes obtient du Trésor la constitution d'un groupe de travail composé de lui-même, de Lionel Robbins et d'un actuaire afin de « reprofiler » le projet de façon à le rendre financièrement acceptable, mais les politiques, dont Churchill, s'impliquent peu dans le sujet que ce soit pour le critiquer ou le soutenir. De même, les négociations de Bretton Woods sont menées par Keynes, ou plutôt par le tandem Keynes-Lionel Robbins, sans réelle implication du Premier ministre et plus généralement du personnel politique.
Une des causes de cette situation tient à ce que Churchill n'a pas de grandes connaissances, ni peut-être un grand attrait pour l'économie et ce d'autant qu'il a conscience de s'être trompé dans les années 1920, lorsqu'il a fait revenir l'Angleterre à l'étalon-or. Aussi il a tendance à faire confiance à Keynes, avec qui il dîne régulièrement au The Other Club. C'est Churchill qui, en 1942, propose au roi d'élever Keynes à la pairie. Dans une intervention radiophonique de 1945, à l'occasion des élections générales, le Premier ministre prononce un discours contre l'économie planifiée. Clement Attlee, son opposant travailliste, voit les sources théoriques de cette intervention dans l'essai La Route de la servitude de l'économiste libéral Friedrich Hayek. En fait, Hayek et Churchill ne se sont rencontrés qu'une fois. Néanmoins les conservateurs ont participé à la mise au point d'une version abrégée de l'ouvrage — on ignore l'implication réelle de Churchill en ce domaine — qui a été publié sur du papier alloué au parti conservateur pour sa campagne (l'Angleterre souffrant alors de pénurie, le papier était contingenté).

### Fin de la Seconde Guerre mondiale et démission

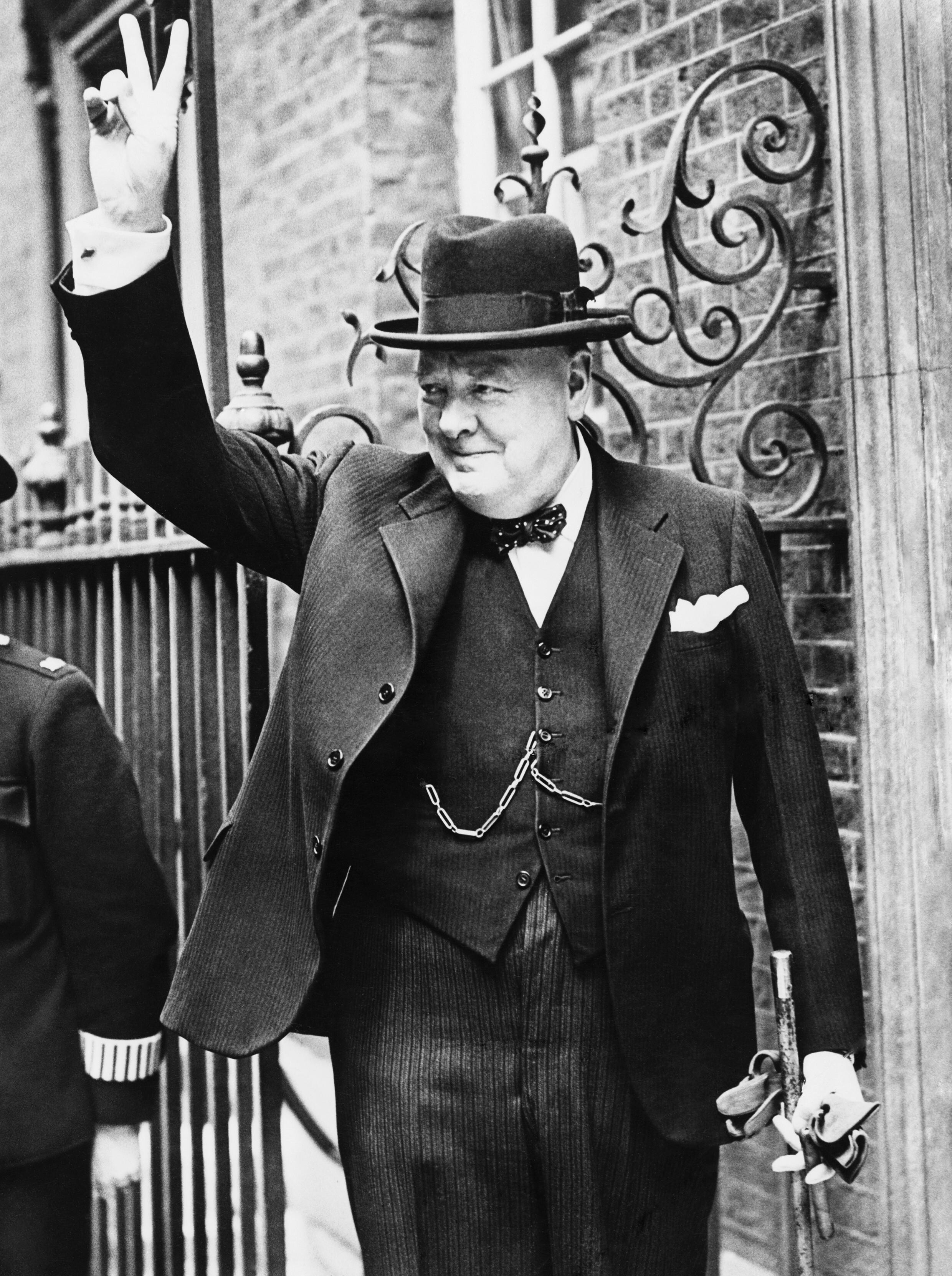
Faisant le célèbre « V » de la « Victoire », 5 juin 1943.

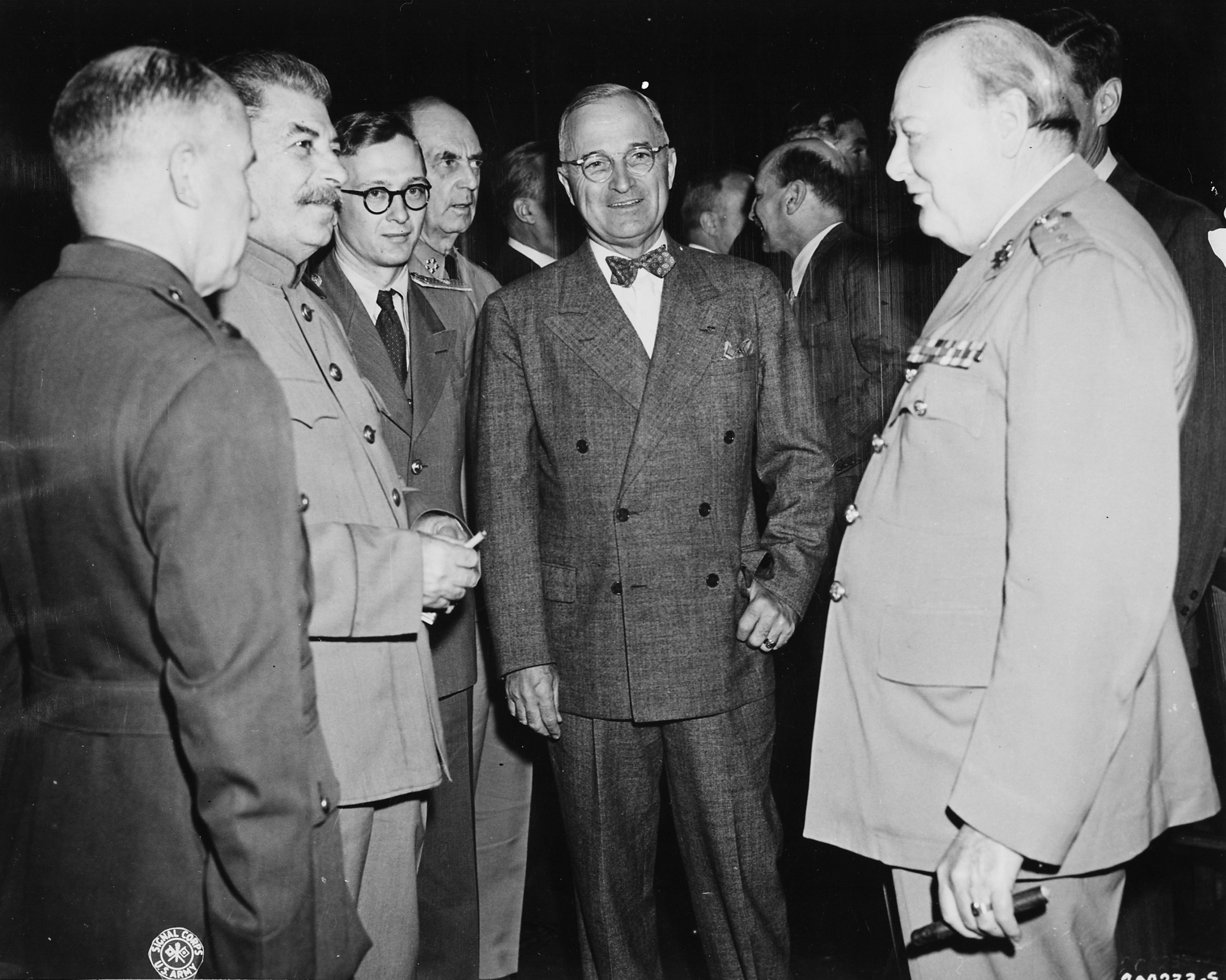
Avec Staline et Truman à la conférence de Potsdam, juillet 1945.

En juin 1944, les forces alliées débarquent en Normandie et repoussent les forces nazies vers l'Allemagne au cours de l'année suivante. Pour l'anecdote, Churchill avait envisagé d'assister à bord du HMS Belfast au bombardement naval des batteries allemandes de la côte française, le 6 juin 1944, et il fallut deux interventions du roi George VI pour le faire renoncer,.
Le 28 mars 1945, le général Eisenhower informe Staline qu'il arrête ses troupes sur l'Elbe, et que donc les deux armées devront y faire leur jonction. Si Staline et Roosevelt approuvent cette décision, Churchill est très mécontent, car d'une part, il n'a pas été informé officiellement de la décision alors qu'un tiers des unités combattantes sont britanniques ou canadiennes, et d'autre part, il désapprouve la décision sur le fond estimant que l'objectif est Berlin. Malgré tous ses efforts, l'ordre d'Eisenhower est confirmé.
Le 12 avril 1945, Franklin Delano Roosevelt meurt, ce qui provoque les larmes de Churchill, mais ce dernier prend la décision de ne pas se rendre à ses funérailles. Boris Johnson évoque la rancune accumulée par Churchill face à l'attitude trop conciliante de Roosevelt à l'égard des prétentions de Staline et aux vexations économiques subies par la Grande-Bretagne de la part des États-Unis. François Kersaudy se demande de son côté si le premier ministre ne s'est pas fait des illusions sur la réalité de sa relation avec Roosevelt, qu'il analyse lui comme étant pour le Président américain « un éphémère mariage de convenance avec un impérialiste antédiluvien ».
Le 7 mai 1945, au siège du SHAEF à Reims, les Alliés acceptent la reddition de l'Allemagne nazie. Le même jour, dans un flash d'information de la BBC, John Snagge annonce que le 8 mai est la journée de la victoire en Europe. Churchill annonce à la nation que l'Allemagne a capitulé, et qu'un cessez-le-feu définitif sur tous les fronts du continent entre en vigueur une minute après minuit, cette nuit-là. Par la suite, il déclare à une foule immense à Whitehall : « Ceci est votre victoire ». La foule répond : « Non, c'est la vôtre », et Churchill entame le chant du Land of Hope and Glory avec la foule. Dans la soirée, il fait une autre annonce à la nation en affirmant que la défaite du Japon se concrétisera dans les mois à venir.
Le 19 mai 1945, le Parti travailliste décide de quitter la coalition. Churchill demande la dissolution du Parlement et annonce que les élections se tiendront le 5 juillet ; les résultats ne pourront être connus que le 26 juillet 1945 du fait de la dispersion des soldats mobilisés. Aussi peut-il assister au début de la conférence de Potsdam qui s'ouvre le 17 juillet 1945 ; il prend toutefois la précaution de s'y rendre avec Clement Attlee, le vice-Premier ministre et son potentiel successeur. Les résultats des élections générales de 1945 sont sans appel : les travaillistes obtiennent 393 sièges contre 197 aux conservateurs et Churchill, battu, remet rapidement sa démission au roi. De nombreuses raisons expliquent son échec : le désir de réforme d'après-guerre qui se répand au sein de la population, ou le fait qu'elle pense que l'homme qui a conduit le Royaume-Uni pendant la guerre n'est pas le mieux avisé pour le conduire en temps de paix. En effet, Churchill est surtout considéré comme un warlord, ou seigneur de guerre. Par ailleurs, les deux responsables conservateurs Brendan Bracken et Lord Beaverbrook, que Clementine Churchill n'apprécie pas, ne sont pas « des modèles de finesse politique ». Enfin, Churchill, las, est excessif dans ses discours. Quoi qu'il en soit, lorsque les Japonais capitulent trois semaines plus tard, le 15 août 1945, mettant définitivement fin à la guerre, il n'est déjà plus au pouvoir.

## Politique après 1945

### Chef de file de l'opposition conservatrice
Si sa femme accueille bien la défaite de Winston Churchill, lui est plutôt malheureux. Dépressif, il se remet à la peinture à l'occasion d'un séjour sur le lac de Côme à l'automne 1945. Pendant six ans, il sert en tant que chef de l'opposition officielle et se préoccupe peu de politique intérieure, préférant les affaires du monde sur lesquelles il continue d'influer. Au cours de son voyage de mars 1946 aux États-Unis, il fait un discours sur le « rideau de fer », évoquant l'URSS et la création du bloc de l'Est. Il déclare :

« De Stettin sur la Baltique à Trieste sur l'Adriatique, un rideau de fer s'est abattu sur le continent. Derrière cette ligne se trouvent toutes les capitales des anciens États d'Europe centrale et orientale. Varsovie, Berlin, Prague, Vienne, Budapest, Belgrade, Bucarest et Sofia ; toutes ces villes célèbres et leurs populations sont désormais dans ce que j'appellerais la sphère d'influence soviétique, et sont toutes soumises, sous une forme ou une autre, non seulement à l'influence soviétique mais aussi au contrôle très étendu et dans certains cas croissant de Moscou. »

Churchill imprime au conservatisme britannique une ligne de centre droit, appelée par les Britanniques le butskellism, du nom des ministres Rab Butler, un conservateur, et son homologue travailliste Hugh Gaitskell. Selon François Bédarida, il s'agit d'une « expression symbolique de l'hybride bipartisan entre centre droit et centre gauche » à laquelle Margaret Thatcher s'est fortement opposée plus tard.

### Europe

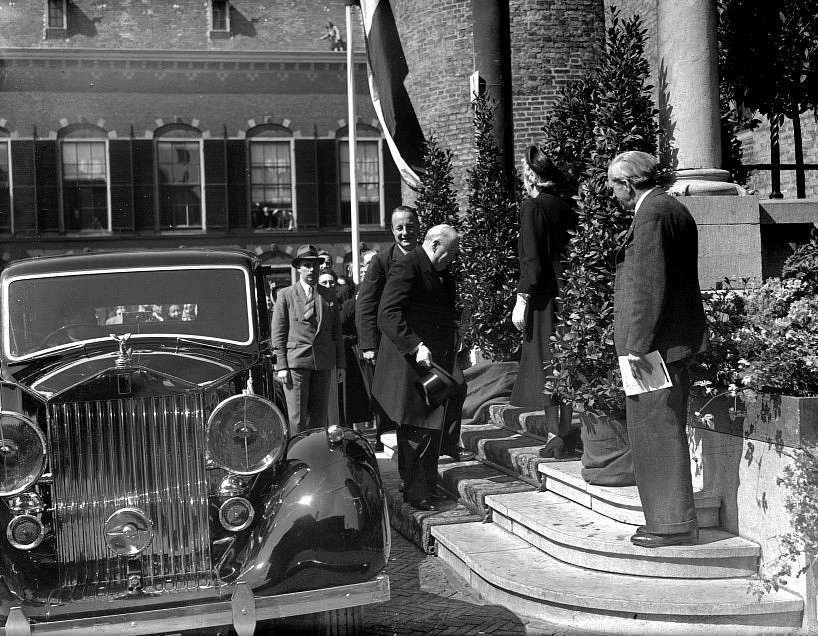
Churchill au Congrès de La Haye, en mai 1948.

Churchill a été intéressé par le projet européen d'Aristide Briand dès l'entre-deux-guerres. Après la Seconde Guerre mondiale, il est président d'honneur du congrès de La Haye et participe à la mise en place du Conseil de l'Europe en 1949. Néanmoins sa vision n'est pas celle de Jean Monnet, aussi approuve-t-il que son pays n'entre pas dans la Communauté européenne du charbon et de l'acier, qu'il considère comme un projet franco-allemand.
Il élabore la théorie des trois cercles : le premier cercle est constitué par le Royaume-Uni et le Commonwealth, le deuxième par le monde anglophone autour des États-Unis et le troisième par le Royaume-Uni et le reste de l'Europe. Il constate que l'Angleterre, qui est à la croisée des trois cercles, a un rôle privilégié à jouer : « Nous sommes avec l'Europe, mais sans faire partie de l'Europe [with Europe, but not of it]. Nous avons des intérêts communs mais nous ne voulons pas être absorbés. »

### Second mandat de Premier ministre

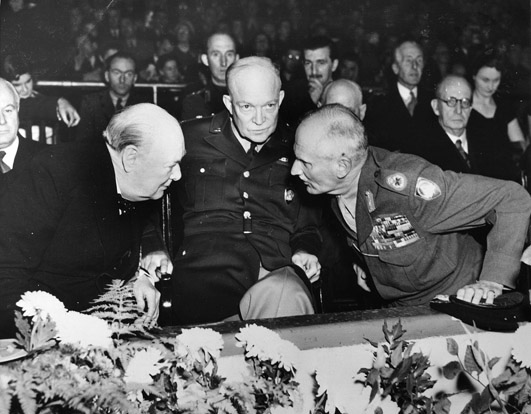
Avec le général américain Eisenhower et le en Montgomery lors d'une réunion de l'OTAN en octobre 1951, peu de temps avant de redevenir Premier ministre.

#### Retour au gouvernement et déclin de l'Empire britannique
Les élections générales de 1950 réduisent considérablement la majorité travailliste à la Chambre des communes, passant de 81 sièges de majorité à 3. Après les élections générales anticipées de 1951, organisées par Atlee qui cherche à élargir sa marge de manœuvre, Churchill redevient Premier ministre grâce à son alliance avec les libéraux. Son troisième gouvernement, après celui durant la guerre et le bref gouvernement de 1945, dure jusqu'à sa démission en 1955. Ses priorités nationales sont alors éclipsées par une série de crises de politique étrangère, qui sont en partie le résultat du mouvement déjà amorcé du déclin de l'armée britannique, du prestige et du pouvoir impérial. Étant un fervent partisan de la Grande-Bretagne en tant que puissance internationale, Churchill répond souvent à de telles situations avec des actions directes. Il envoie par exemple des troupes britanniques au Kenya pour faire face à la révolte des Mau Mau. Essayant de conserver ce qu'il peut de l'Empire, il déclare : « je ne présiderai pas un démembrement ». Les populations kényanes furent victimes de déplacement forcés des hautes terres fertiles pour laisser place aux colons et plus de 150 000 personnes furent détenues dans des camps de concentration. Les autorités britanniques employèrent largement la torture pour favoriser l'écrasement de la rébellion.

#### Guerre en Malaisie
Une série d'événements qui sont devenus connus sous le nom d'insurrection malaise s'ensuivent. En Malaisie, une rébellion contre la domination britannique est en cours depuis 1948. Une fois de plus, le gouvernement de Churchill hérite d'une crise, et ce dernier choisit d'utiliser l'action militaire directe contre les opposants. Il tente également de construire une alliance avec ceux qui soutiennent encore les Britanniques,. Alors que la rébellion est lentement défaite, il est cependant tout aussi clair que la domination coloniale de la Grande-Bretagne n'est plus possible,.

#### Santé déclinante

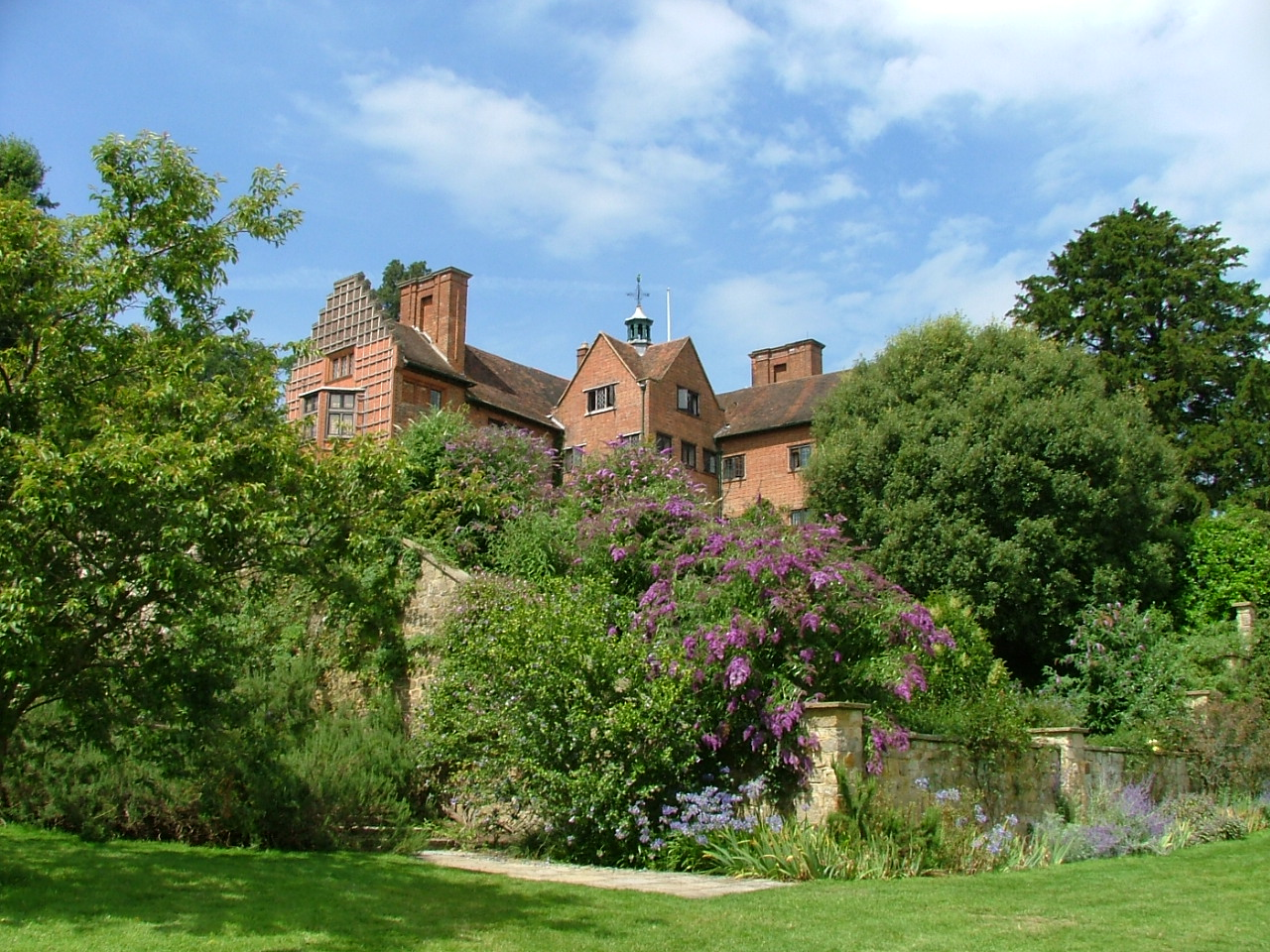
Churchill passe une grande partie de sa retraite à son domicile de Chartwell, dans le comté de Kent. Il l'avait acheté en 1922 après la naissance de sa fille Mary.

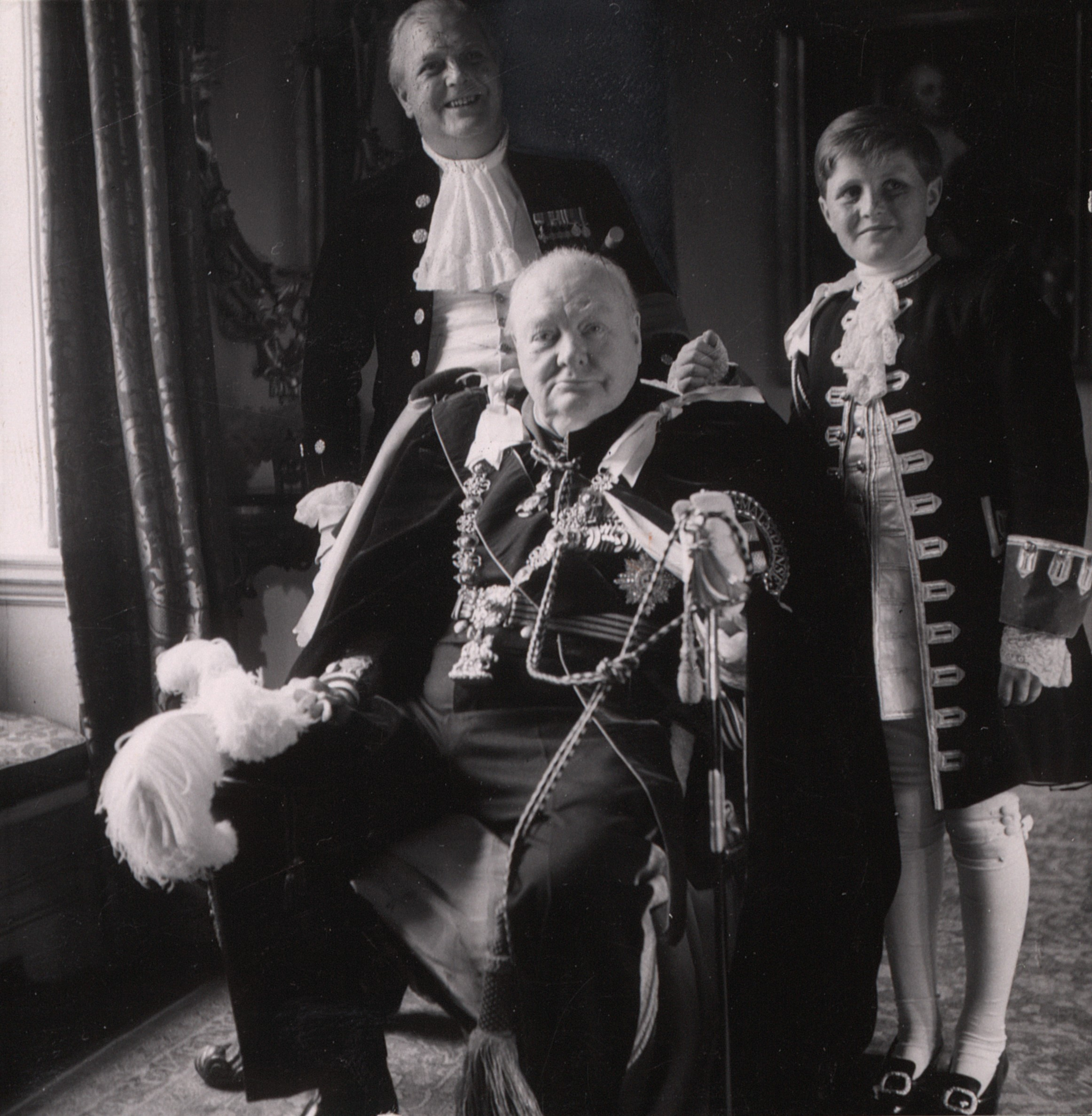
Le Grand Old Man en tenue d'officier du très noble ordre de la Jarretière, en compagnie de son fils, Randolph, et de son petit-fils, Winston, dans le cours des années 1950.

Churchill avait près de 77 ans lorsqu'il commence son second mandat de Premier ministre, et n'est pas en bonne santé à la suite d'accidents vasculaires cérébraux mineurs. En décembre 1951, George VI s'inquiète du déclin de Churchill et a l'intention de lui demander de se retirer en faveur d'Anthony Eden, mais le roi, qui a ses propres problèmes de santé, meurt le 6 février 1952. Churchill développa une amitié avec Élisabeth II et, au printemps 1953, accepta l'Ordre de la Jarretière à sa demande. Il est fait chevalier sous le nom de Sir Winston le 24 avril 1953. On s'attendait généralement à ce qu'il prenne sa retraite après le couronnement de la reine le 2 juin 1953, mais après qu'Eden était tombé gravement malade, Churchill a accru ses propres responsabilités en prenant la relève au ministère des Affaires étrangères. Eden est frappé d'incapacité jusqu'à la fin de l'année et ne s'est jamais complètement remis. Le soir du 23 juin 1953, alors qu'il se trouve au 10 Downing Street, Churchill est victime à l'âge de 78 ans d'un accident vasculaire cérébral majeur qui lui paralyse le côté gauche pendant quelques jours. La nouvelle est tenue secrète alors qu'officiellement, on annonce au public et au Parlement qu'il souffre d'épuisement. Il se rend à Chartwell où il réside pour sa période de convalescence, l'attaque cérébrale ayant altéré son élocution dans ses discours et diminué sa capacité à marcher. Il revient à la politique en octobre pour prendre la parole en public lors d'une conférence du Parti conservateur à Margate,. Dans les années qui suivent cependant, il doit admettre la nécessité de ralentir ses activités physiques et intellectuelles. Il décide de prendre sa retraite en 1955 et est remplacé au poste de Premier ministre par Anthony Eden. Il demeure néanmoins député à la Chambre des communes jusqu'en juillet 1964, et est « Doyen de la Chambre » à partir d'octobre 1959 : il est alors le député en exercice à avoir eu la plus longue carrière parlementaire ininterrompue, depuis 1924.

### Derniers jours et funérailles

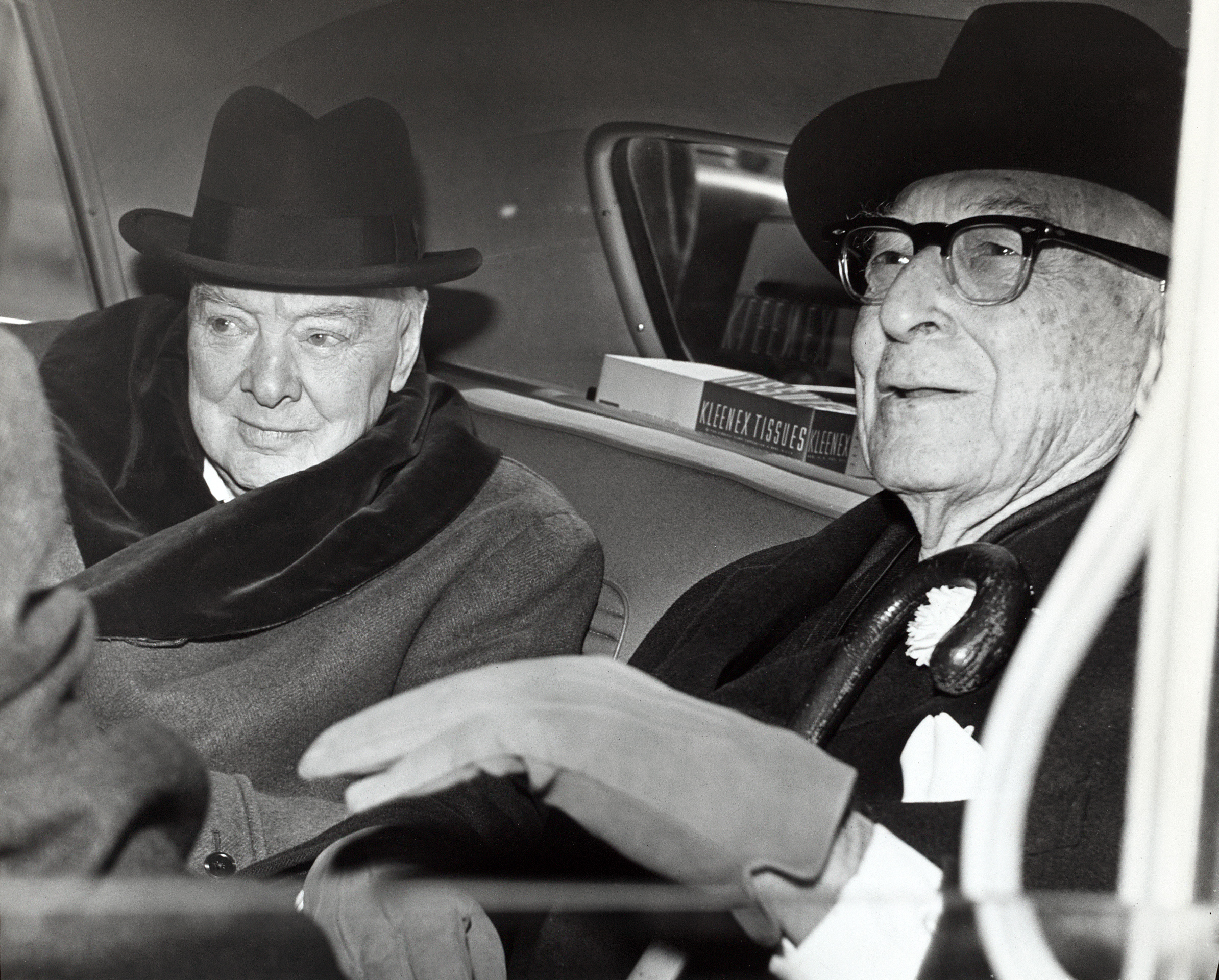
Sir Winston Churchill en compagnie de Bernard Baruch, l'ancien « loup solitaire de Wall Street », en 1961, quatre ans avant leurs morts respectives.

Après avoir quitté le poste de Premier ministre, Churchill passe moins de temps au Parlement. Il vit sa retraite à Chartwell et à son domicile londonien du 28 Hyde Park Gate, au sud-ouest de Kensington Gardens.
Lorsque son état mental et ses facultés physiques se dégradent, il sombre dans la dépression.
En 1963, le président américain John F. Kennedy, agissant en vertu de l'autorisation accordée par une loi du Congrès, le proclame citoyen d'honneur des États-Unis, mais il est dans l'impossibilité d'assister à la cérémonie à la Maison-Blanche.
Le 15 janvier 1965, Churchill est victime d'un nouvel accident vasculaire cérébral, qui lui est fatal : il meurt à son domicile neuf jours plus tard, à l'âge de 90 ans, le matin du 24 janvier 1965, soit 70 ans jour pour jour après la mort de son père.

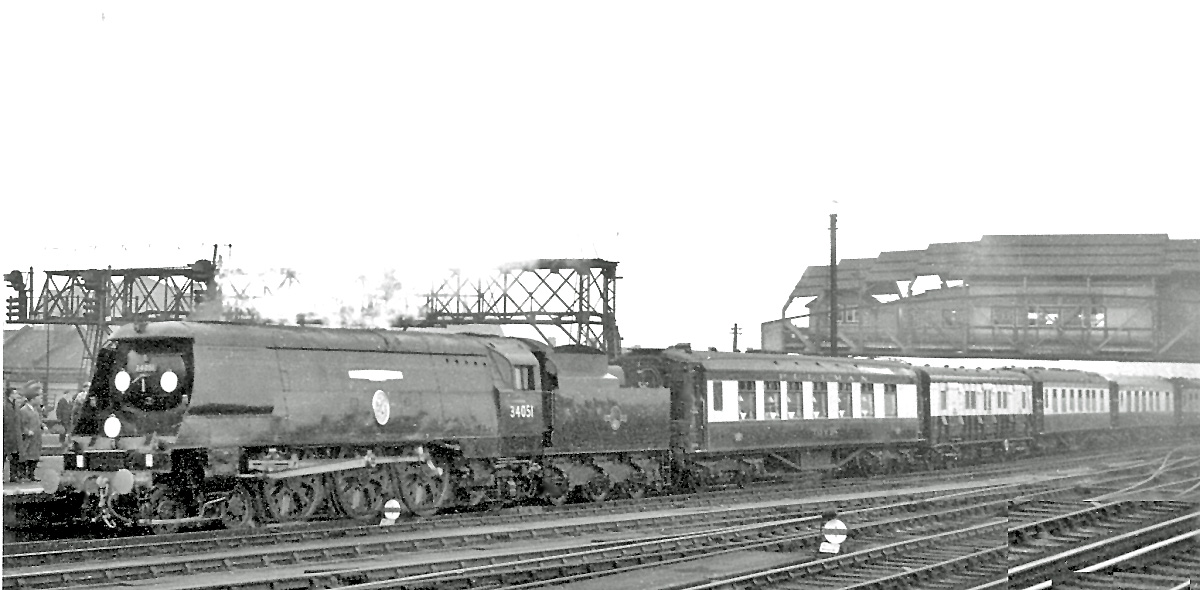
Le train funéraire qui le transporte vers Blenheim.

Par décret de la reine, des obsèques nationales sont organisées. Il n'y avait plus eu d'obsèques nationales pour une personnalité ne faisant pas partie de la famille royale depuis celles du duc de Wellington en 1852. Son cercueil est exposé pendant trois jours et trois nuits au Westminster Hall, où un véritable flot humain vient lui rendre hommage. Puis le 30 janvier 1965, dans un cortège à pied composé de différentes unités de l'armée britannique,, le cercueil posé sur un affût de canon tiré par des marins de la Royal Navy est amené à la cathédrale Saint-Paul de Londres. Les funérailles battent le record des plus grands rassemblements de chefs d'État dans le monde, jusqu'en 2005, lors des funérailles du pape Jean-Paul II. Cent douze dirigeants sont présents ou représentés aux obsèques ; la Chine s'illustre par son absence.
Après l'office religieux, le cortège se dirige vers la Tour de Londres où le cercueil est monté sur la vedette MS Havengore qui remonte la Tamise jusqu'à la gare de Londres-Waterloo où il est chargé sur un wagon spécialement préparé et peint, le Southern Railway Van S2464S, dans le cadre du cortège funèbre pour son trajet par chemin de fer jusqu'à Bladon. La Royal Artillery tire dix-neuf coups de canon, comme à son habitude pour un chef de gouvernement et la RAF met en scène un défilé aérien de seize avions de combat English Electric Lightning. Le wagon Pullman transportant sa famille en deuil est remorqué par la « Winston Churchill », une locomotive Pacific SR de type Battle of Britain no 34051 — la locomotive, restaurée lors du 50e anniversaire de la cérémonie, est actuellement exposée au National Railway Museum à York. De la fenêtre du wagon en marche, l'un des plus anciens assistants de Churchill aperçoit un homme vêtu d'un vieil uniforme de la RAF : debout sur le toit d'une petite maison, il fait le salut militaire. Dans les champs le long de la voie ferrée et aux gares rencontrées sur le trajet, des milliers de personnes se tiennent en silence pour lui rendre un dernier hommage. L'hymne lors des funérailles est The Battle Hymn of the Republic.

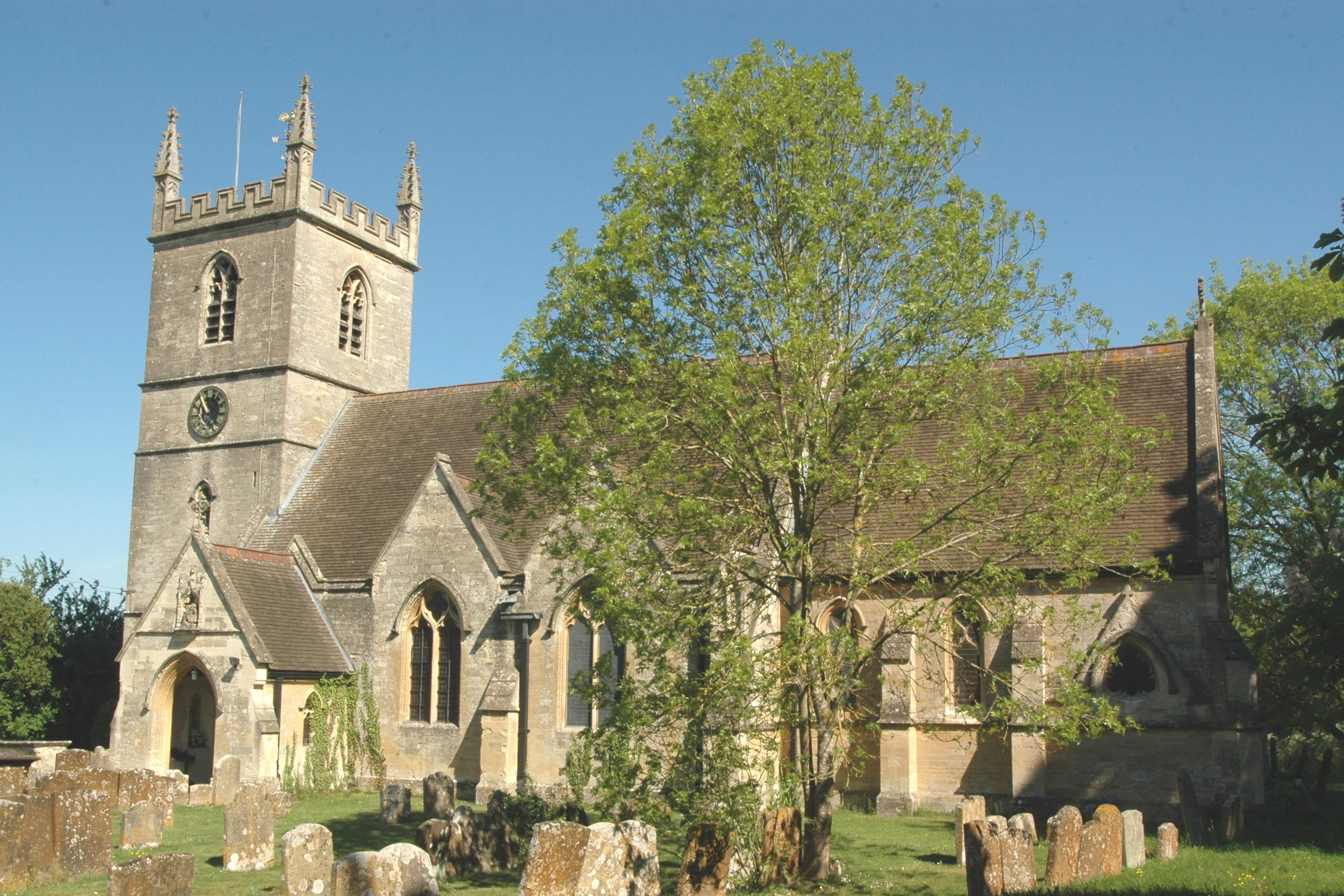
Churchill, sa femme et de nombreux membres de sa famille sont enterrés autour de l'église paroissiale Saint-Martin à Bladon.

À sa demande, Churchill est enterré dans la parcelle familiale du cimetière de l'église Saint-Martin à Bladon dont dépend le Palais de Blenheim, son lieu de naissance.

## Résultats électoraux

### Chambre des communes
| Élection                   | Circonscription       | Parti | Parti               | Voix   | %    | Résultats |
| -------------------------- | --------------------- | ----- | ------------------- | ------ | ---- | --------- |
| Partielles de 1899         | Oldham                |       | Conservateur        | 11 477 | 23,6 | Échec     |
| Générales de 1900          | Oldham                |       | Conservateur        | 12 931 | 25,3 | Élu       |
| Générales de 1906          | Manchester North West |       | Libéral             | 5 639  | 56,2 | Élu       |
| Partielles de 1908         | Manchester North West |       | Libéral             | 4 988  | 46,7 | Échec     |
| Partielles de 1908         | Dundee                |       | Libéral             | 7 079  | 43,9 | Élu       |
| Générales de janvier 1910  | Dundee                |       | Libéral             | 10 747 | 34,1 | Élu       |
| Générales de décembre 1910 | Dundee                |       | Libéral             | 9 240  | 30,1 | Élu       |
| Partielles de 1917         | Dundee                |       | Libéral             | 7 302  | 78,2 | Élu       |
| Générales de 1918          | Dundee                |       | Libéral             | 25 788 | 37,5 | Élu       |
| Générales de 1922          | Dundee                |       | National-libéral    | 20 466 | 17,3 | Échec     |
| Générales de 1924          | Epping                |       | Constitutionnaliste | 19 843 | 58,9 | Élu       |
| Générales de 1929          | Epping                |       | Unioniste           | 23 972 | 48,5 | Élu       |
| Générales de 1931          | Epping                |       | Conservateur        | 35 956 | 63,8 | Élu       |
| Générales de 1935          | Epping                |       | Conservateur        | 34 849 | 59,0 | Élu       |
| Générales de 1945          | Woodford              |       | Conservateur        | 27 688 | 72,5 | Élu       |
| Générales de 1950          | Woodford              |       | Conservateur        | 37 239 | 59,6 | Élu       |
| Générales de 1951          | Woodford              |       | Conservateur        | 40 938 | 63,0 | Élu       |
| Générales de 1955          | Woodford              |       | Conservateur        | 25 069 | 73,0 | Élu       |
| Générales de 1959          | Woodford              |       | Conservateur        | 24 815 | 71,2 | Élu       |

## Homme et postérité

### Caractère
« Par moments, l'esprit du mal s'empare de lui, et je le considère comme un petit garçon très désobéissant, très insupportable et dangereux, un petit garçon qui mériterait le fouet. Ce n'est qu'en pensant à lui de la sorte que je peux continuer à l'aimer. »

— H. G. Wells

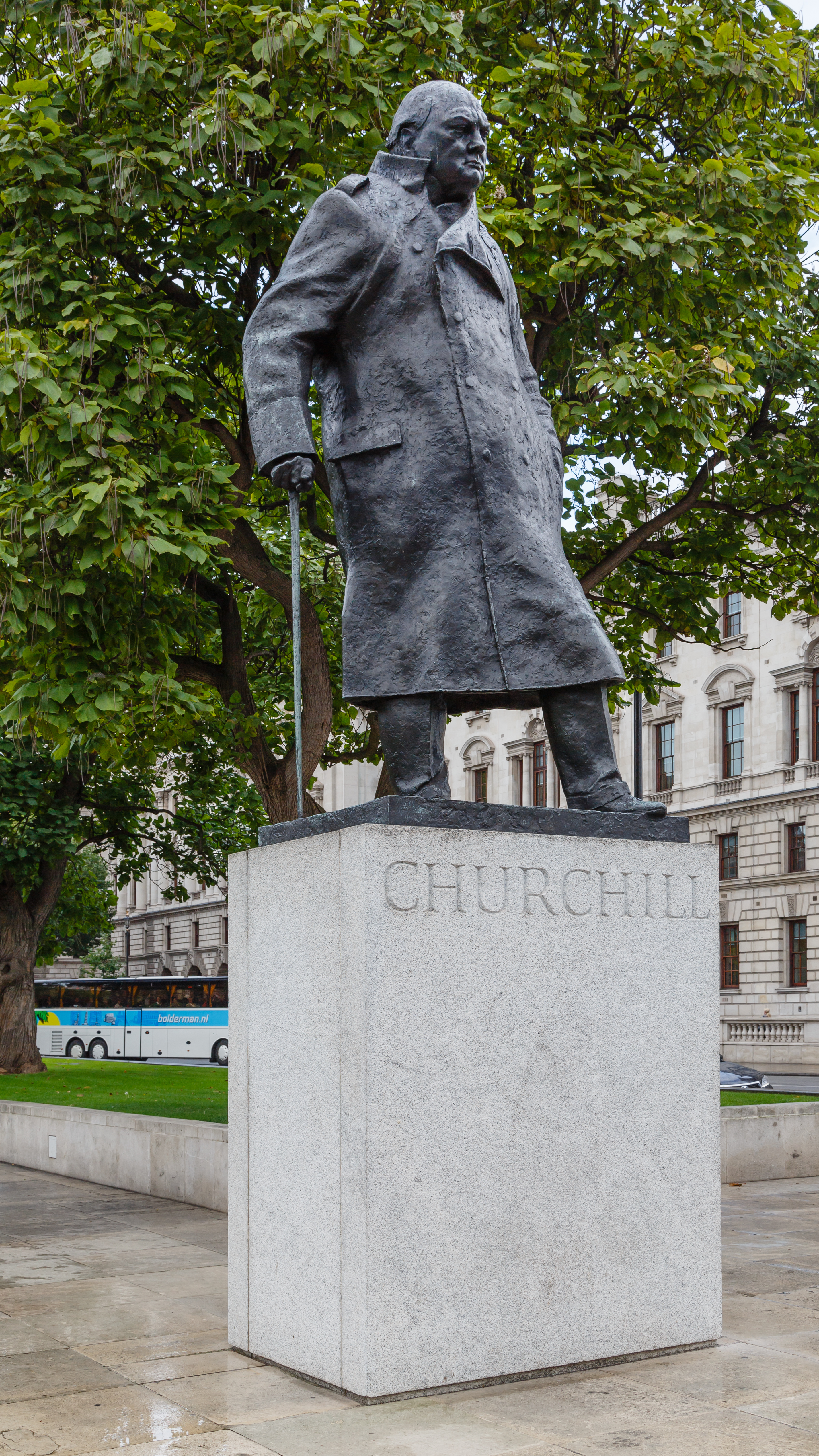
Sa statue en face de l'abbaye de Westminster.

Churchill écrit de lui-même : « c'est lorsque je suis Jeanne d'Arc que je m'exalte ». William Manchester écrit à ce propos : « il était bien davantage un Élie, un Isaïe : un prophète ». Selon ce même biographe, une enfance malheureuse avec des parents au mieux indifférents, où seule sa nourrice, Elizabeth Everest, lui donne de l'amour parental, explique en partie la scolarité chaotique de Churchill. Il écrit à ce propos, « aussi haut qu'il s'élevât, l'homme qui avait connu, enfant, les brimades et les coups sut toujours s'identifier au perdant. Tout au fond de lui, du reste, il fut toujours un perdant. Il souffrit toute sa vie d'accès de dépression, sombrant dans les abîmes menaçants de la mélancolie ». Son sens de la formule s'appuie sur un sens de l'humour souvent féroce pour ses rivaux.
Même si son parcours scolaire est moyen (comme celui de Franklin Delano Roosevelt), il a malgré tout un certain nombre de qualités qui en font un grand politique. Doté d'une excellente mémoire, c'est un orateur qui sait toucher les gens, prendre des décisions rapides et faire preuve de magnanimité dans la victoire. Il a aussi ses défauts : ses projets parfois très aventureux peuvent tourner mal, engendrant une certaine défiance de la classe politique envers lui. De plus, il ne sait pas toujours juger les hommes et manque parfois d'« antennes » pour comprendre la société britannique ; ce côté patricien explique en partie les éclipses de sa carrière.
Churchill aime les parades, les bannières qui flottent au vent, le son du clairon, et se désole que la guerre soit devenue une affaire de « chimistes masqués et [de] conducteurs manœuvrant les leviers de leurs aéroplanes, de leurs mitrailleuses ». Pour lui, la guerre garde un côté chevaleresque, arthurien, « comme la vie pour Peter Pan, une immense aventure ».
Politiquement, sa vision de la guerre et de la paix est totalement à rebours de celle de notre époque. Pour Manchester, si « la paix est la norme et la guerre une aberration primitive », Churchill penserait strictement l'inverse. Tant à l'écrit qu'à l'oral, son expression reste profondément victorienne avec des expressions telles que « je vous prie de… » ou « je me permets de dire ». À Harold Laski qui lui reproche d'être un « vestige chevaleresque et romantique de l'impérialisme britannique du XVIIIe siècle », il rétorque « j'aime vivre dans le passé. Je n'ai pas l'impression que l'avenir réserve beaucoup d'agrément aux hommes ».
Il aime se déguiser, paraître, faire le spectacle, et possède plus de chapeaux que son épouse. Il ne se rend au Parlement ou au palais de Buckingham qu'en redingote.
Il aime le champagne, le cognac et autres boissons ainsi que la bonne chère. L'été, il apprécie de se faire inviter dans des villas sur la côte d'Azur (dans l'entre-deux-guerres il va notamment chez Maxine Elliott, et chez sa richissime cousine par alliance Consuelo Vanderbilt, épouse divorcée en 1921 de son cousin Charles Spencer Churchill, 9e duc de Malborough), ou du côté de Biarritz. Mais il n'est pas porté sur la danse ou sur les jeux de l'amour, et refuse ou ne voit pas les avances qui lui sont parfois faites par des femmes – dont Daisy Fellowes.
Financièrement « c'est un spéculateur perdant-né » et dans la vie courante à Chartwell il a les pires difficultés à équilibrer et à gérer ses comptes. En 1938, à la suite d'une chute de la bourse à Wall Street, il connait des problèmes financiers sérieux qui l'obligent à envisager de mettre en vente Chartwell ; finalement, il arrive à trouver une solution grâce à un prêt de Henry Strakosch.
Dans le domaine littéraire, il a une préférence pour les auteurs anglais ; en matière de musique, il aime les chansons populaires comme Ta-ra-ra-boom-der-ay ou Hang Out the Washing on the Siegfried Line. En matière de cinéma, il a une préférence pour les mélodrames, durant lesquels il pleure beaucoup. Il a vu au moins vingt fois son film préféré, Lady Hamilton, avec Laurence Olivier dans le rôle de l'amiral Nelson et Vivien Leigh dans celui de Lady Hamilton.
Un aspect secondaire de la personnalité de Churchill est son tempérament artistique, c'est un bon peintre qui lutte ainsi contre sa depression et un écrivain de talent couronné pour ses mémoires du Nobel de littérature.

### Au sujet du «black dog»: grand mal churchillien
Churchill, comme son ancêtre Marlborough, a souffert toute sa vie d'accès de dépression. Ce fut là, des années de jeunesse aux derniers jours, un élément central de son comportement, bien qu'il ait réussi la plupart du temps à camoufler cette maladie. De nature plausiblement cyclothymique, il passait de temps à autre par des phases d'abattement, véritables crises d'anxiété qui le plongeaient dans un état de misère et de découragement. Lui-même était si conscient de ce handicap pathologique qu'il avait donné à ce compagnon des mauvais jours ce nom de black dog — « chien noir », expression remontant au moins à l'auteur du XVIIIe siècle Samuel Johnson. Churchill sait lucidement que l'oisiveté laisse la porte ouverte à des sorties morbides de ce « chien noir ». Si, pendant la première partie de sa vie, il parvient tant bien que mal à le maintenir en laisse, il aurait souffert de son premier épisode de dépression en 1910 à l'âge de 35 ans, comme le laisse entendre une lettre de Churchill que Clementine aurait reçue en juillet 1911. Sur le tard, la digue se rompt lorsqu'il se retire de la scène politique à l'âge de quatre-vingt-un ans.

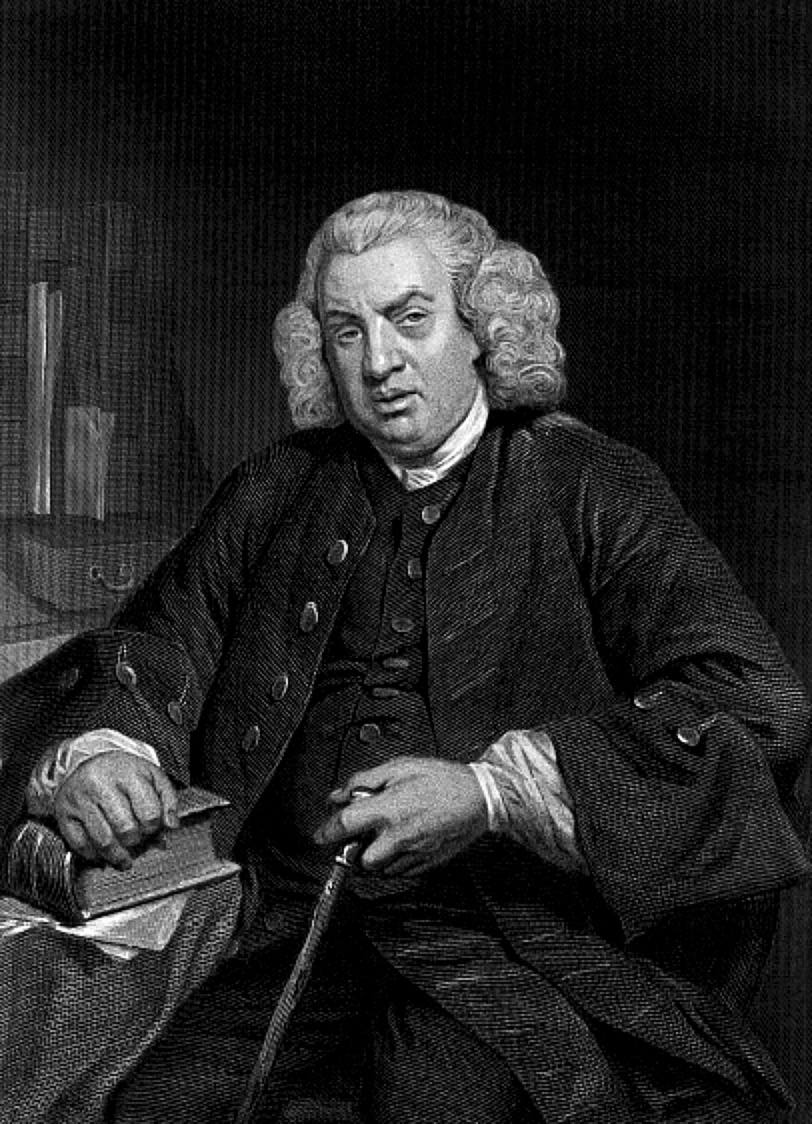
Samuel Johnson (1709-1784) qui souffrit plus d'une fois de mélancolie.

Ce black dog peut être lié à des événements traumatisants issus du monde extérieur, tels que son renvoi de l'Amirauté après la catastrophe des Dardanelles, lors de la Grande Guerre, ou son rejet par l'électorat en juillet 1945. On sait également que dans ces deux cas, la guérison, certes lente et douloureuse et jamais complète ni définitive, se fera grâce à la peinture. D'un autre côté, étant donné les symptômes de ce mal que Churchill éprouvait de plus en plus, il ne pouvait rien moins qu'être purement associé à de telles causes extrinsèques, ce qui correspond au profil classique de la dépression majeure unipolaire ou bipolaire.
Des experts de l'Association américaine de psychiatrie se sont appuyés sur le classement d'un de leurs grands instruments de travail, le manuel DSM-IV-TR, pour diagnostiquer chez Churchill un « trouble dépressif persistant » qui relève de la catégorie 300.4, « dysthymie » — due en majeure partie à un état de tristesse permanent, de faible estime de soi, d'absence d'espoir, de sentiment de culpabilité, de pensées suicidaires pour n'en mentionner que quelques-uns.
Le Dr Anthony Storr, qui a consacré au cas Churchill une étude approfondie, a vu dans cette nature dépressive la source à la fois de l'ambition insatiable et de l'hyperactivité de son sujet. De fait, au point de départ, il y a le trauma psychologique remontant à la première enfance et provoqué par le défaut d'affection et le sentiment de déréliction dont a souffert profondément et précocement le petit Winston. En compensation de ce manque d'amour, le jeune homme a développé une farouche volonté de réussir, afin de faire la preuve, à coups d'exploits aussi bien à ses propres yeux qu'aux yeux des autres, de ses capacités et de ses talents.
De nombreux cliniciens qui connaissaient ou examinaient Churchill étaient d'accord pour affirmer qu'il avait probablement une personnalité cyclothymique — terme aujourd'hui réintroduit depuis la fin des années 1970 — qui serait, comme plusieurs d'entre eux le prétendent, liée biologiquement et génétiquement au trouble bipolaire.
Ces dernières années, un nouveau débat sur les problèmes psychique de Churchill a été lancé par des organismes de bienfaisance consacrés aux problèmes bipolaires. Pour eux, il ne fait aucun doute que Winston souffrait de troubles bipolaires. En 2006, Rethink Mental Illness, association caritative s'occupant de santé mentale, a défendu une statue qu'elle avait fait ériger à Norwich, exposant aux regards un Churchill en camisole de force, ce qui a déclenché aussitôt un tollé général. Des gens ont été violemment outrés qu'on puisse avoir eu cet affront d'oser établir un si mauvais lien entre le Grand Old Man et la bipolarité. Le directeur de l'institution, par le truchement de son porte-parole, s'excusa tout en avouant qu'il essayait de projeter une image de nature plus digne aux personnes atteintes de trouble mental dont Churchill en faisait partie.
Cette théorie de la cyclothymie — liée à la bipolarité — de Winston Churchill reste toutefois incertaine. Pour A. W. Beasley, chirurgien orthopédique spécialisé dans l'histoire médicale, il s'agit d'un mythe largement inspiré par Lord Moran. Le débat toujours ouvert, qui a lieu principalement entre les churchilliens traditionnels, qui parlent parfois de trouble affectif saisonnier, le soleil méditerranéen étant son meilleur remède, de TDAH ou de troubles anxieux et les tenants de la bipolarité, porte sur un diagnostic qui ne pourrait jamais être définitivement tranché.
Dans un ouvrage paru en 2020, deux éminents professeurs de médecine britanniques, Allister Vale et John Scadding, estiment que l'aspect dépressif de Churchill a été exagéré à dessein, souvent par sensationnalisme.

### Peintre amateur

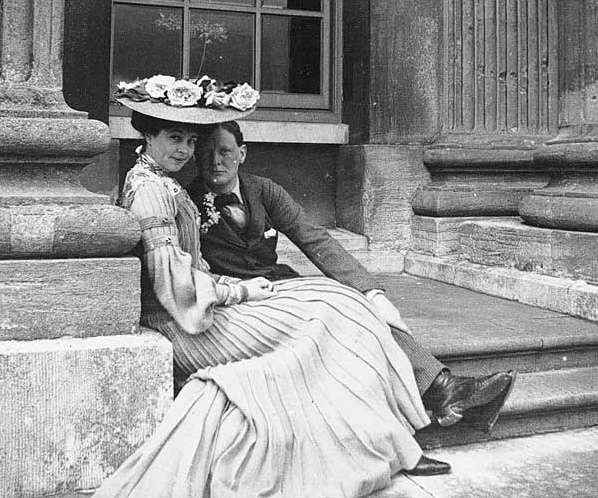
Avec sa cousine par alliance Consuelo à Blenheim en 1902 ; il se rend plus tard parfois chez elle en France pour peindre, dans l'entre-deux-guerres.

Churchill commença à s'adonner à la peinture après sa démission de Premier Lord de l'Amirauté en 1915 afin de vaincre sa dépression. Étant chez sa belle-sœur Gwendeline qui faisait de l'aquarelle et l'ayant observée, elle lui proposa d'essayer. Il s'y adonna avant de préférer la peinture à l'huile.
Ami de peintres de renom, il sera guidé et influencé par John Lavery, Walter Sickert — qui lui conseilla de se servir de photographies comme aide-mémoire — William Nicholson, et son « mentor artistique » le peintre havrais anglophile Paul Maze, qu'il connut sur le front en 1916, et avec qui il allait peindre les environs de Saint-Georges-Motel. Le style du nouveau peintre est postimpressionniste, et ses thèmes sont des paysages anglais, mais aussi des scènes du front de Flandres ; par la suite, il peint également la Côte d'Azur.
Invité par son admirateur le duc de Westminster à « Woolsack », son pavillon de chasse de Mimizan (Landes), où il fit installer une baignoire à sa mesure, Churchill y peindra sept tableaux, dont La Lumière et le paysages landais, les pins penchés sur l'eau.
En 1921, il expose à la galerie Druet, 20 rue Royale à Paris, sous le pseudonyme de Charles Morin, et vend six toiles. La même année, il écrit un petit livre, Painting as a Pastime ; il adopte ensuite le pseudonyme de Charles Winter et se lie d'amitié avec Paul Maze, dont il préfaça en 1934 les mémoires de guerre et devint son ami.
Selon William Rees-Mogg, si « dans sa propre vie, il a dû subir le « black dog » de la dépression, dans ses paysages et ses natures mortes, il n'y a aucun signe de dépression ».
Il est surtout connu pour ses scènes de paysage impressionnistes, dont beaucoup ont été peintes durant ses vacances dans le Sud de la France, en particulier à la villa « La Pausa » chez ses amis Reves, chez son ami le duc de Westminster au château Woolsack, sur les berges du lac d'Aureilhan, ou au Maroc, où il peindra son unique œuvre de la guerre Le Minaret de la Koutoubia (1943), qu'il offrit à Roosevelt.
On estime que Churchill a peint 537 toiles au cours de sa vie ; quelques mois après sa mort (1965), certaines figurèrent dans la première vente dite transatlantique utilisant le satellite Early Bird, organisée par Sotheby's, où certaines « atteignirent des sommets inouïs… 14 000 £ ».
Une collection de peintures et de memorabilia est conservée dans la collection Reves au Musée d'Art de Dallas. D'autres œuvres, dont Le paysage de bouteilles représentant des bouteilles de champagne et de cognac — fort appréciés de Churchill — sont exposées dans sa maison de Chartwell, où il s'était aménagé un atelier de peinture et qu'il représenta sous la neige. Il y peignit en 1932 Le bassin aux poissons rouges.
En 2014, Sotheby's vendit à Londres certaines des toiles héritées par sa fille, Mary Soames. Il est un amateur de niveau moyen. Sa personnalité historique explique les valeurs invraisemblables parfois atteintes par ses œuvres en vente publique. Ainsi, Le Bassin de poissons rouges à Chartwell a été adjugé pour 1,8 million £ (2,2 millions €) en 2014.
Le 1er mars 2021, le tableau de la cathédrale Saint-Paul de Londres (St. Paul's Churchyard) peint en 1927 et le tableau du minaret de la mosquée Koutoubia (Tower of the Koutoubia Mosque) peint en 1943 sont mis en vente aux enchères chez Christie's Londres. Le tableau de Marrakech, seul de cette série peint en pleine guerre en janvier 1943 et offert à Roosevelt avec lequel il était sur place, puis passé dans la collection de Brad Pitt et Angelina Jolie, atteint la somme record de 8 285 000 £.

### Écrivain et orateur

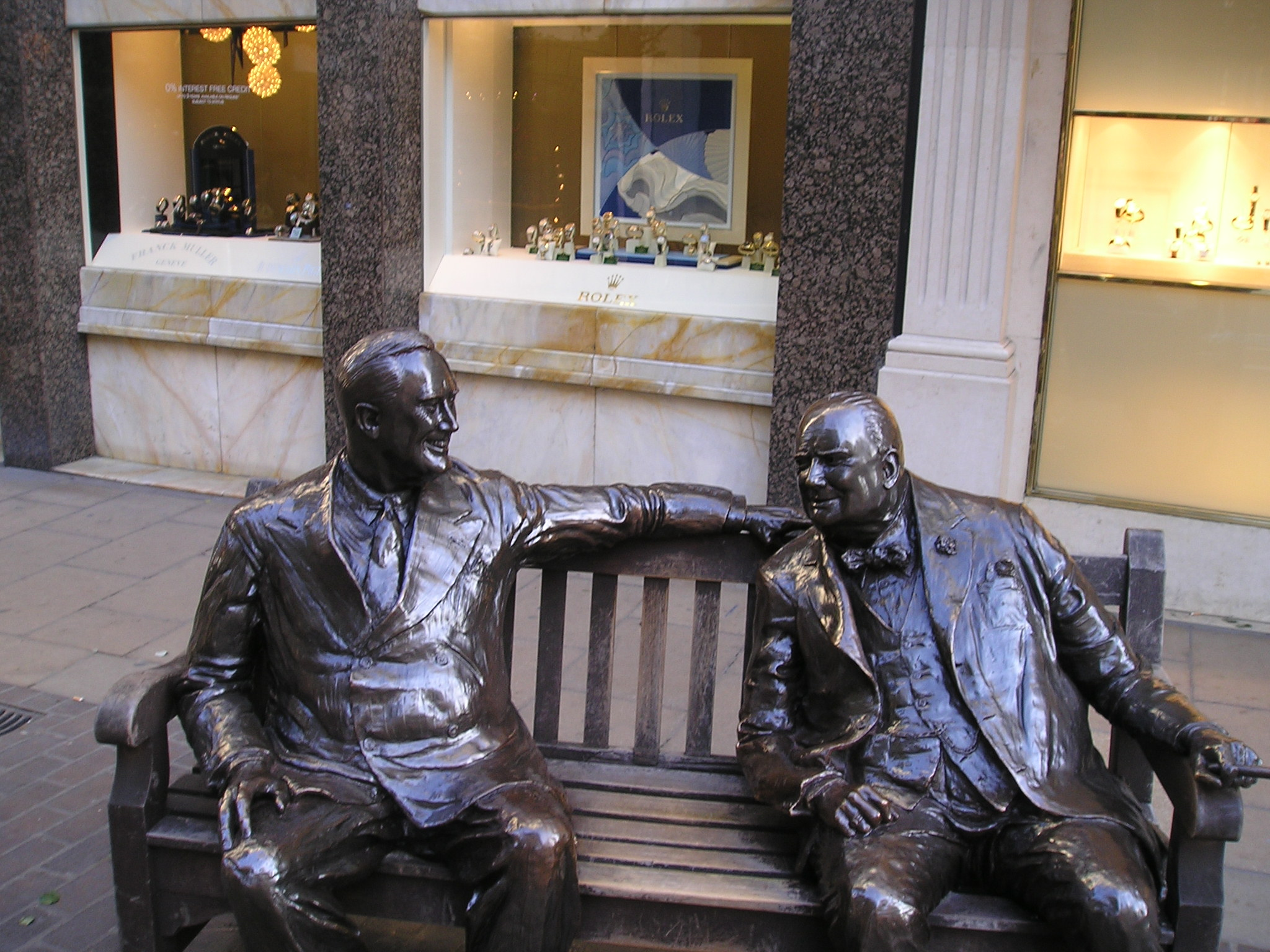
Statues de Churchill et Roosevelt sur en à Londres.

#### Écrivain
Malgré sa renommée et ses origines sociales, Churchill lutte toujours pour faire face à ses dépenses et à ses créanciers. Jusqu'à la loi sur le Parlement de 1911, les députés exercent leur fonction à titre gratuit. De cette date à 1946, ils reçoivent un salaire symbolique. Aussi, nombre d'entre eux doivent-ils exercer une profession pour vivre. De son premier livre, The Story of the Malakand Field Force (1898), jusqu'à son deuxième mandat en tant que Premier ministre, le revenu de Churchill est presque entièrement assuré par l'écriture de livres et de chroniques pour des journaux et des magazines. Dans les années 1930, Churchill tire l'essentiel de ses revenus de la biographie de son ancêtre le duc de Malborough. Le plus célèbre de ses articles est celui publié dans l'Evening Standard en 1936, avertissant de la montée en puissance d'Hitler et du danger de la politique d'apaisement.
Churchill a écrit seul son premier livre mais, à partir du Monde en crise, il dicte les suivants à des secrétaires et, pour la documentation, il emploie des assistants de recherche issus de l'université d'Oxford. Edward Marsh, son chef de cabinet, relit les manuscrits en corrigeant l'orthographe et la ponctuation. En règle générale, Churchill travaille le matin dans son lit où il mûrit un texte qu'il dicte tard le soir. Il est à ce jour l'unique ancien Premier ministre à recevoir, en 1953, le prix Nobel de littérature « pour sa maîtrise de la description historique et biographique ainsi que pour ses discours brillants pour la défense des valeurs humaines ». On imagine sans peine la surprise qu'une telle nouvelle peut lui susciter, surtout en se rappelant le reproche cinglant que son père, Randolph, lui écrivait six décennies plus tôt : « Je te renverrai ta lettre, pour que tu puisses de temps à autre revoir ton style pédant d'écolier attardé ». Lors de l'attribution de son prix, Winston est désillusionné – il caresse l'espoir de recevoir le prix Nobel de la paix. Dans cette récompense, seul l'argent semble intéresser le lauréat : « 12 100 £ non imposables. Pas si mal ! », écrit-il le 16 octobre 1953, au lendemain de l'annonce, à Clementine.
Parmi ses œuvres les plus célèbres qui ont contribué à sa renommée internationale, on peut citer :
- Les six volumes de souvenirs, The Second World War, 1948-1954.
- Les quatre volumes d'un ouvrage historique, A History of the English-Speaking Peoples, 1956-1958, qui couvrent la période s'étendant de l'invasion de la Grande-Bretagne par César (55 av. J.-C.) au début de la Première Guerre mondiale (1914).

Dans les toutes dernières années de sa vie, il regrette de ne pas avoir écrit les biographies de Jules César et de Napoléon Bonaparte.

#### Orateur
À l'origine, Churchill n'est pas un orateur et a même des difficultés d'élocution. Ses discours ne sont pas improvisés, un discours de quarante minutes lui demande entre six et huit heures de préparation. Pour F. E. Smith, « Winston Churchill a passé les plus belles années de sa vie à écrire des discours improvisés ». De même, pour d'autres, ses bons mots sont parfois travaillés, parfois spontanés – mais dans ces cas-là l'auditoire les sent souvent venir car alors « son propre rire prenait naissance quelque part du côté de ses pieds ». De Clement Attlee, son adversaire travailliste qui ne déteste pas ses piques, il dit un jour qu'il est un « mouton déguisé en mouton ».
Si Churchill devient un grand orateur, malgré tout, il reste meilleur dans le monologue que dans l'échange. Lord Balfour remarque un jour : « l'artillerie du Très Honorable Gentleman est forte et puissante, mais elle ne me semble guère mobile ». En général, ses discours commencent sur un tempo lent et dubitatif avant de donner « libre cours, à l'essence de sa prose : un rythme hardi, pesant, houleux, retentissant, coulant, interrompu par des cadences lancinantes et éclatantes ».
Churchill n'aime ni l'euphémisme, ni le langage technocratique. Par exemple, il s'oppose à ce qu'on remplace « pauvres » par « économiquement faibles », ou « foyer » par « unité d'habitation ». Pour lui, les mots, comme il le dit un jour à Violet Bonham-Carter, la fille d'Herbert Henry Asquith, ont une magie et une musique propres. Chez lui, la sonorité du mot est un élément important dans le choix des termes employés. Il aime les mots courts qui frappent dur et aligne souvent les adjectifs par quatre avec des préférences pour « unflinching (inébranlable), austere (austère), sombre (sombre), et squalid (sordide) ». Ce rythme se retrouve dans ces affirmations : « Dans la guerre : résolution. Dans la défaite : défiance. Dans la victoire : magnanimité. Dans la paix : bonne volonté ».
Sa rhétorique est parfois contestée. Pour Robert Menzies, Premier ministre d'Australie au début de la Seconde Guerre mondiale, « sa pensée dominante est la possibilité, si attrayante à ses yeux, que les faits gênants disparaissent d'eux-mêmes ».

### Postérité

#### Remise en cause
Si Churchill continue d'être honoré au Royaume-Uni en raison de son rôle fédérateur pendant la Seconde guerre mondiale, son aura a été néanmoins progressivement remise en cause ces vingt dernières années en raison d'autres aspects de sa vie politique plus controversés. Dans le cadre du mouvement Black Lives Matter, il est pris pour cible en raison des déclarations faites de son vivant contre les Indiens et les peuples « non-civilisés ». En juin 2020, sa statue devant le Parlement à Londres est dégradée par des militants antiracistes.
Selon un sondage publié en 2022, l'ancien premier ministre ne recueille que 20 % d'opinions positives chez les Britanniques âgés de 18-24 ans, contre 58 % chez les plus de 65 ans.
Selon l'historien Tariq Ali, l'admiration qui existe pour Churchill dans certaines parties du monde anglophone, qu'il qualifie quasiment de « culte », a été délibérément promue par des hommes politiques conservateurs, particulièrement à partir des années 1980.

#### Chartwell
Son manoir de Chartwell, propriété du National Trust, a été transformé en musée ouvert au public, où sont exposés de nombreux souvenirs de lui.

#### Churchill College
Sur le modèle du MIT, le Churchill College a été fondé par Churchill, à Cambridge, en 1960.

#### The Winston Churchill Memorial Trust
Lorsque Churchill a 88 ans, le duc d'Édimbourg lui demande comment il aimerait qu'on se souvienne de lui. Churchill lui répond : avec une bourse d'études comme la bourse Rhodes, mais pour un groupe d'individus plus grand. Après sa mort, le Winston Churchill Memorial Trust est créé au Royaume-Uni et en Australie. Un Churchill Memorial Day Trust a lieu en Australie, ce qui permet d'amasser 4,3 millions de dollars australiens. Depuis ce temps, le Churchill Trust en Australie a soutenu plus de 3 000 bénéficiaires de bourses d'études dans divers domaines, où le mérite (soit sur la base de l'expérience acquise, soit en fonction du potentiel) et la propension à contribuer à la collectivité ont été les seuls critères. De plus, le « Lycée International de Londres Winston-Churchill » a ouvert ses portes le 23 janvier 2015. Le lycée a été construit au-dessus du bunker de Winston Churchill durant la Seconde Guerre mondiale.

#### Hommages en France
Le 11 novembre 1998, une statue de Winston Churchill, réalisée par Jean Cardot, est inaugurée en présence de la reine du Royaume-Uni, Élisabeth II, du président de la République française, Jacques Chirac, et du maire de Paris, Jean Tiberi. Cette statue est située sur le trottoir de l'avenue Winston-Churchill.
En 2023, ce sont plus de 220 rues, places, ponts (etc.) qui portent le nom de l'ancien premier ministre britannique.
En juin 2017, les statues en bronze sculptées par Patrick Berthaud de Churchill et du Général de Gaulle ont été installées à l'entrée du parc Richelieu à Calais en présence d'officiels français et anglais, et du petit-fils de Churchill, Nicholas Soames.

#### Cinéma et télévision

##### Fictions
Le personnage de Churchill apparaît dans de nombreux films et séries télévisées. Ont notamment joué son personnage :
| - Films et téléfilms sur la vie de Churchill : - Patrick Wymark (La Vie extraordinaire de Winston Churchill, 1964) - Simon Ward (Les Griffes du lion, 1972), sur sa jeunesse - Richard Burton (The Gathering Storm, 1974) - Timothy West (Churchill and the Generals, 1979) - Robert Hardy (Winston Churchill: The Wilderness Years, 1981) - Albert Finney (The Gathering Storm 2002), sur la période 1934-1939 - Bob Hoskins (World War II: When Lions Roared 1994) - Brendan Gleeson (Into the Storm, 2009), sur la Seconde Guerre mondiale - Michael Gambon (Churchill's Secret, 2016) - Brian Cox (Churchill, 2017) - Gary Oldman (Les heures sombres, 2017) | - Apparition du personnage Churchill : - C.M. Hallard (Royal Cavalcade, 1935) - Dudley Field Malone (en) (Mission à Moscou, 1943) - Image d'archives (Forgotten Treasure, 1943) - Viktor Stanitsyne (La Bataille de Stalingrad, 1949) - Viktor Stanitsyne (Les Feux de Bakou, 1949) - Viktor Stanitsyne (La Chute de Berlin, 1950) - Dudley Field Malone (Un Américain à Paris (film), 1951) - Viktor Stanitsyne (L'Inoubliable 1919, 1952) - Peter Sellers (L'Homme qui n'a jamais existé, 1956) - Jimmy Sangster (The Siege of Sidney Street, 1960) - Patrick Wymark (Opération Crossbow (film), 1965) - Iouri Vladimirovitch Dourov (ru) (Libération (film, 1971)) - Orson Welles (La Cinquième Offensive, 1973) - Warren Clarke (Jennie: Lady Randolph Churchill, 1974) - Leigh Dilley (L'aigle s'est envolé, 1976) - Sune Mangs (sv) (Les Folles Aventures de Picasso, 1978) - Wensley Pithey (Edward and Mrs Simpson, 1978) - Józef Zacharewicz (Sekret Enigmy , 1979) - William Hootkins (The Life and Times of David Lloyd George, 1981) - René Douglas (Le Bourreau des cœurs, 1983) - Włodzimierz Wiszniewski (pl) (Katastrofa w Gibraltarze, 1984) - Richard Huggett (Jane et la cité perdue, 1987) - John Evans (Casablanca Express, 1989) - Ronald Lacey (Stalingrad (film, 1990), 1990) - Julian Fellowes (Les Aventures du jeune Indiana Jones, 1992) - John Evans (Caro dolce amore, 1994) - Timothy West (Hiroshima, 1995) - Joe Lamb (Shaheed Uddham Singh, 2002) - David Ryall (Two men went into war (en), 2002 ; Bertie and Elizabeth (en) (TV), 2002 ; Le Grand Charles (TV), 2006) - Ian Mune (Ike. Opération Overlord, 2004) - Christian Slater (Churchill: The Hollywood Years, 2004) - Rod Taylor (Inglourious Basterds, 2009) - Alan C. Peterson (Paradoxe : les mondes parallèles, 2010) - Timothy Spall (Jackboots (film, 2010), 2010) - Ian McNeice (Doctor Who: Victory of the Daleks; The Pandorica Opens; Le Mariage de River Song en 2010 et 2011) - Timothy Spall (Le Discours d'un roi, 2010) - Andy Nyman (Peaky Blinders, 2013) - Thomas Howes (Murdoch Mysteries, 2013) - Richard McCabe (Peaky Blinders, 2014) - Nicholas Asbury (de) (37 Days (en), 2014) - Christopher Fulford (Queen of the Desert, 2009) - John Lithgow (The Crown, 2016) - Michael Gambon (Churchill's Secret, 2016) - Brendan Patricks (The Professor and the Madman, 2019) - Michael Terry (The Resistance Fighter, 2019) - Neil Maskell (Peaky Blinders, 2019) - Tim Hudson (De Gaulle, 2020) - Christopher Craig (De Gaulle, l'éclat et le secret, 2020) - Simon Russell Beale (Operation Mincemeat, 2022 et De Gaulle, 2025) |

On doit signaler que parmi ces acteurs, Richard Burton a violemment critiqué, à la sortie du film, le personnage, mettant en doute sa santé mentale d'homme de guerre pour ses déclarations souhaitant l'extermination des Allemands et des Japonais. De même, en 2020 les révélations sur ses propos racistes à l'encontre des peuples coloniaux provoquèrent en Grande-Bretagne des actes de vandalisme sur des statues le représentant.

##### Documentaires
- 1992 : Churchill documentaire en quatre parties de Martin Gilbert et Marisa Appugliese, produit par la BBC (Royaume-Uni 1992)[tel 1].
- 2013 : Churchill, un géant dans le siècle documentaire de David Korn-Brzoza, produit par Roche productions et ARTE France (France, 1h31, 2013)[199],[tel 2].
- 2016 : Churchill, le lion au cœur tendre. Documentaire de la série Secrets d'Histoire, diffusée le 23 août 2016 sur France 2[tel 3].
- 2020 : Churchill, documentaire de Maud Guillaumin, série « Chefs de guerre ». Producteurs : AB Productions (France, 2020, 56 min. Version anglaise : Masters of War: Churchill).
- Chartwell : L'Autre vie de Winston Churchill, documentaire de Jean Rousselot, producteur : Prime Group (France, 2020, 26 min).

1. ↑  fiche BBC One.
2. ↑  fiche du documentaire.
3. ↑  Blaise de Chabalier, « L'énigme Churchill à la loupe de Secrets d'histoire », Le Figaro,‎ 23 août 2016 (lire en ligne).

### Honneurs
Churchill a reçu au cours de sa vie de nombreuses décorations. Sa titulature officielle est (sur le modèle anglo-saxon) : Sir Winston Churchill KG, OM, CH, TD, FRS, CP (RU), CP (Can), DL, Hon. RA. Il est en outre prix Nobel de littérature et premier citoyen d'honneur des États-Unis, a reçu de nombreux autres prix et honneurs, dont le Prix International Charlemagne en 1955. Il est fait Compagnon de la Libération en 1958 par le général de Gaulle. Lors d'un sondage de la BBC tenu en 2002, basé sur environ un million de votes de téléspectateurs, 100 Greatest Britons, il est proclamé « le plus grand de tous ». Il est également membre à titre héréditaire de la Société des Cincinnati.